# Art préroman

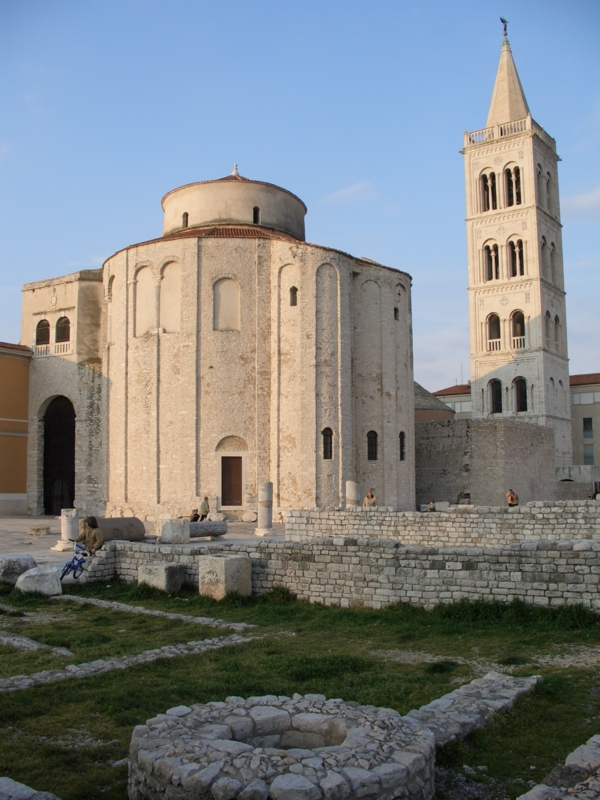
Église Saint-Donat (Zadar), 800-850

Art préroman ou, plus souvent, architecture préromane sont des expressions employées pour désigner les œuvres construites durant la période qui s'étend entre la fin de l'art paléochrétien (fin que l'on fait correspondre à la chute de l'Empire romain d'Occident en 476) et les premiers arts romans vers l'an mille. La chute de l'Empire en Occident met fin à une certaine homogénéité architecturale, tandis que dans l'Empire romain d'Orient, autour de Constantinople, se développe l'art byzantin avec Justinien Ier. 
Les conquêtes germaniques, l'expansion de l'islam et du christianisme engendrent des espaces artistiques avec les caractéristiques spécifiques aux arts des migrations (300-900), mérovingien (460-750), lombard (568-774), slaves, wisigoth (Ve siècle au début du VIIIe siècle), mozarabe, asturien (fin du VIIIe siècle, début du Xe siècle), anglo-saxon (Ve siècle-1066), puis aux grandes périodes de renaissance de l'Empire carolingien et du Saint-Empire romain germanique avec les arts carolingien (750-950) et ottonien (950-1020). 
Après une période de recherches et de développement parfois tortueux, les grandes composantes classiques méditerranéennes et paléochrétiennes se sont définitivement unies avec les apports germaniques dans l'art roman, le premier grand style universel que l'Europe occidentale ait créé depuis le déclin de la civilisation gréco-romaine.

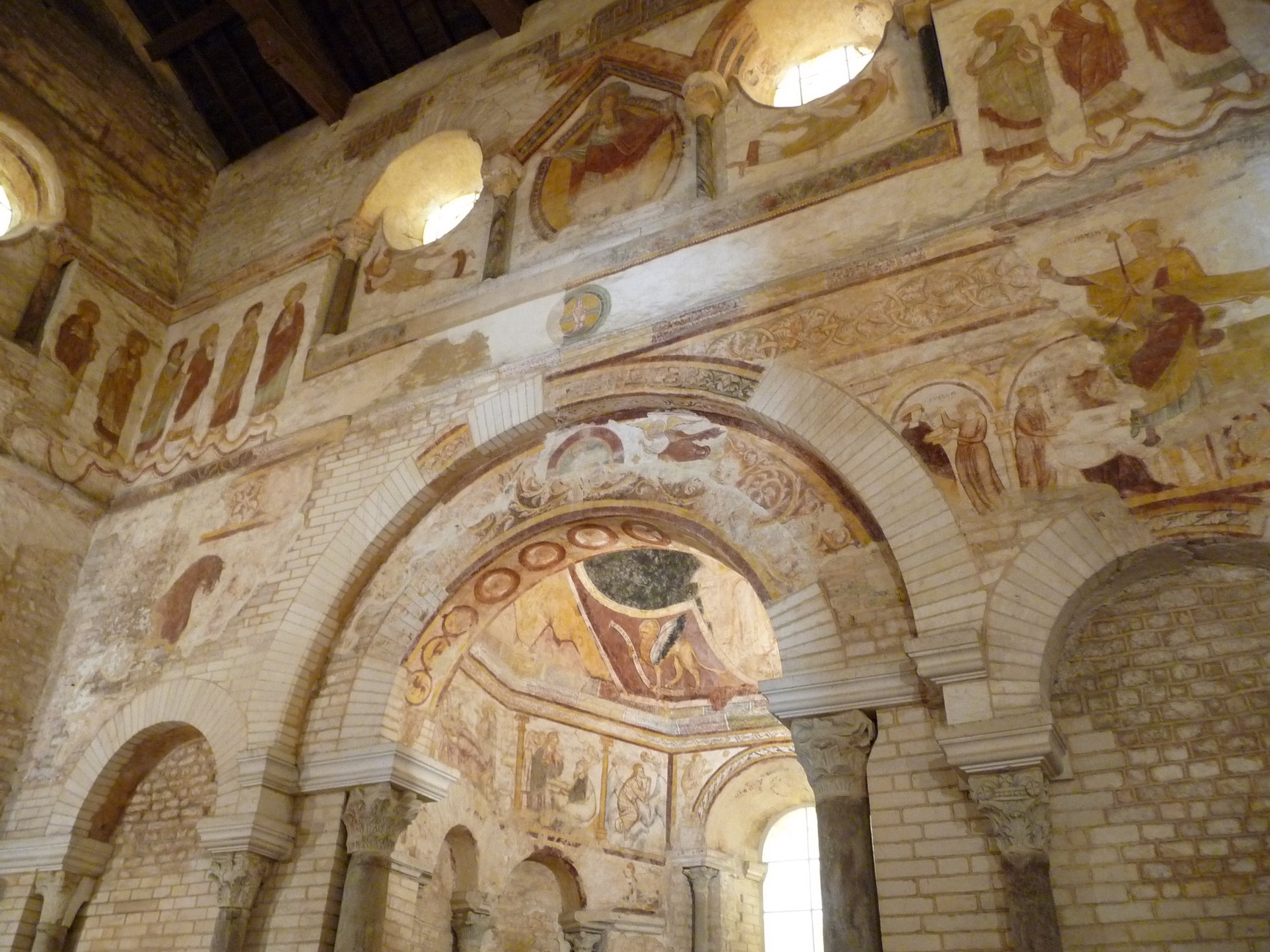
Architecture mérovingienne, Baptistère Saint-Jean de Poitiers
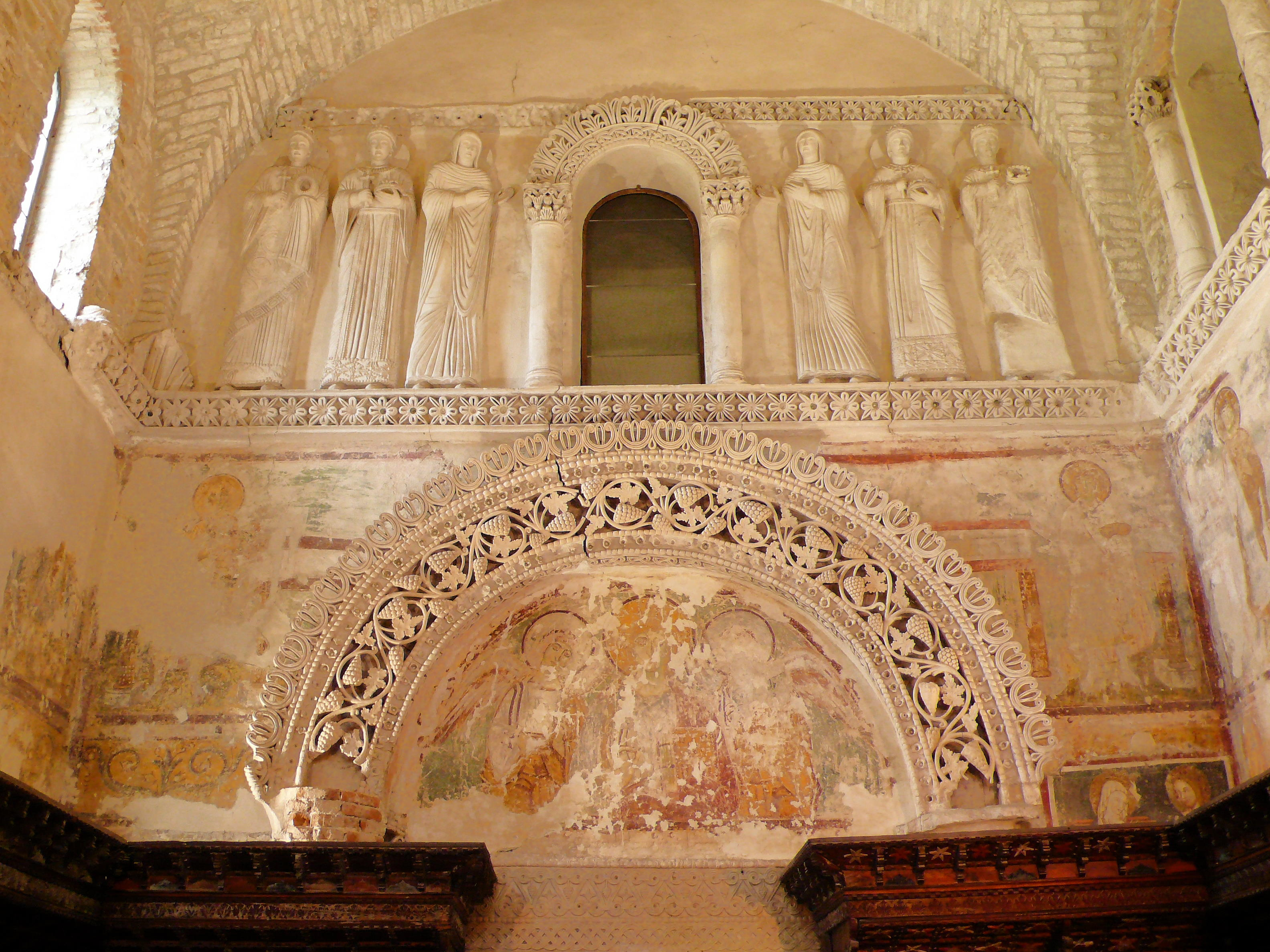
Architecture lombarde, Temple de Cividale del Friuli
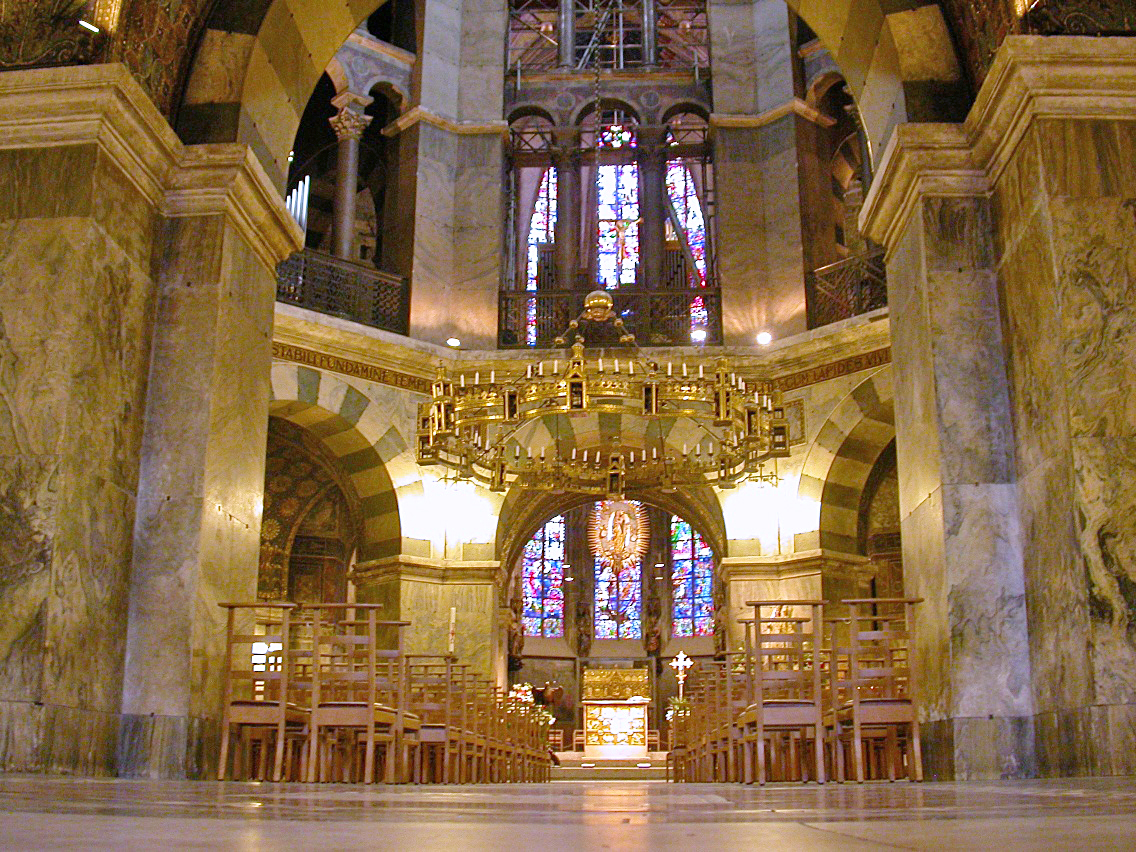
Architecture carolingienne, Chapelle palatine d'Aix-la-Chapelle
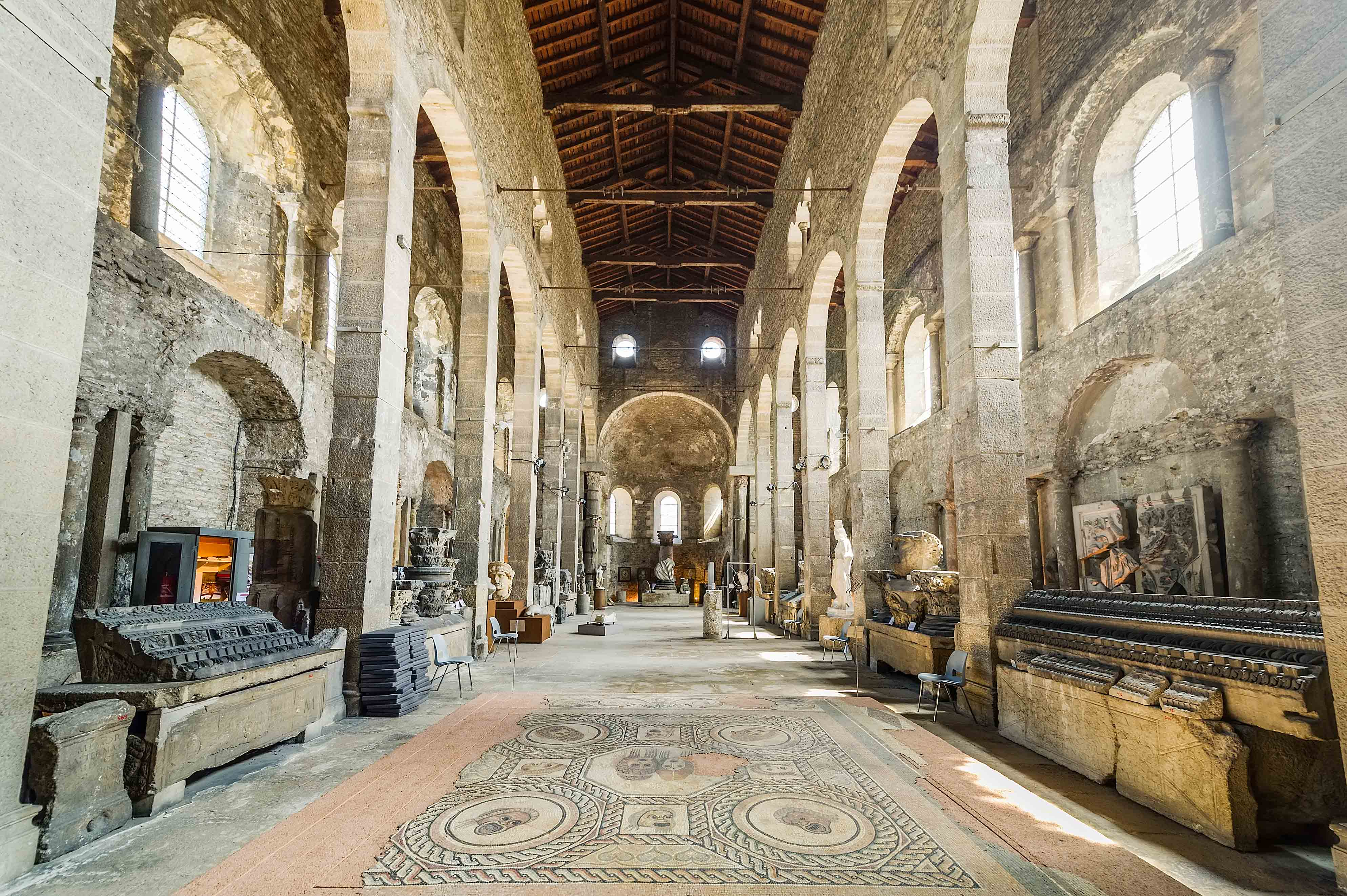
Église Saint-Pierre de Vienne (Isère)

## L'art européen avant l'art roman
En 476, le chef germain Odoacre dépose le dernier empereur romain d'Occident Romulus Augustule. Des royaumes indépendants naissent, l'Occident est morcelé mais ne se désintègre pas grâce à l'Église qui a préservé l'idée de l'unité du monde chrétien autour de la Rome de Pierre et de ses successeurs. Les élites occidentales resteront attachées à cette ville comme centre spirituel de la chrétienté.
L'installation définitive des envahisseurs avec les bagages religieux, littéraires et artistiques d’ethnies et de civilisations les plus diverses Rome et l'exarchat de Ravenne, l'Italie des Lombards, le royaume franc et les terres germaniques limitrophes, l'Espagne wisigothique, l'Irlande et les royaumes anglo-saxons avec plus tard la Scandinavie, les slaves occidentaux et une partie des slaves méridionaux imposent une nouvelle conception de cet ensemble européen. Dans chacune des régions où ils se sont installés, les circonstances de leur adhésion à la Romanité chrétienne est différente.
Dans un premier temps les barbares commencent à vivre à côté des peuples romanisés et il y a juxtaposition de deux mondes qui s'ignorent. L'évangélisation permet la fusion des peuples vénérant le même Dieu, adoptant les mêmes lois pour former des États. On assiste à la naissance d'une Espagne wisigothique, d'une Gaule franque, d'une Italie lombarde et d'une Angleterre saxonne et celte. À cette époque succède des carolingiens qui sur l'éclatement et la diversité vont recréer une unité, un empire avec le soutien de la papauté. L'unité politique se double d'une unité religieuse. Ils vont régner, légiférer, construire des centaines d'églises, des collégiales, des abbayes et des palais. Autour de l'empereur, les Francs, Wisigoths, Anglo-Saxons et Lombards veulent avoir leur capitale qui sera Aix-la-Chapelle.
L'invasion des Vikings et les attaques musulmanes au sud achèvent le fractionnement de l'Europe dans un empire carolingien affaibli. Le centre qui donnait l'impulsion est remplacé par les périphéries mais les Saxons vont établir l'empire ottonien à l'est de la Gaule.

À la fin du Xe siècle, un phénomène nouveau marque la fin des mondes périphérique, la féodalité avec des seigneurs capables de se défendre contre les envahisseurs. On voit apparaître des châteaux avec des collégiales et des monastères enracinés dans les territoires. Cluny avec plus de mille monastères va faire rayonner l'art roman en Europe et cristallisera dans ce style l'expression la plus pure du christianisme organisé.
|                                           |
| Empire romain et peuples Barbares en 250. |

|                                           |
| Les premiers royaumes germaniques en 500. |

|                                                 |
| Charlemagne, les Slaves et les Bulgares en 810. |

|                                                    |
| Le partage de Verdun (843) et les Hongrois en 900. |

|                             |
| L'Europe médiévale en 1180. |

### L'art des migrations
L'art des tribus guerrières qui précipitent le déclin de la puissance romaine est un art d'armuriers, de fondeurs, de joailliers, de graveurs d'amulettes. Ils répugnent à représenter la figure humaine mais placent des animaux stylisés dans les entrelacs contrairement à l'art romain qui dresse des effigies aux dieux, empereurs et nobles. L'Église dans l'évangélisation détruit les statues qui incarnent le paganisme et l'esthétique du signe abstrait des envahisseurs s'impose dans le décor des sépultures et des cérémonies religieuses.
Les Francs en Gaule, les Wisigoths dans la Péninsule Ibérique, les Ostrogoths en Italie apprécient l'architecture qu'ils trouvent dans les pays romanisés et produisent des œuvres d'art originales limitées presque exclusivement à l'orfèvrerie et à l'art du métal. Leurs nécropoles s'ornent d'un mobilier funéraire de souche nettement germanique tandis que leurs villas sont de tradition romaine. Cette symbiose entre les différentes cultures contient en germe les bases de la nouvelle civilisation médiévale.
Le contenu de la tombe de Sutton Hoo de la première époque anglo-saxonne découverte en Angleterre permet l'étude d'objets de la Méditerranée orientale, de la Gaule mérovingienne de la Suède et de la région rhénane. Les formes géométriques et la décoration figurée s'enchevêtrent dans des courbes qui sont souvent des entrelacs. Ces motifs se répandent dans tout l'Occident.
 Les Vikings 

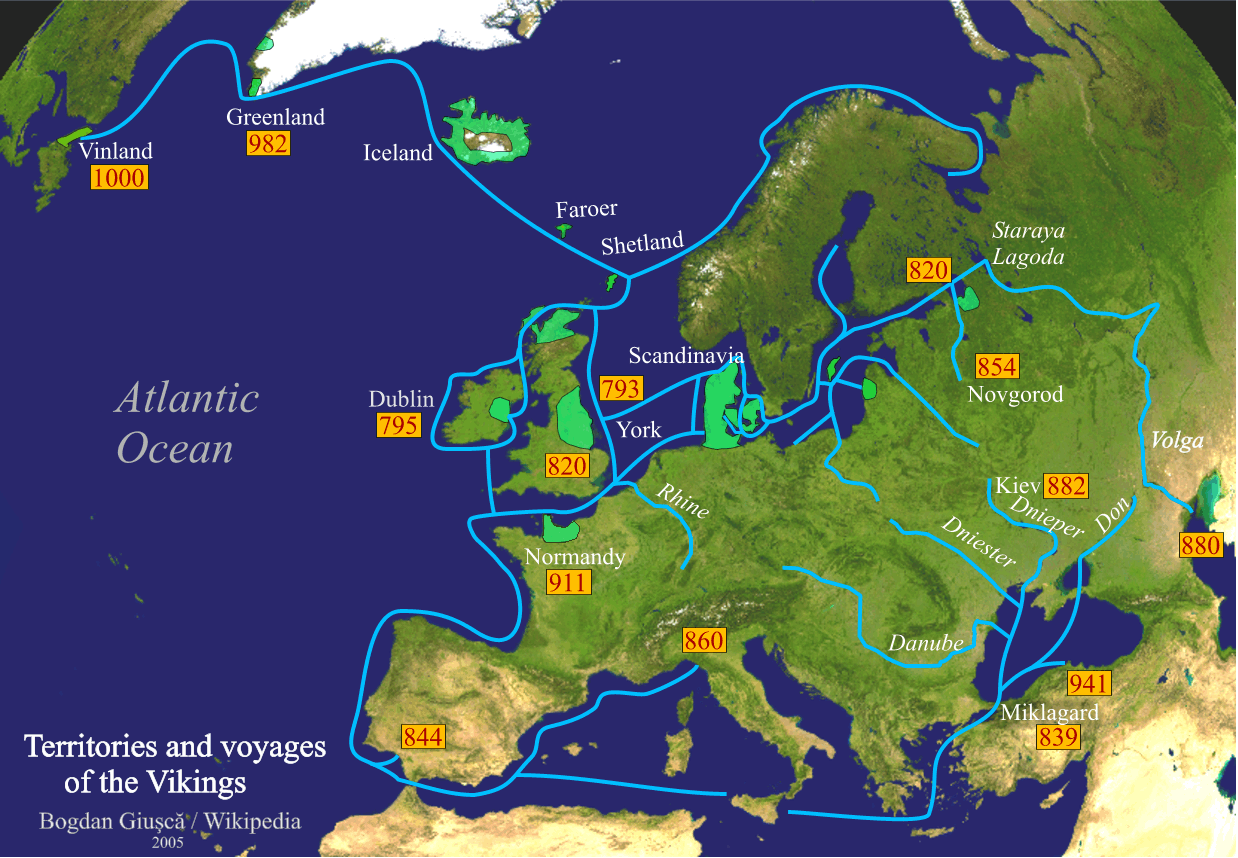
L'expansion territoriale scandinave

En 793, commencent les invasions vikings par le pillage et le massacre des moines du monastère de Lindisfarne au Nord-Ouest de l'Angleterre et pendant deux siècles des raids dévastent toutes les côtes d'Europe jusqu'à la Péninsule Ibérique. Ces expéditions aboutissent à des occupations virtuelles et à des conquêtes territoriales importantes au Nord-Est de l'Angleterre, les royaumes de Dublin et de l'île de Man, l'occupation des régions côtières du Nord de la France, le duché de Normandie, et finalement la conquête normande de l'Angleterre par le duc de Normandie en 1066.
Dans leur production artistique qui se limite à la décoration et l'ornement apparaissent au Ve siècle le style animal qui évolue vers le linéarisme puis l'abstraction et à la fin du VIe siècle, la folle exubérance d'animaux traités abstraitement et l'opulence baroque de leur relief sont imitées par les Francs, les Alamans, les Lombards et autres tribus germaniques du Sud. Puis ces envahisseurs subissent les influences anglo-saxonne et chrétiennes et dans le passage du paganisme au christianisme, le dragon ancestral vient couronner les pinacles des églises et le thème de Gunnar dans la fosse aux serpents remplace celui de Daniel dans la fosse aux lions. L'art viking culmine avec la barque et les objets d'Oseberg.

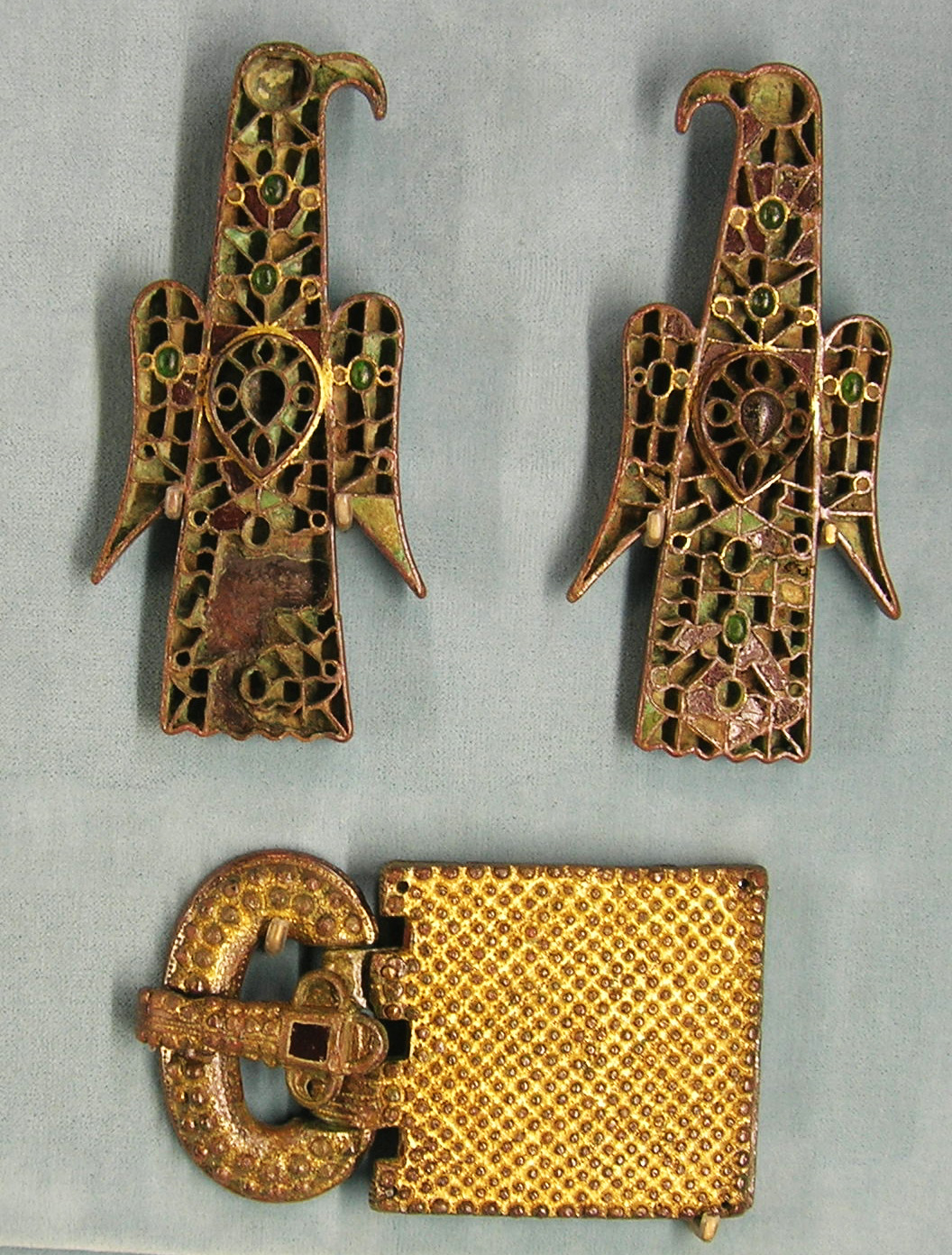
Art franc
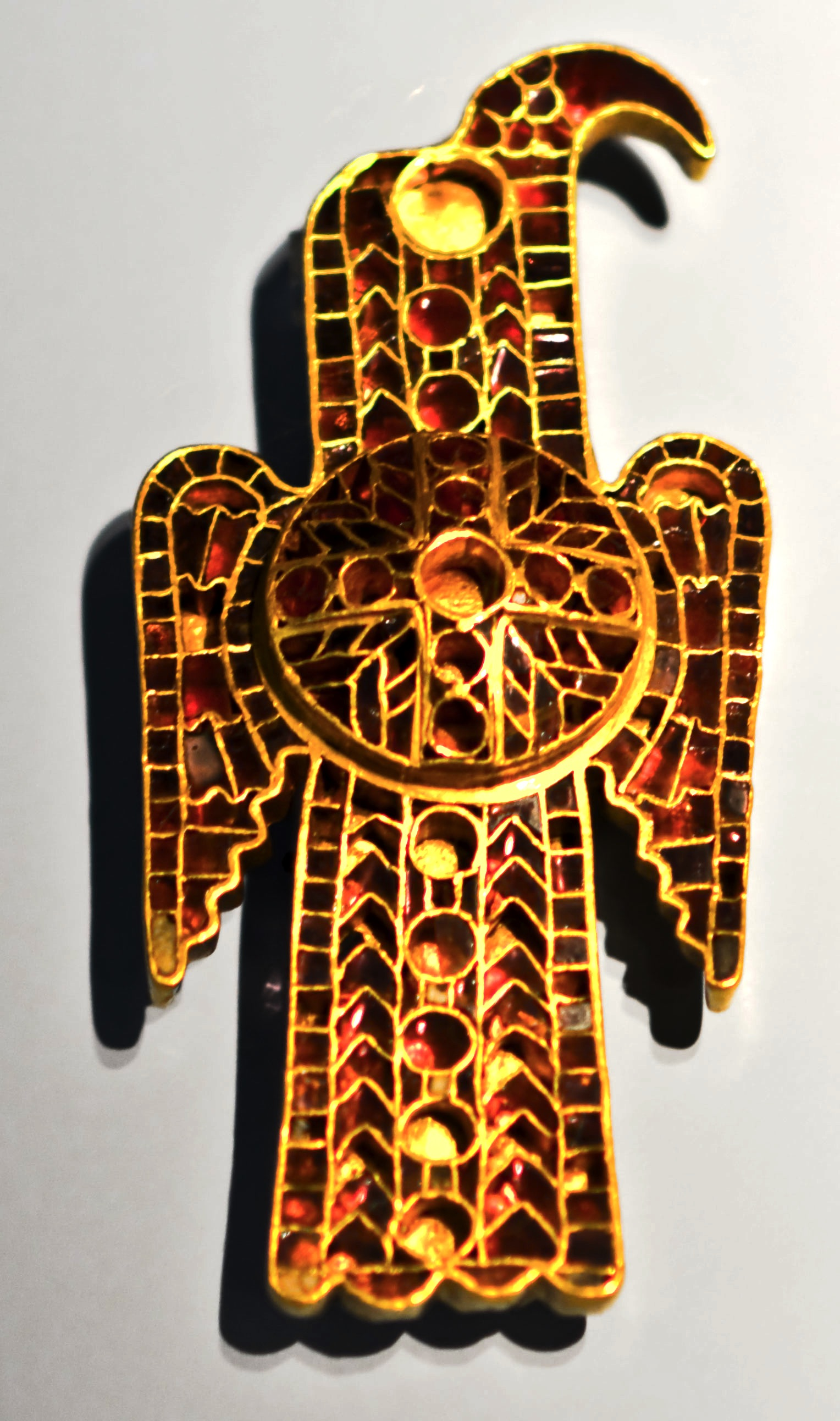
ostrogoth
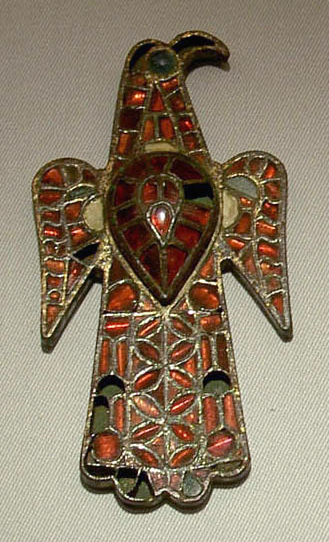
wisigoth
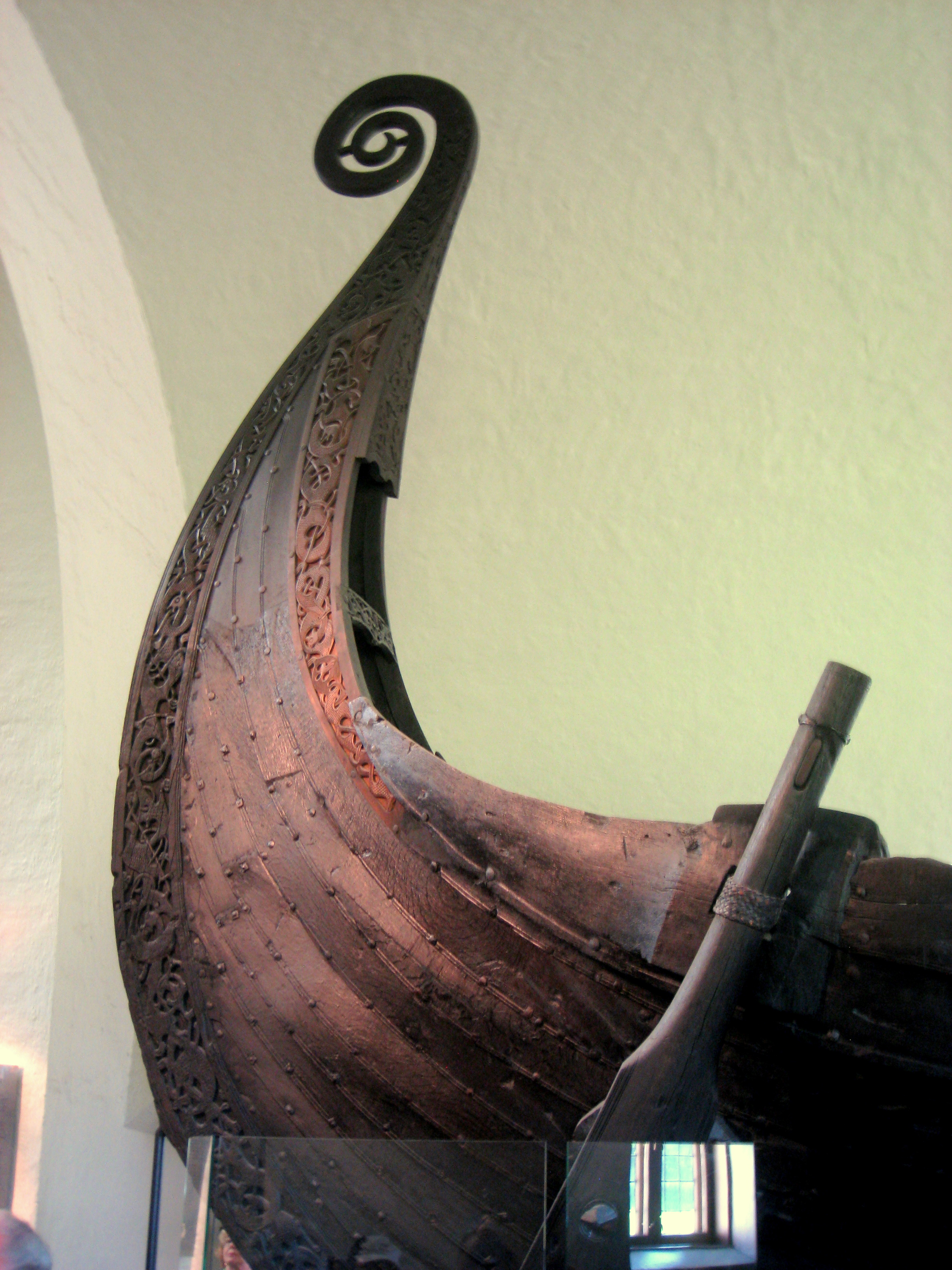
viking.

### Rome, Ravenne et les lombards

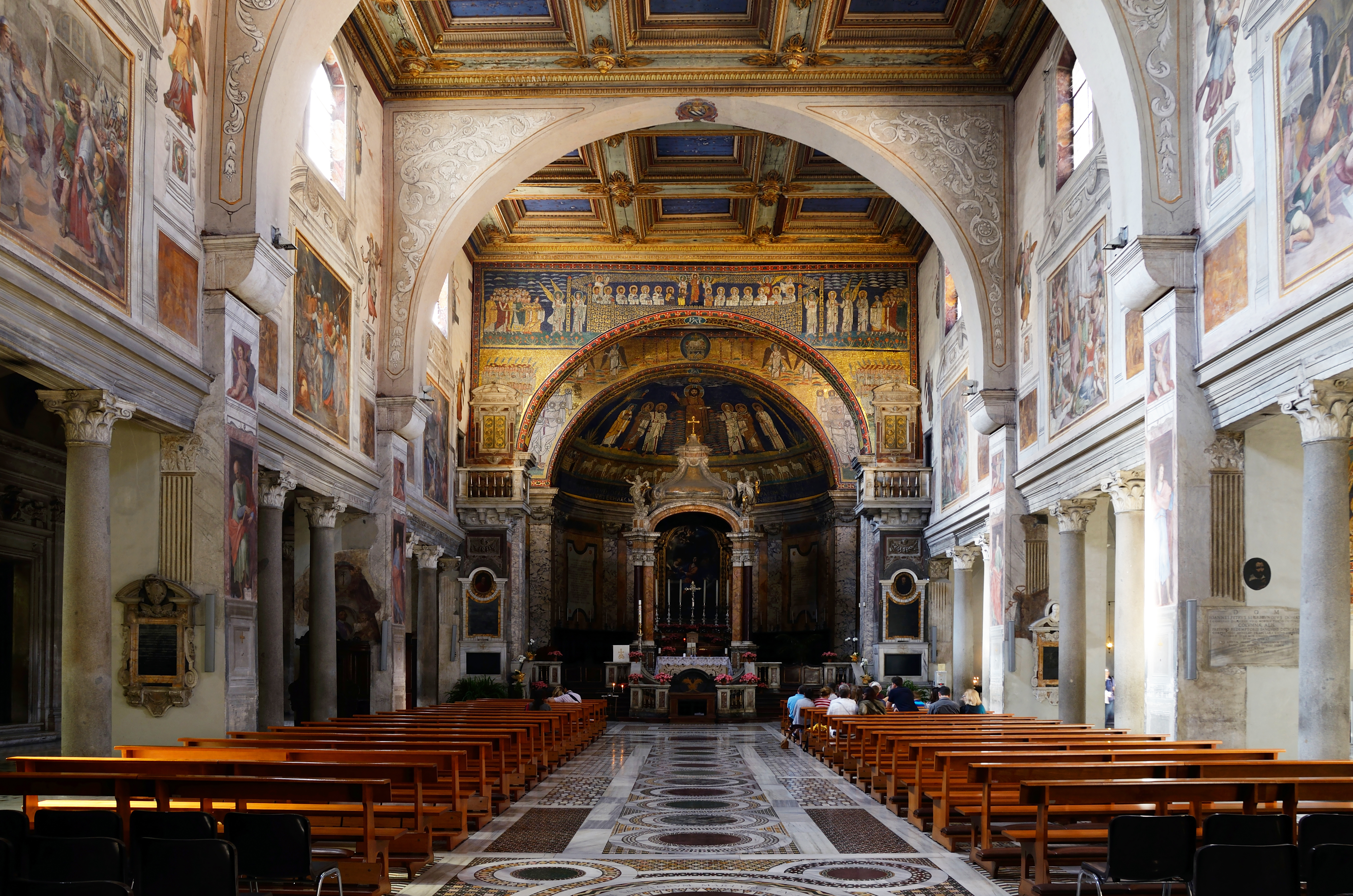
Basilique Sainte-Praxède de Rome.

Rome est épargnée par les invasions et vit au milieu d'un héritage chrétien légué par l'Antiquité tardive et les facteurs de continuité culturelle sont prépondérants. Le patronage du pape remplace celui des empereurs et son prestige attire des Grecs et des Orientaux qui fuient les persécutions iconoclastes et musulmanes. En architecture, la basilique reste le type fondamental de l'édifice de culte. On tente de créer un espace centralisé en élargissant la nef et en interposant des colonnes entre celle-ci et le narthex pour se rapprocher des églises byzantines. Le transept est de plus en plus large, les premières cryptes annulaires permettant d'exposer aux pèlerins les reliques du saint patron apparaissent probablement à Rome puis se répandent dans l'exarchat de Ravenne.
La Romagne offre des exemples de transformation de basiliques paléochrétiennes en basiliques médiévales. Le chœur ravennate tripartite cède la place au chevet simple à abside unique circulaire à l'intérieur et polygonale à l'extérieur. Les murs extérieurs sont animés par des arcatures aveugles de lésènes montant jusqu'à des arcs et exprimant la structure interne du bâtiment. Le palais de Théodoric la seule construction importante de Ravenne à cette époque porte en gestation les types de façades occidentales structurées pour mettre en valeur l'entrée. Les parties latérales ornées d'arcatures subordonnées à un corps central en saillie et percé de grandes ouvertures sont à la sources de la façade préromane et romane italienne.

#### L'Italie lombarde

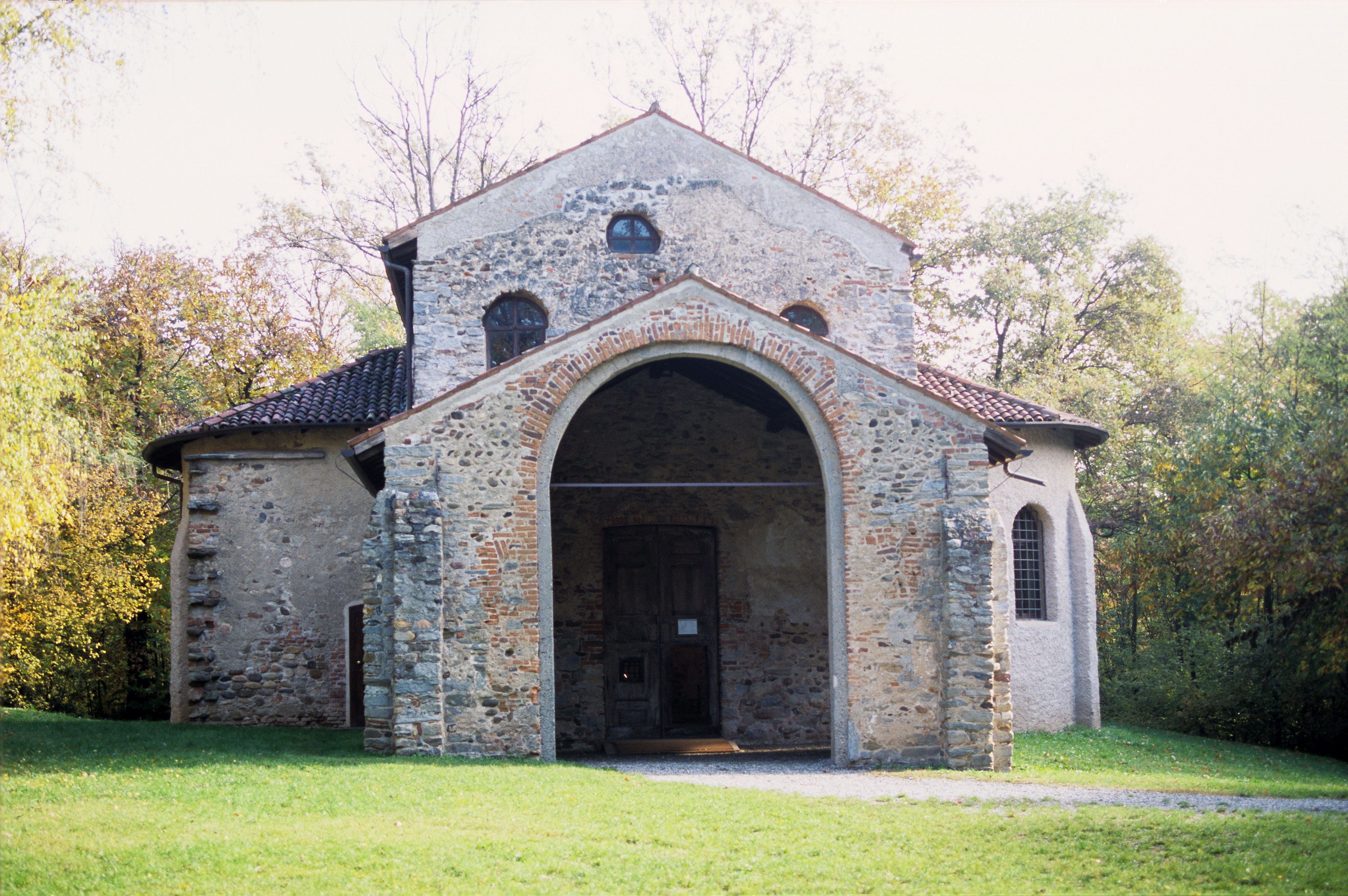
Église Santa Maria foris portas.

La conquête lombarde, longue et difficile provoque la fuite de cadres romains civils et religieux vers les régions contrôlées par Byzance. Les Lombards installent leur capitale à Pavie et comme dans les autres royaumes barbares passent par la conversion au christianisme pour accéder à l'art, qu'ils utilisent pour exalter leur pouvoir. Leurs constructions sont souvent urbaines et ils édifient de nombreuses églises à Pavie. 

Dans leurs territoires, l'Église résiste mais la complexité des structures étatiques engendrent des types d'édifices diversifiés adaptés aux divers besoins sociaux et religieux. Les rois lombards et les ducs de Bénévent sont les principaux commanditaires et l'organisation des chantiers incombe à des entrepreneurs responsables d'une commande qui recrutent pour l'exécution des artisans spécialisés. Cette organisation qui remplace les corporations artisanales romaines résistera jusqu'aux corporations urbaines accompagnant le renouveau des villes à partir du XIIe siècle. L'originalité de l'architecture lombarde repose sur l'animation des murs, la composition des fenêtres et l'organisation de la partie orientale. L'adoption du chevet à trois absides donne naissance à la crypte à couloir transversal. Ce type repris dans l'architecture carolingienne autorise la multiplication des autels, en particulier dans les monastères où les prêtres sont de plus en plus nombreux. La crypte-halle constituée d'une longue salle sous le chœur et l'abside apparaît et se répandra dans toute l'Italie du nord à l'époque préromane et romane. Le sud de l'Italie lombarde qui était restée en partie sous la suzeraineté de l'empereur d'Orient subit une forte influence de Byzance avec des coupoles sur trompes et des plans en croix grecques.

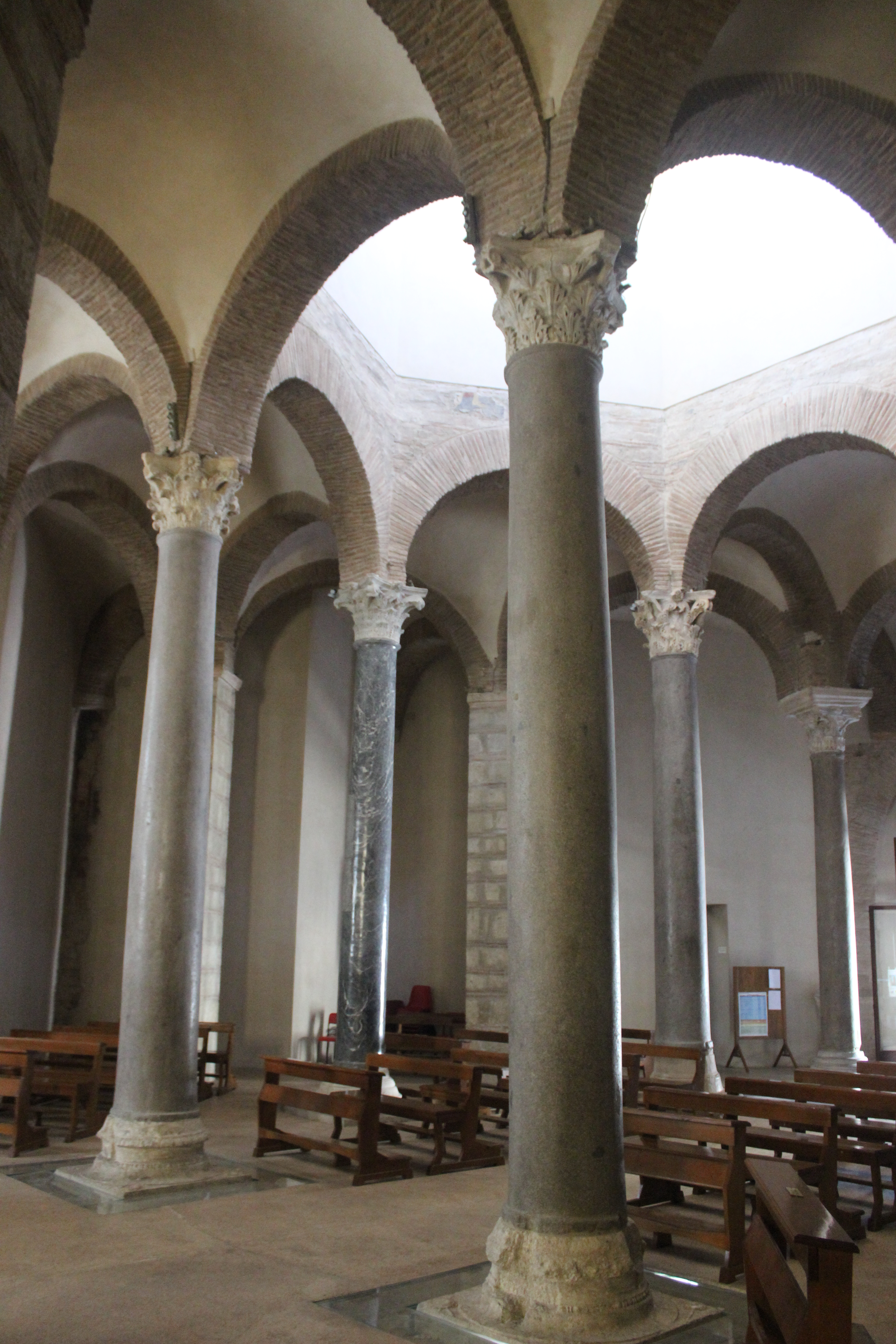
Bénévent.
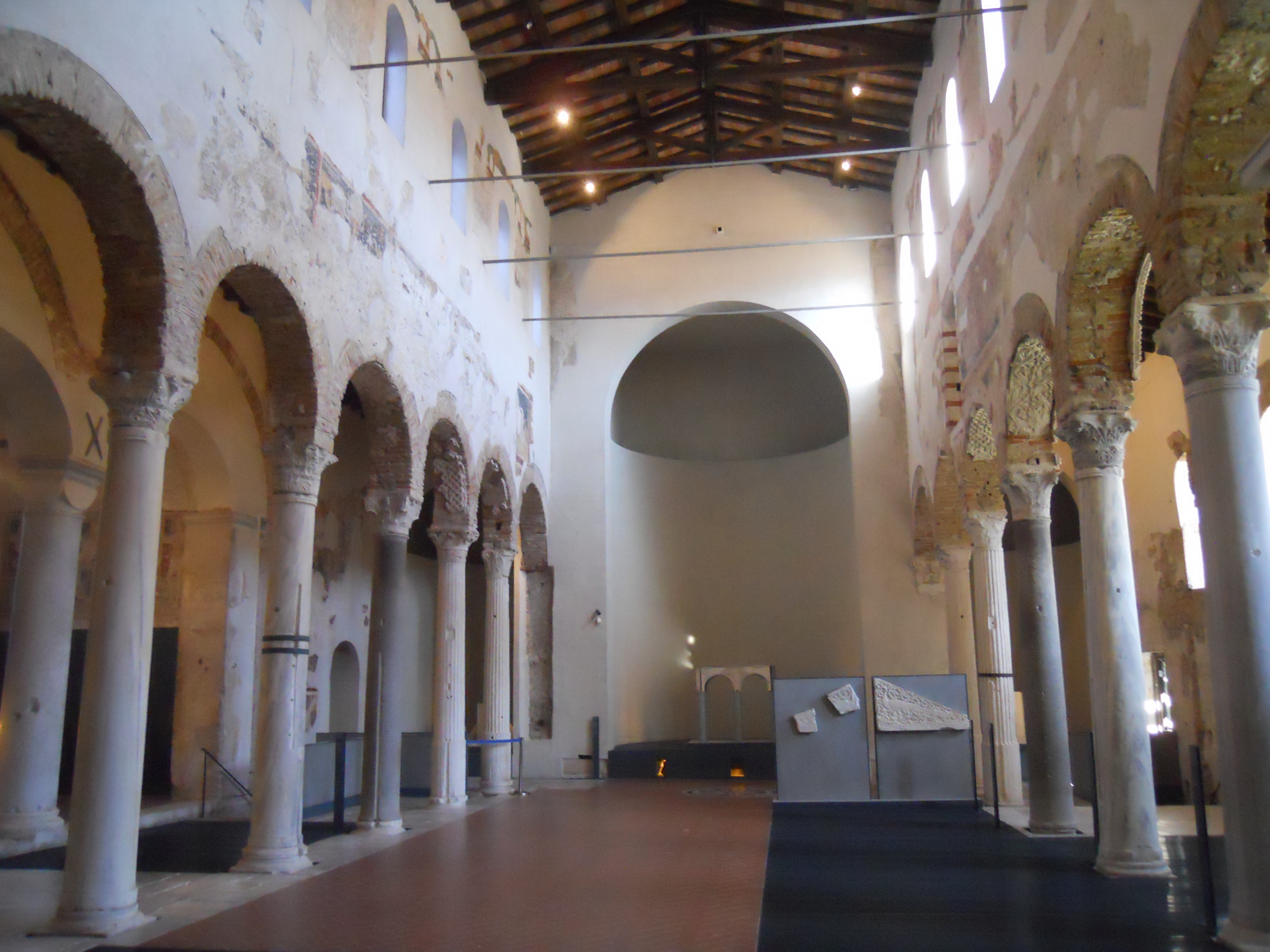
San Salvatore, Brescia.
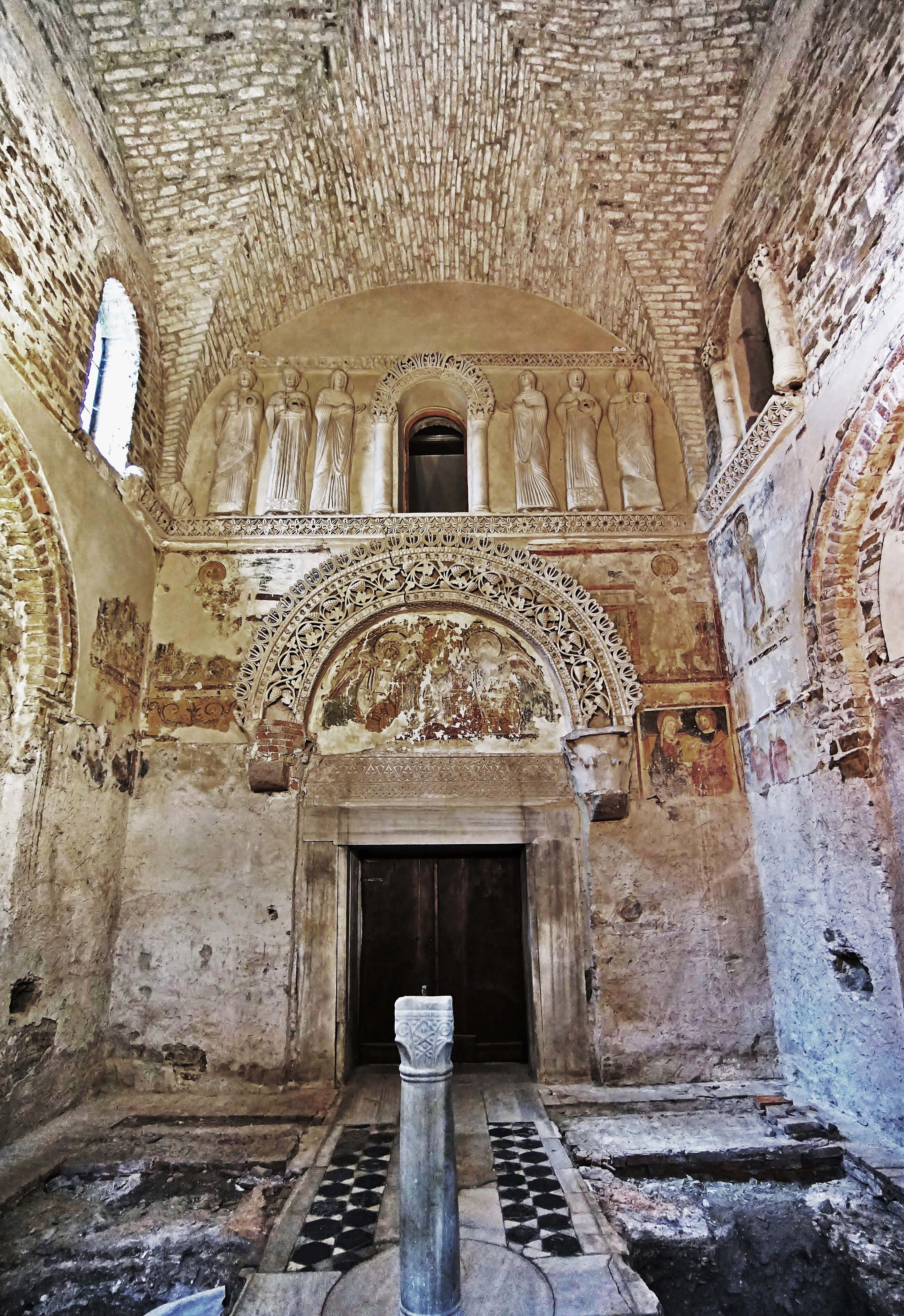
Temple de Cividale del Friuli.

 Le décor architectural 

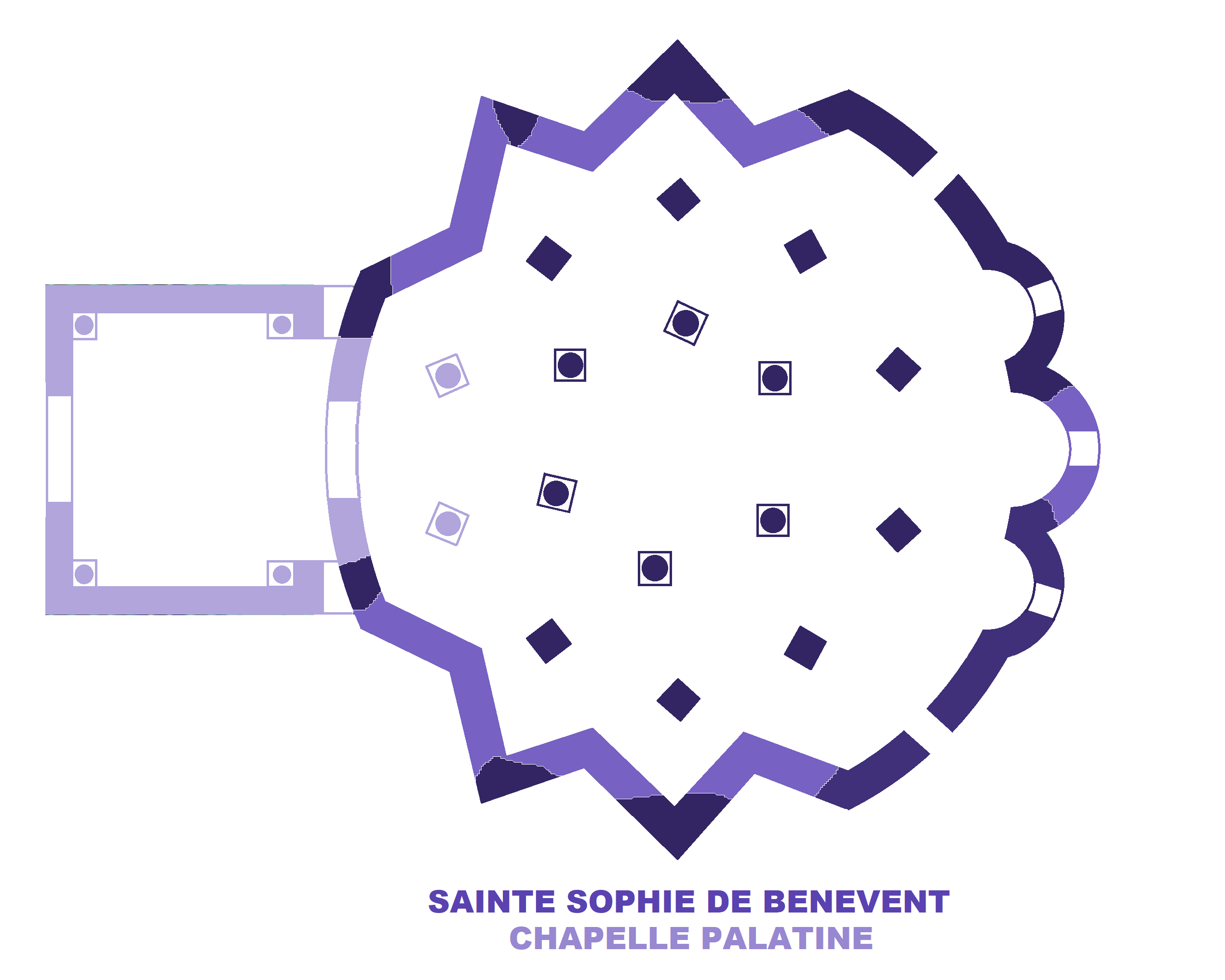
Sainte-Sophie de Bénévent.

Les églises dont l'extérieur est assez simple offrent une grande richesse de décor à l'intérieur. La sculpture, la peinture monumentale et les mosaïques structurent l'espace. La sculpture joue un rôle considérable avec les chapiteaux, intrados, modillons et fûts de colonnes qui s'enracinent dans les traditions antiques puis s'en éloignent comme dans les chapiteaux à impostes ou trapézoïdaux. Le mobilier, chancels, ciborium, fonts baptismaux qui offrent des surfaces plates aux sculpteurs avec ses contraintes expliquent l'évolution du langage plastique pendant les premiers siècles. Le vocabulaire comporte des motifs architecturaux, géométriques et symboliques. À partir du VIIe siècle on ne pratique plus que des successions de plans de faible épaisseur où les détails sont gravés. Le rinceau végétal et l'entrelacs sont les motifs les plus fréquents dans lesquels on insère les vieux thèmes paléochrétiens.
La mosaïque et la peinture monumentale restent profondément dans la tradition antique méditerranéenne avec une renaissance hellénistique et une représentation de l'homme au naturel. Au VIIIe siècle naît un langage pictural plus apte à transcrire les aspirations spirituelles qu'à rendre les formes de tradition antique et à la fin de l'Antiquité les peintures murales des églises réunissent déjà tous les éléments constitutifs des futurs décorations médiévales.

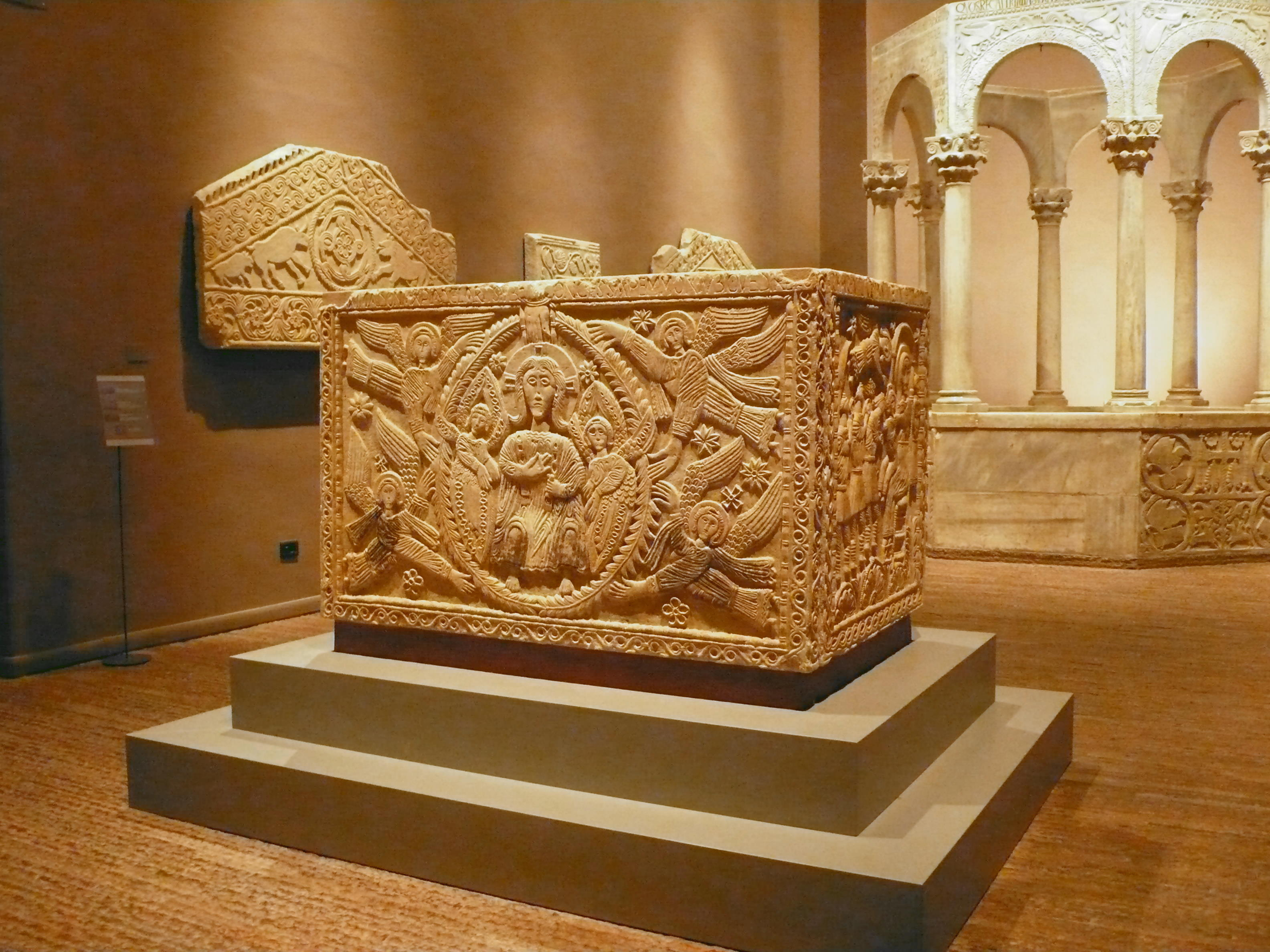
Autel du duc Ratchis, ciborium, Cividale del Friuli.
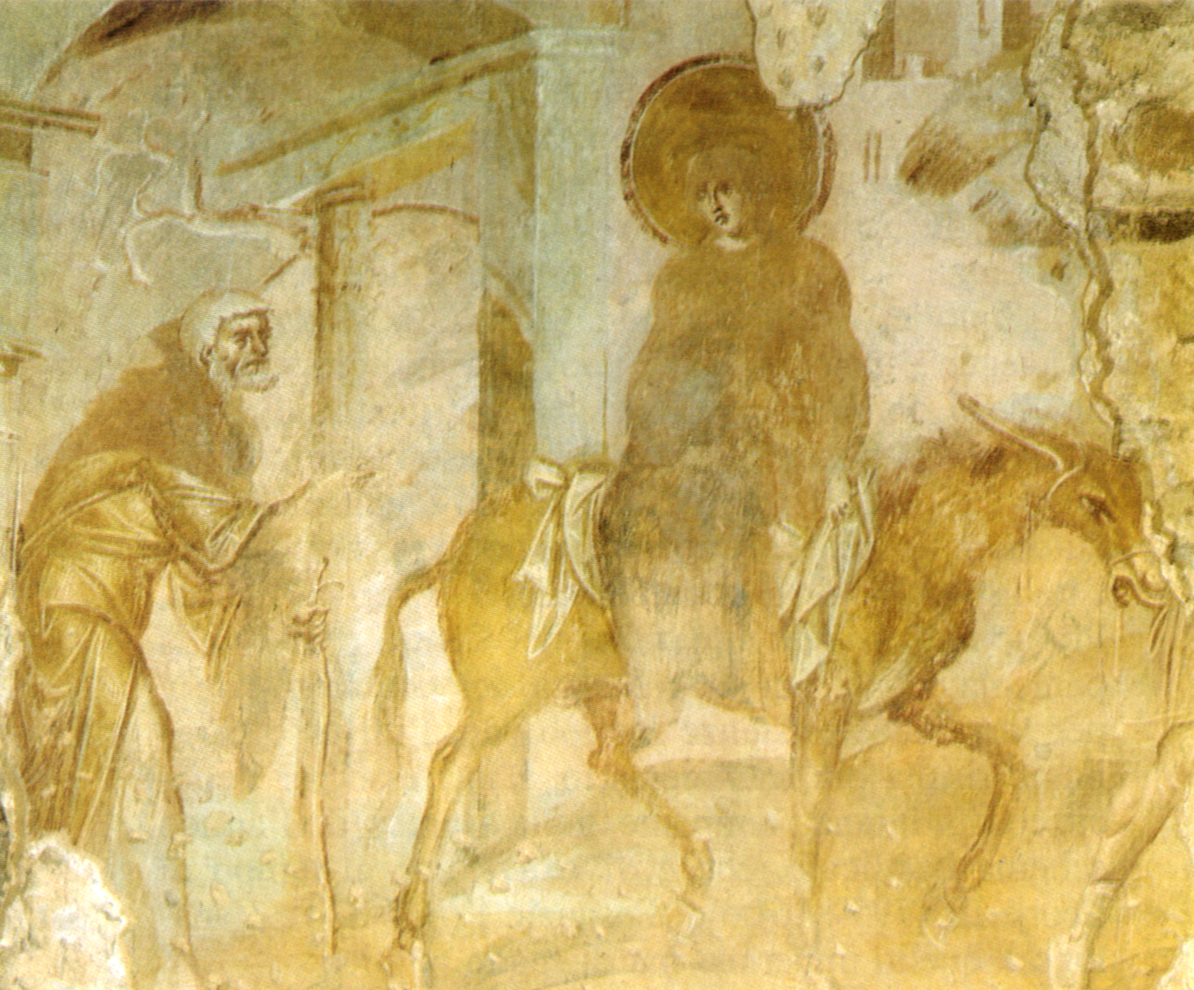
Fresque, église Santa Maria foris portas.
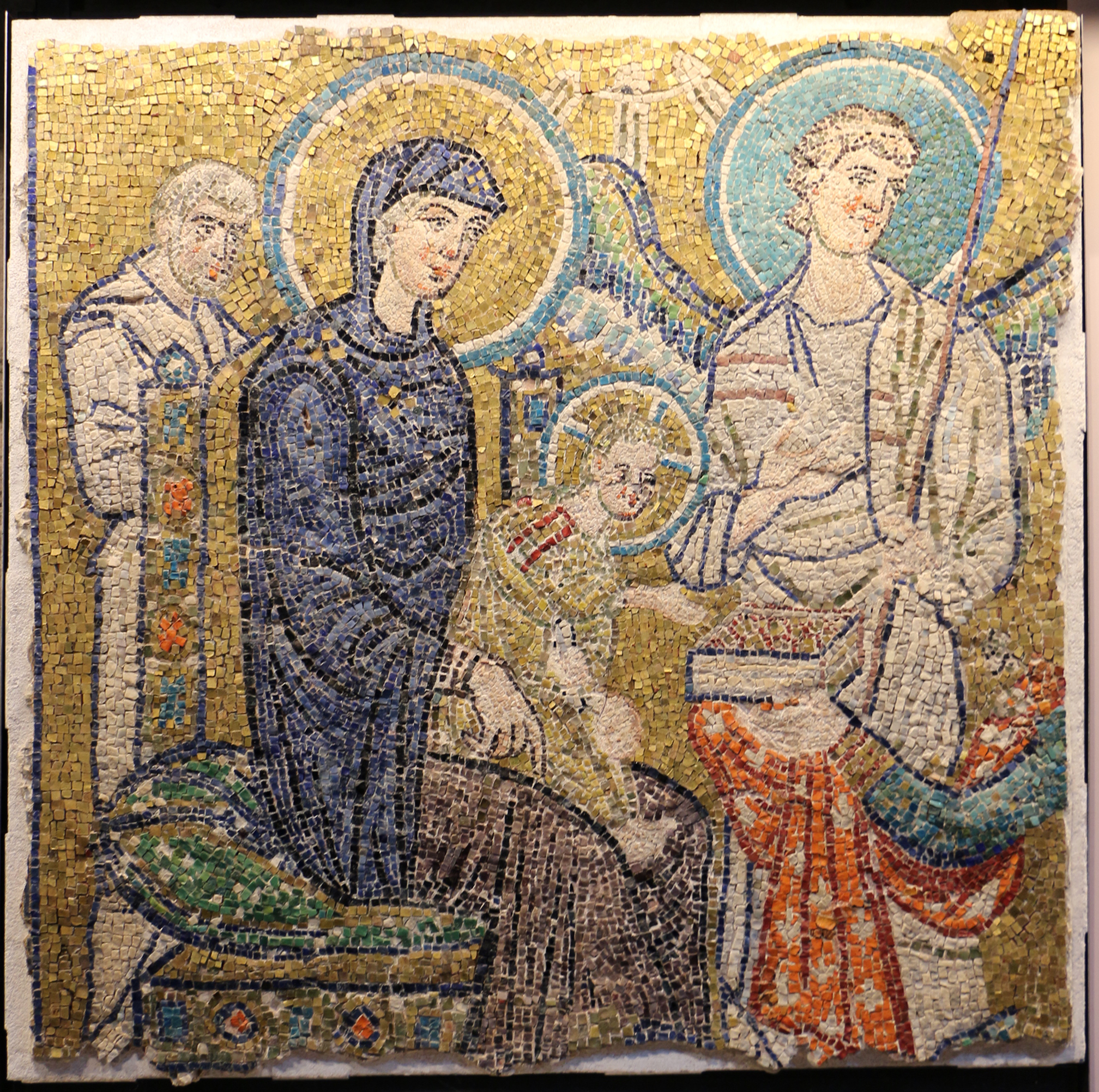
Mosaïque, église Santa Maria in Cosmedin.

### Gaule mérovingienne, Francs et Germains à l'est du Rhin

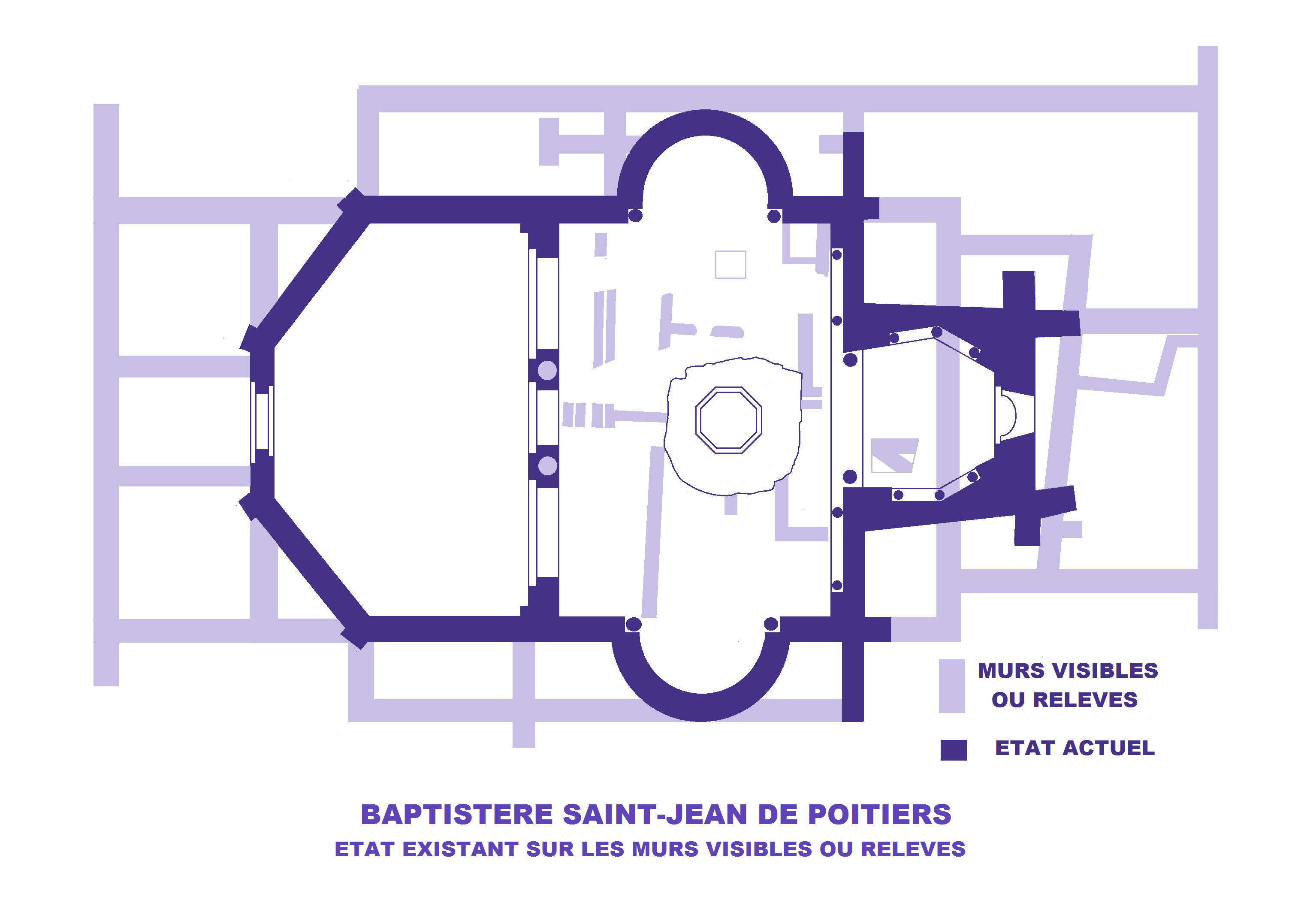
Plan du Baptistère Saint-Jean de Poitiers.

En Gaule comme dans l'Italie lombarde, l'architecture paléochrétienne sert de point de départ à l'architecture mérovingienne (460-750) et pendant trois siècles la dynastie mérovingienne est le principal commanditaire de la création artistique. Les basiliques gauloises ont des caractéristiques que l'on retrouvera dans l'architecture carolingienne et romane comme les tours en bois et le placage d'arcades sur colonnes contre les parements internes et externes des édifices. L'esthétique mérovingienne a un goût prononcé pour la polychromie et l'animation des parois. Les éléments d'architecture sont employés à des fins décoratives et un libre jeu des formes remplace la rigueur de la composition. Les colonnes, les pilastres, les arcs en plein-cintre et en mitre, les corniches constituent un répertoire varié mais ils composent une ordonnance sans rapport avec les structures de l'édifice et se perdent dans la vision globale des murs. Les maçonnerie de petit appareil avec des tympans, des plaques, des rosaces et des frises en marqueterie encastrée dans les murs renforcent l'impression de décor. Les colonnes de marbre de réemploi sont comme des gemmes enchâssées dans l'orfèvrerie du Haut Moyen Âge. La vibration des formes et la richesse de couleurs qui résulte de l'assemblage de matériaux et d'éléments aussi divers rappellent certains monuments provinciaux romains.
Le monachisme autour des règles de saint Colomban et saint Benoît de Nursie organise sa vie matérielle et spirituelle. Grâce à de généreuses dotations, les monastères deviennent de grands centres d'activité économique, de création artistique, d'échanges d'hommes et d'idées. L'architecture monastique émerge entre la Seine, la Manche, le Rhin, le Rhône supérieur et la Loire moyenne. Les ensembles monastiques fortifiés peuvent contenir plusieurs églises et accueillir jusqu'à 900 moines.

Le christianisme se propage à l'extérieur de l'ancien Empire romain et l'architecture religieuse se développe chez les Germains à l'est du Rhin. Les premières missions irlandaises cherchent à affermir le christianisme le long du Rhin et du Danube supérieur, la Thuringe et la Franconie. 

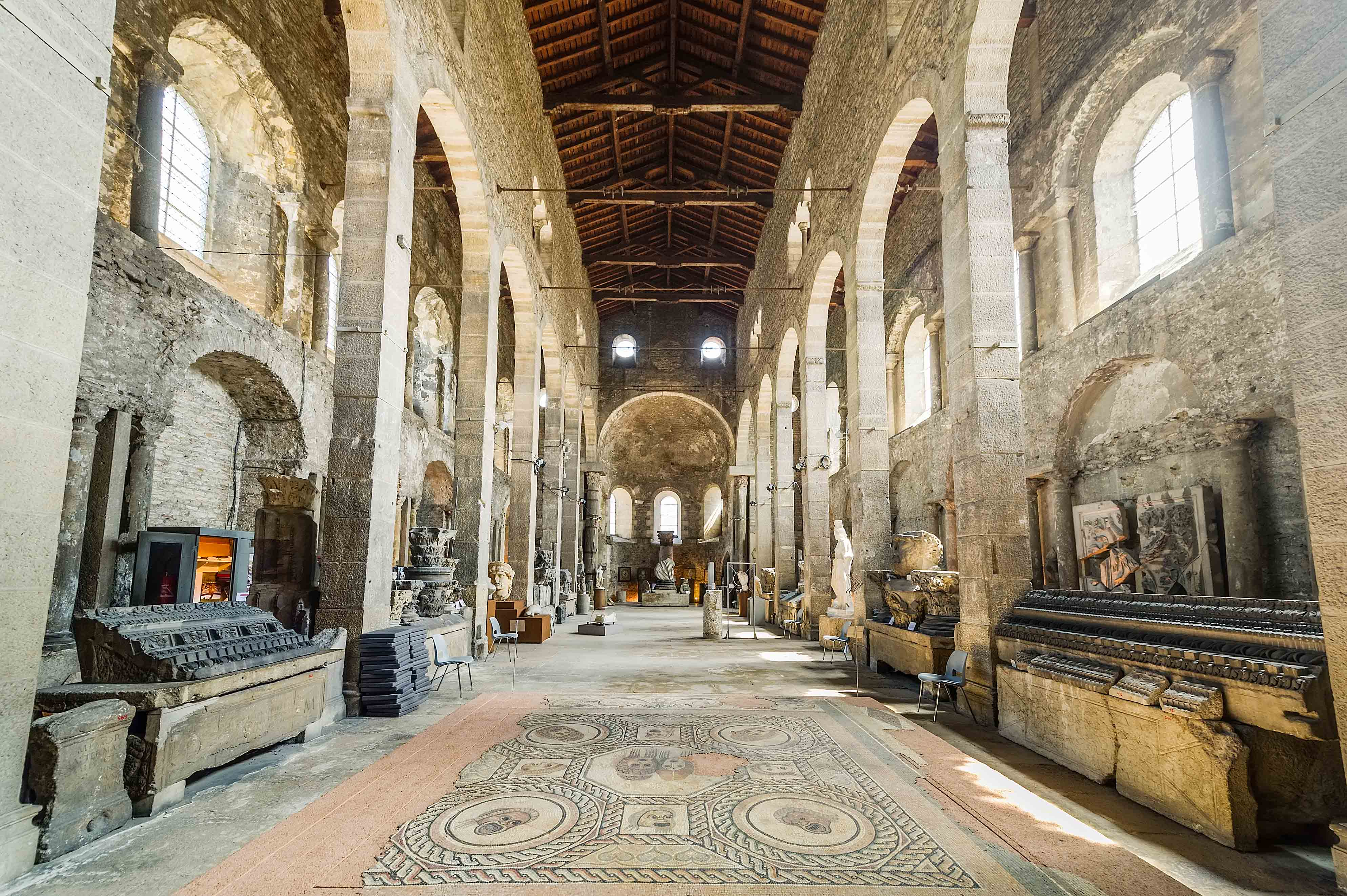
Église Saint-Pierre de Vienne.
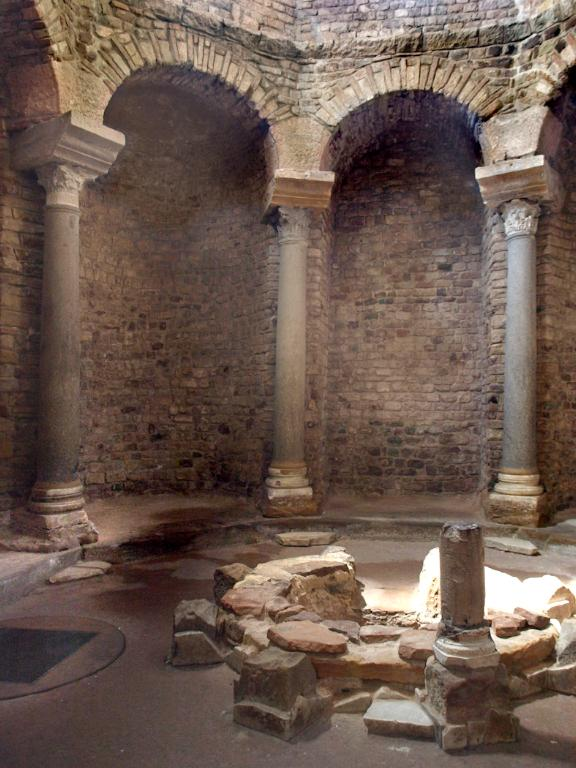
Baptistère de Fréjus.
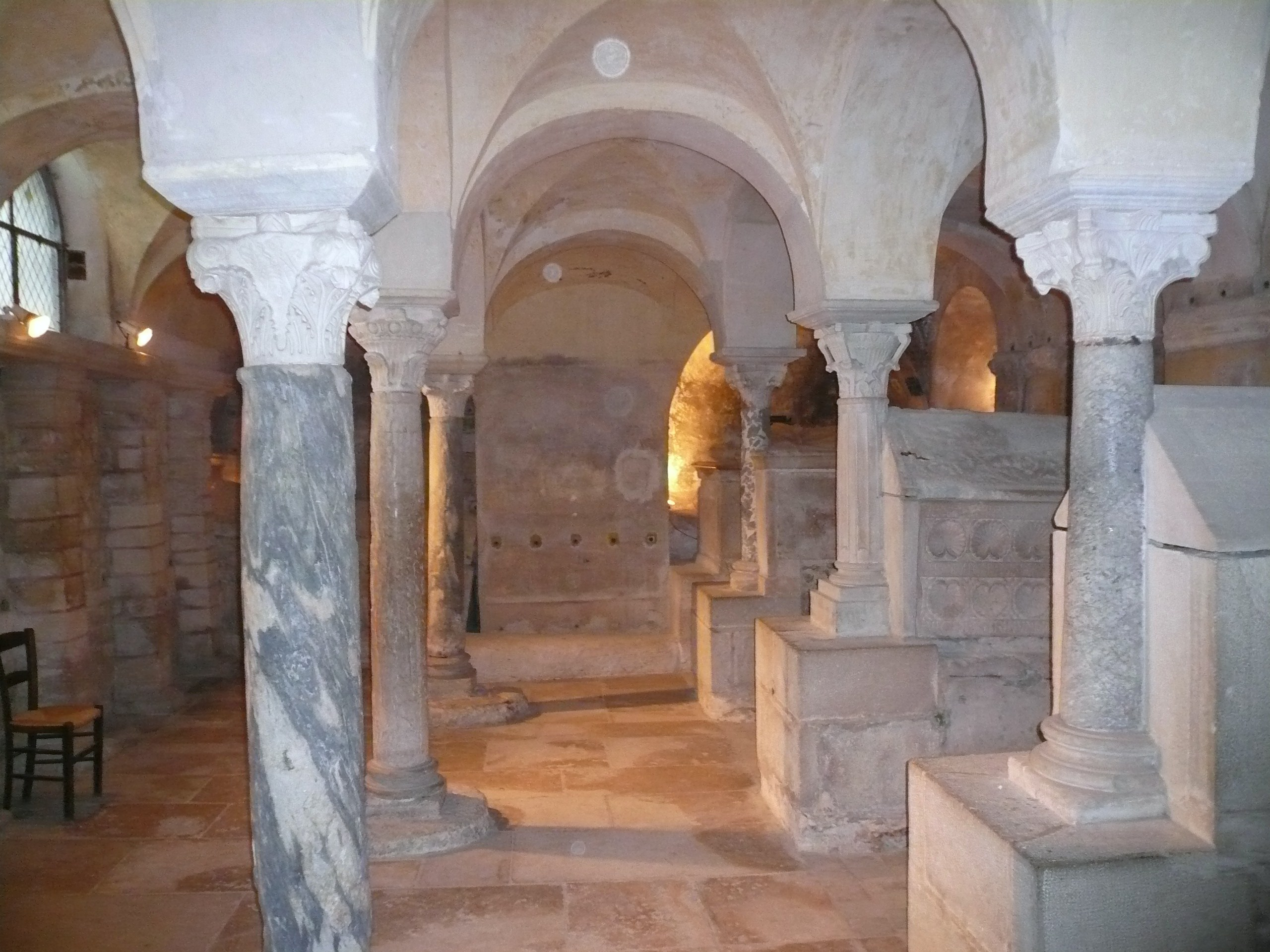
Cryptes de Jouarre.

Sculpture

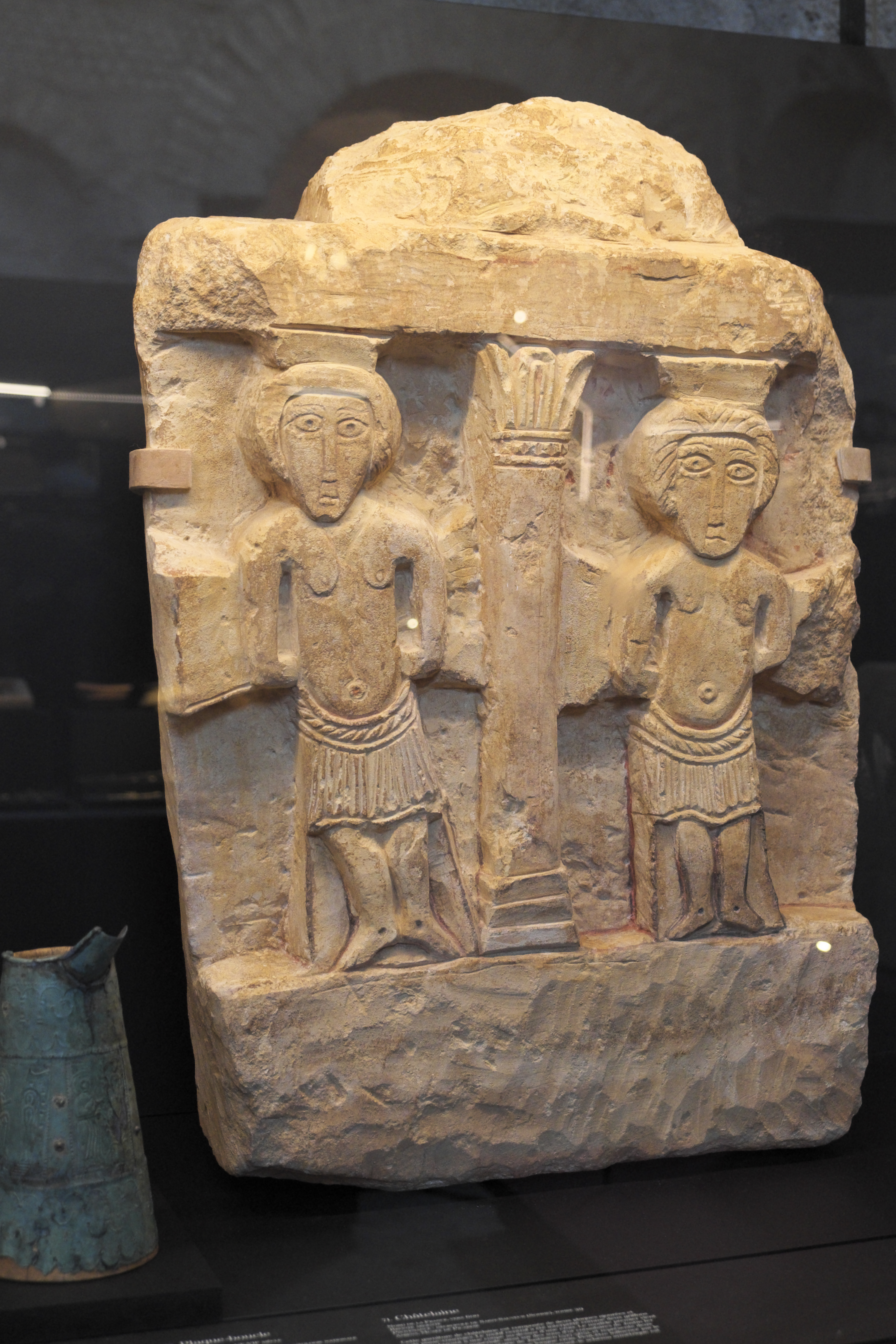
Hypogée des Dunes, base aux deux larrons.

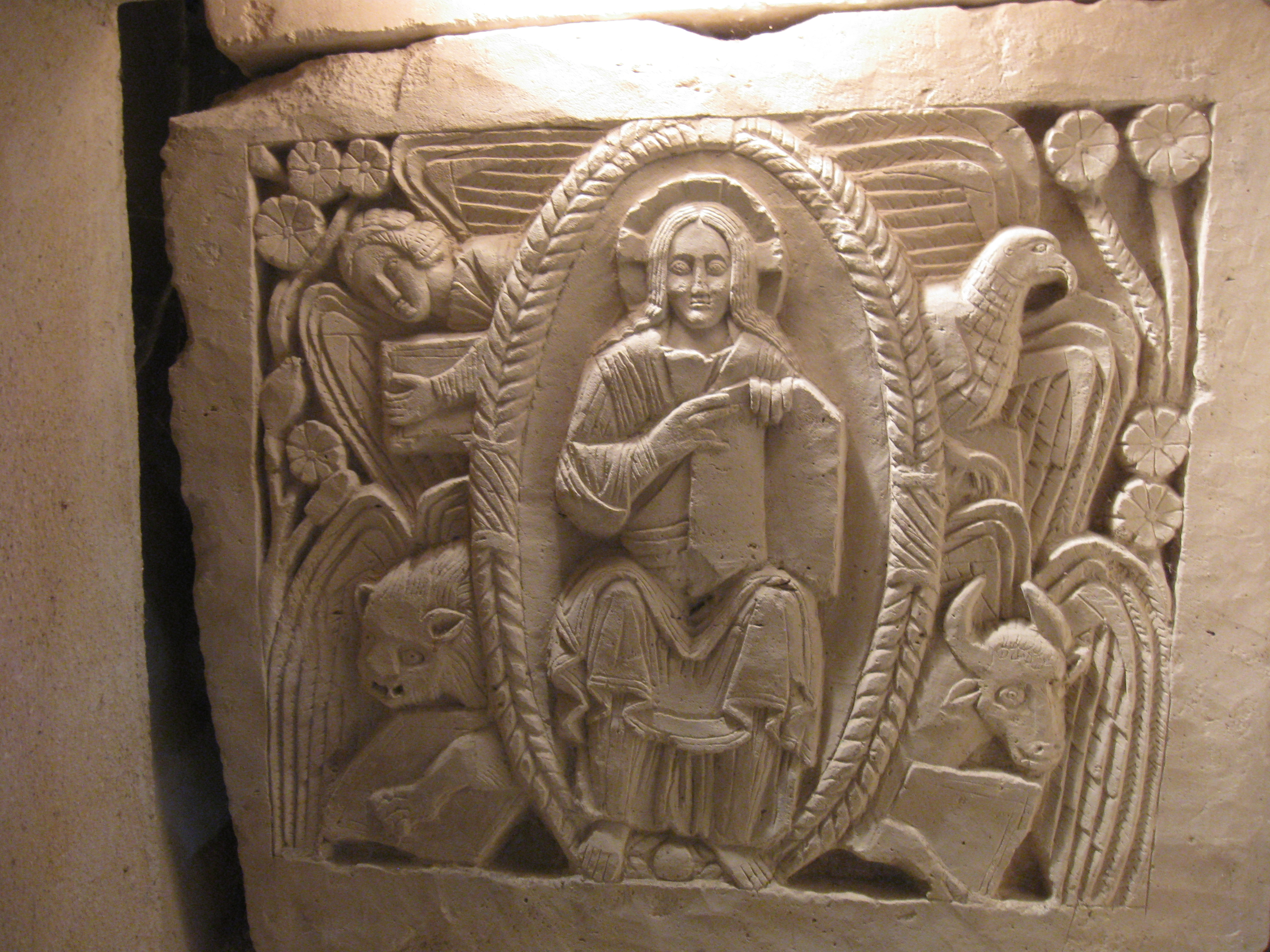
Cryptes de Jouarre.

Dans la Gaule mérovingienne, les décors sculptés se trouvent dans les tombes des plus riches où certains préfèrent l'enterrement en sarcophages souvent trapézoïdaux ornés de croix et de motifs géométriques jusqu'au VIIe siècle et couverts de rinceaux végétaux jusqu'à la fin de la période mérovingienne. À l'Hypogée des Dunes, dans un relief très plat, on trouve un décor de rinceaux, de poissons, une tresse se terminant par une tête de serpent, des personnages ailés, les symboles des Évangélistes et deux personnages fixés à des croix. Le style de ces sculptures se rapproche des œuvres wisigothiques du VIIe siècle ou des monuments d'Italie du Nord. Cet ensemble montre le degré de mixage culturel des élites mérovingienne entre une culture classique nourrie d'éléments méditerranéens et l'art de l'entrelacs définissant les nouveautés plastiques du Haut Moyen Âge occidental.
La fondation dans le nord de la Gaule de nombreux monastères au VIIe siècle donne lieu à de multiples expériences architecturales. La crypte Saint-Paul de Jouarre est fondée par Agilbert évêque de Paris vers 673. Son sarcophage est décoré du Christ avec les symboles des Évangélistes et d'une grande scène avec des personnages en haut relief acclamant le Christ.
Enluminure

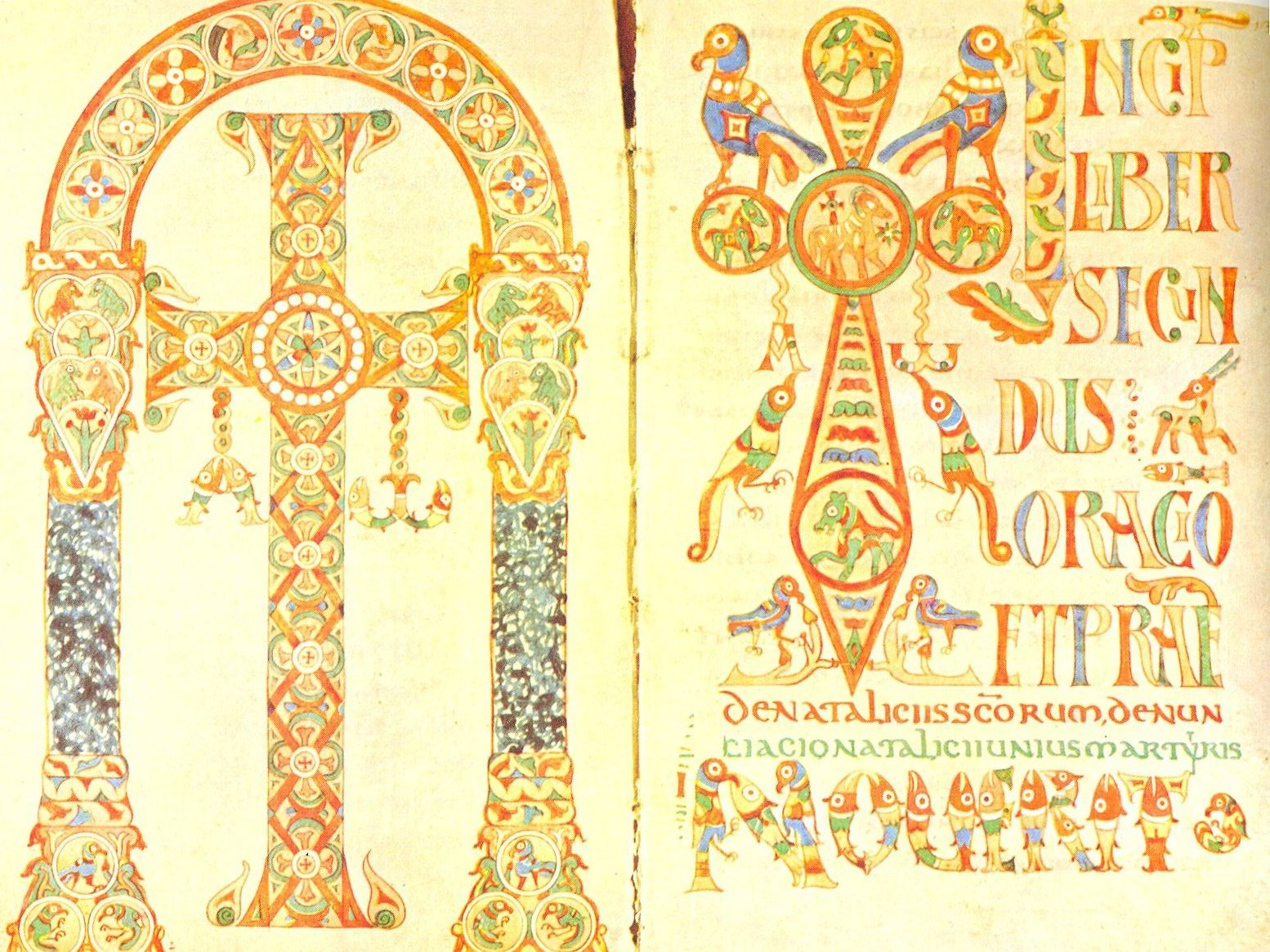
Sacramentaire gélasien.

À de rares exceptions près, l'enluminure mérovingienne qui se développe simultanément à celle des irlandais et anglo-saxons est l'œuvre de monastères où circulent les modèles, copiés, transformés puis transmis aux générations suivantes. Les principaux foyers de production en Austrasie et Neustrie sont Corbie, Laon, Chelles, Saint-Benoît-sur-Loire, Tours et Luxeuil en Burgondie. Avec le développement du monachisme dans les régions germaniques, des scriptoria apparaissent en Alémanie à Murbach, Reichenau, Saint-Gall et en Bavière à Mondsee, Salzbourg et Kremsmünster. Ces couvents attirent des enlumineurs d'horizons artistiques divers et des grands courants sont communs à plusieurs scriptoria. Des moines irlandais et anglo-saxons travaillent dans les royaumes francs, des modèles italiens sont présents au VIIe siècle à Corbie et Luxeuil et les influences viennent des deux mondes insulaire et méditerranéen.
Les scriptoria décorent principalement des livres liturgiques et théologiques, les Pères de l'Église avec Saint Augustin et Saint Grégoire. À la fin de la période mérovingienne, la création de l'initiale (lettrine) composée de figures humaines, d'animaux, de motifs végétaux et géométriques est essentielle puisqu'elle est devenu un élément majeur du répertoire décoratif de l'enluminure européenne dès l'époque romane.

### Péninsule ibérique des Wisigoths

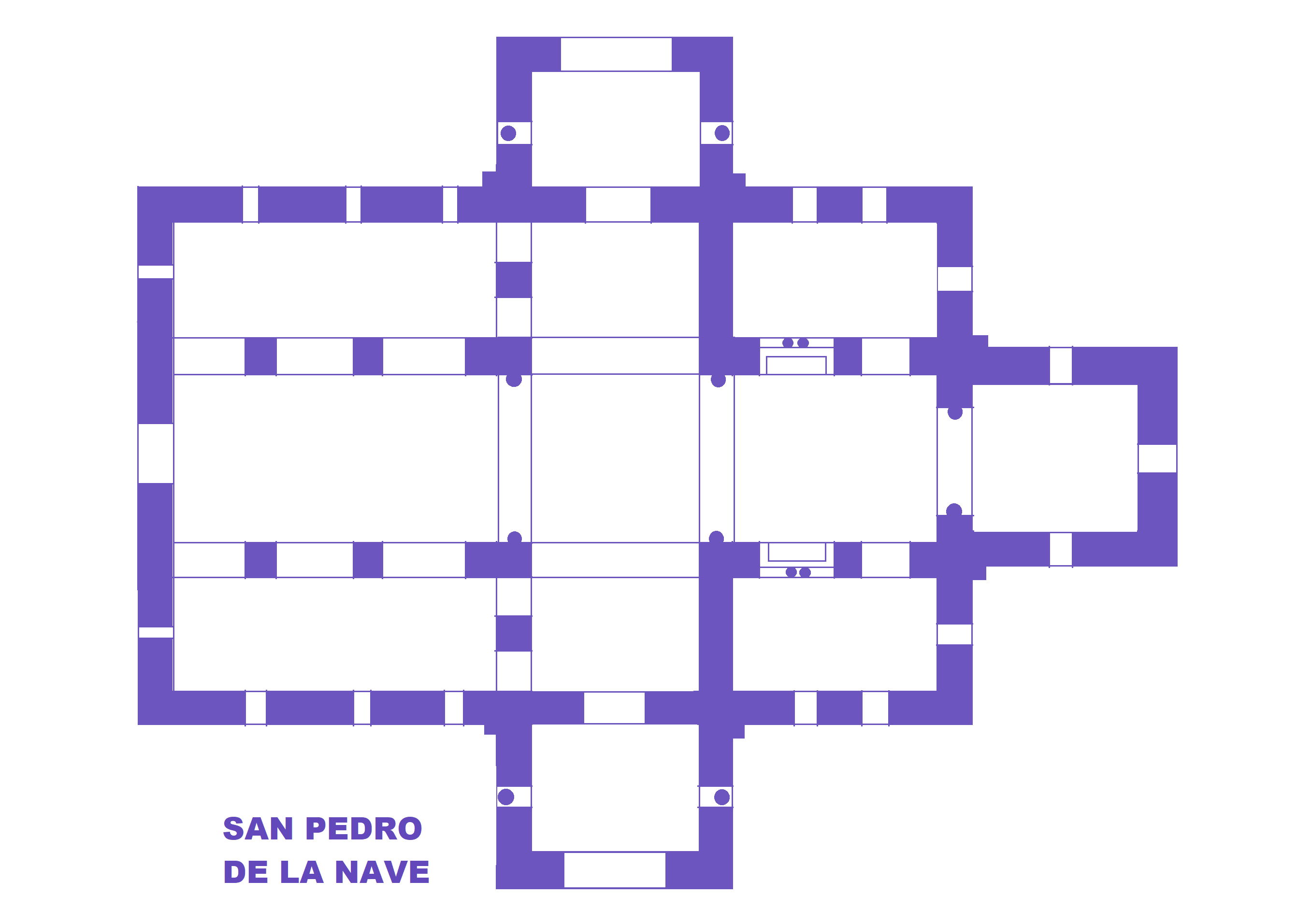
San Pedro de la Nave.

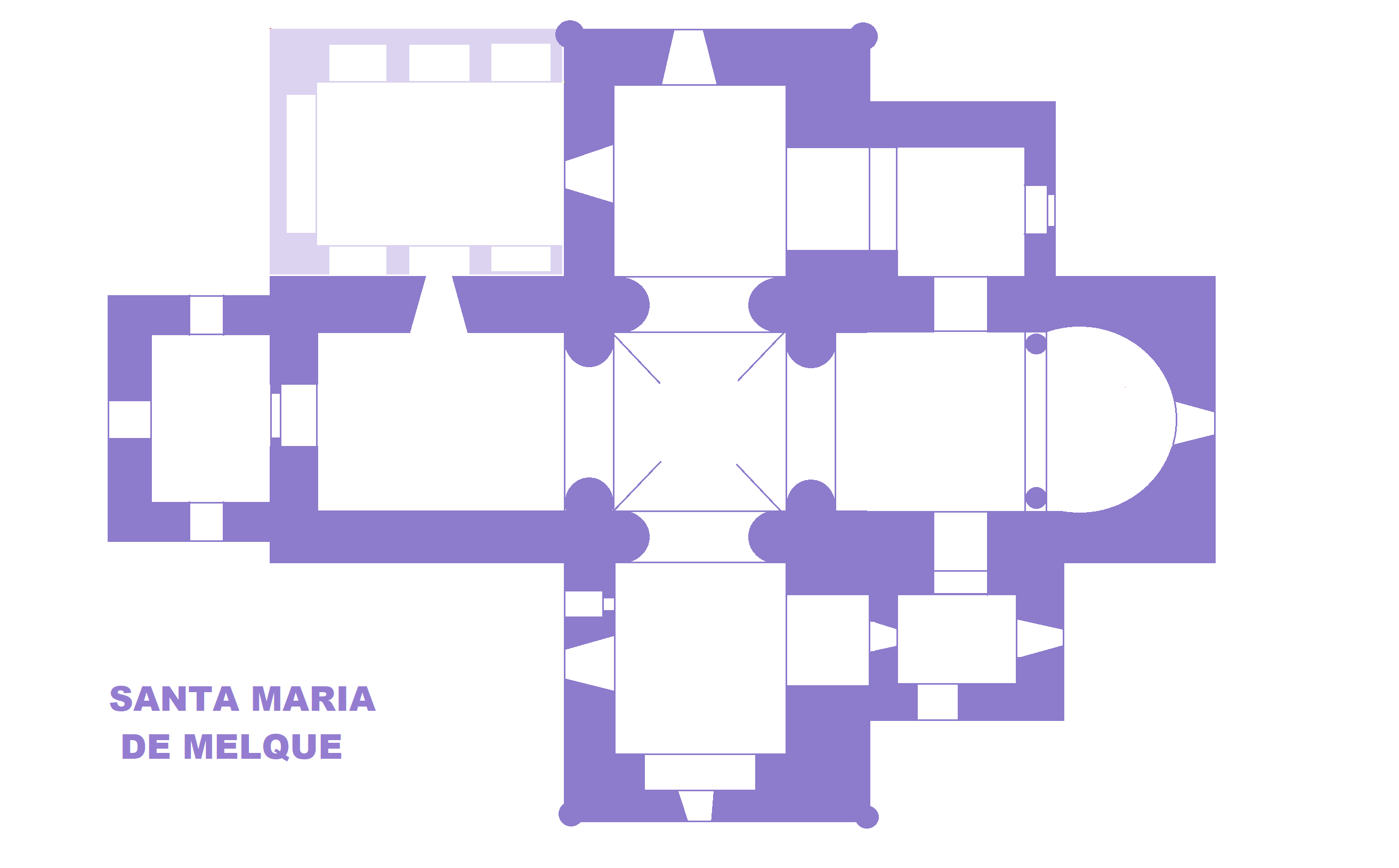
S. Maria de Melque.

La péninsule ibérique fait partie intégrante du monde romain occidental et ni l'arrivée des Wisigoth en 451, ni l'installation d'une province byzantine entre 554 et 626 n'ont changé les orientations de l'art ibérique. Les Wisigoths déjà chrétiens se sont laissé partiellement gagner par la culture romaine dans une population d'Ibères romanisés. La brève occupation byzantine renforce les liens avec le monde méditerranéen et le sud de la péninsule est exposé aux influences de l'Afrique également romanisée et encore chrétienne. 
La basilique paléochrétienne est le lieu de rencontre des arts et des principaux types architecturaux. Son architecture s'apparente à celle d'Afrique du Nord avec les deux absides opposées et les chevets plats enfermant une abside demi-circulaire. Dans la dernière période, l'évolution vers un esprit propre à l'art médiéval apparaît. Le pilier remplace souvent la colonne et marque une rupture avec le système des portiques et des colonnes organisés sur l'axe du bâtiment. L'abside forme souvent un quadrilatère isolé qui fait saillie, ce qui conduit à une nouvelle conception du chevet. Les murs pleins entre la nef et les collatéraux entraînent un cloisonnement très marqué de la basilique de plan basilical.
Vers 600, les grands modèles de l'universalisme romain ont disparu. L'art wisigothique de cette deuxième période a gardé les méthodes de construction dans un nouveau style rejeton de la tradition gréco-romaine fécondés par des courants stylistiques nouveaux qui traversent l'Europe entière. Le parti basilical marque la continuité, mais avec une compacité des volumes et le cloisonnement de l'espace intérieur. Les édifices à plan centré ont des influences byzantines et ravennates. Les voûtements atteignent un haut niveau technique et l'emploi de l'arc en fer à cheval en plan et en élévation est une des particularités de l'architecture wisigothique.

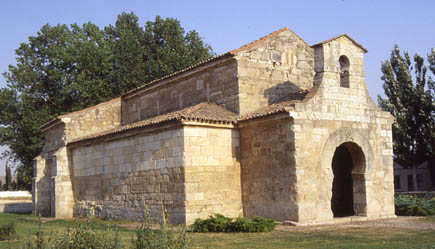
Église Saint-Jean-Baptiste de Baños de Cerrato.
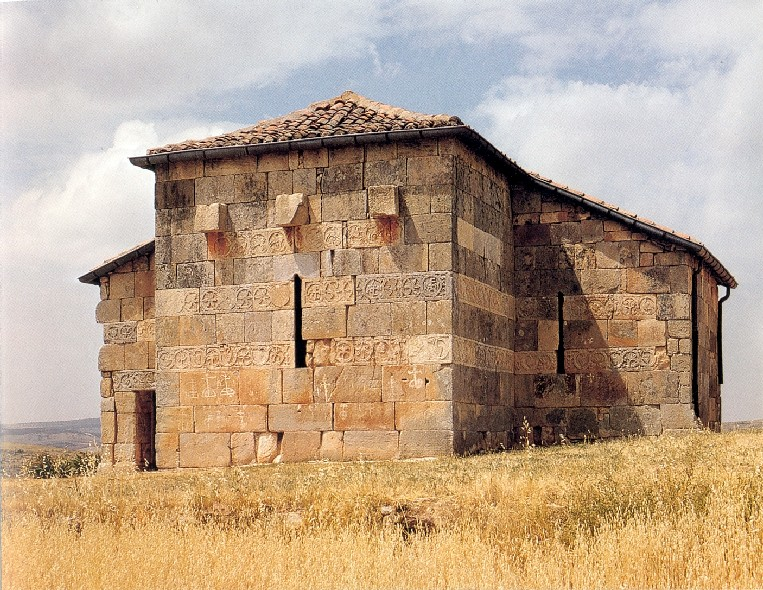
Église Sainte-Marie de Quintanilla de las Viñas.
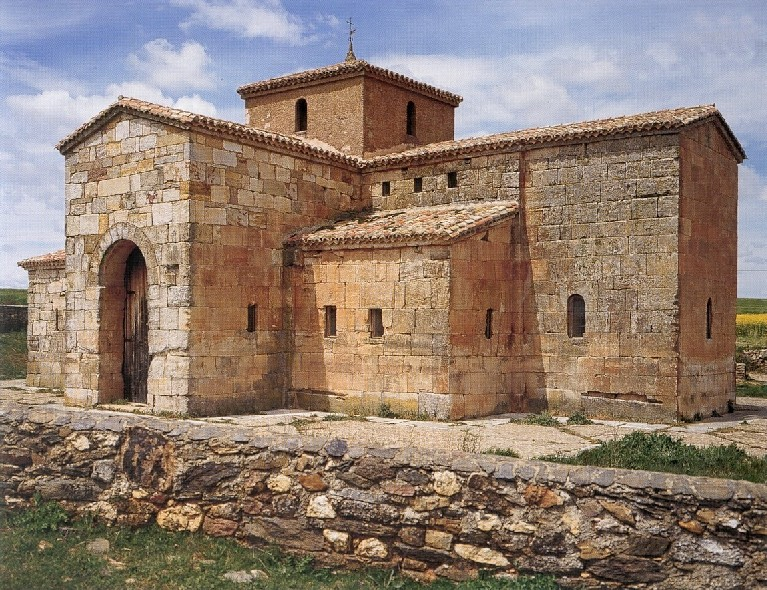
Église San Pedro de la Nave.
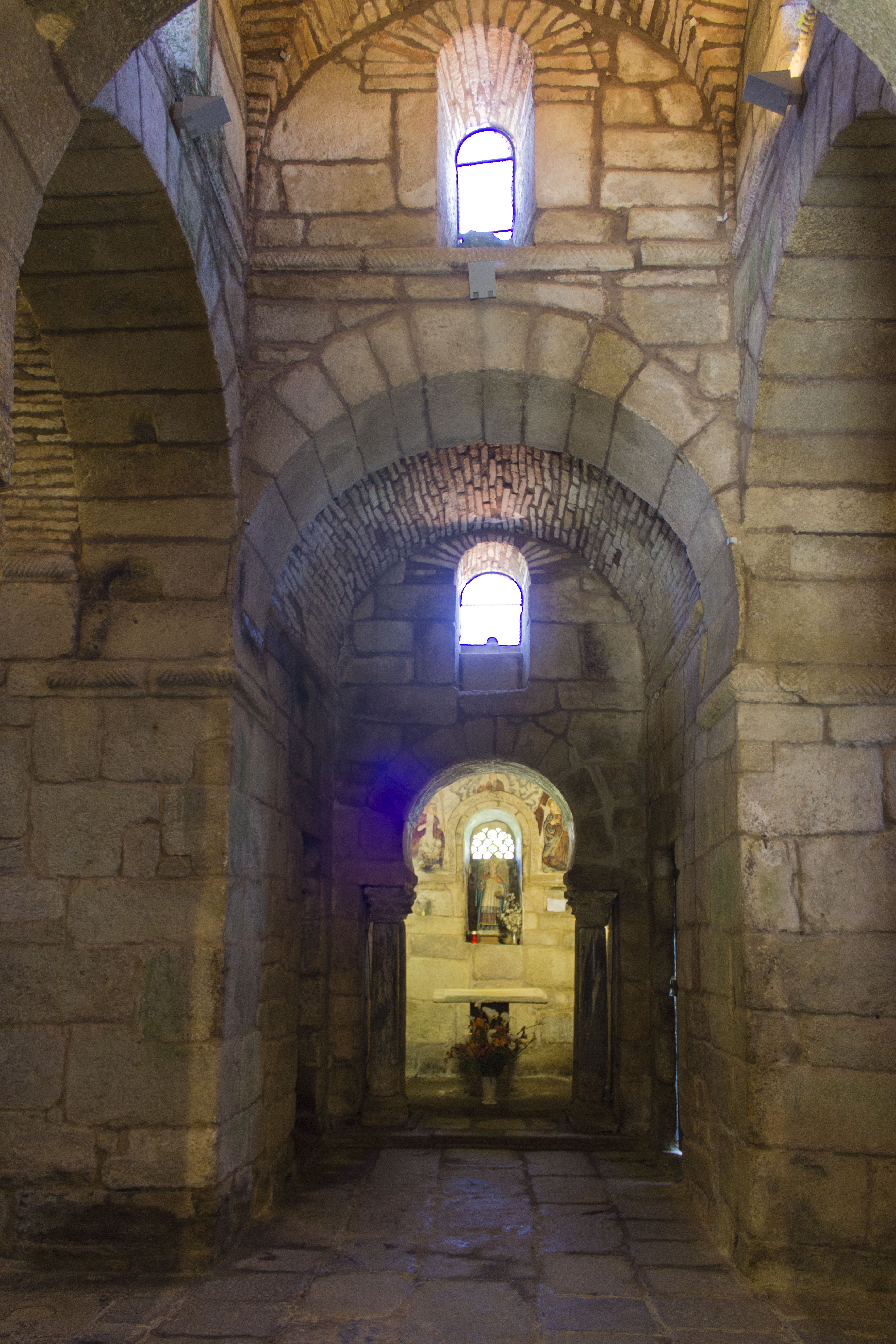
Église Santa Comba de Bande.
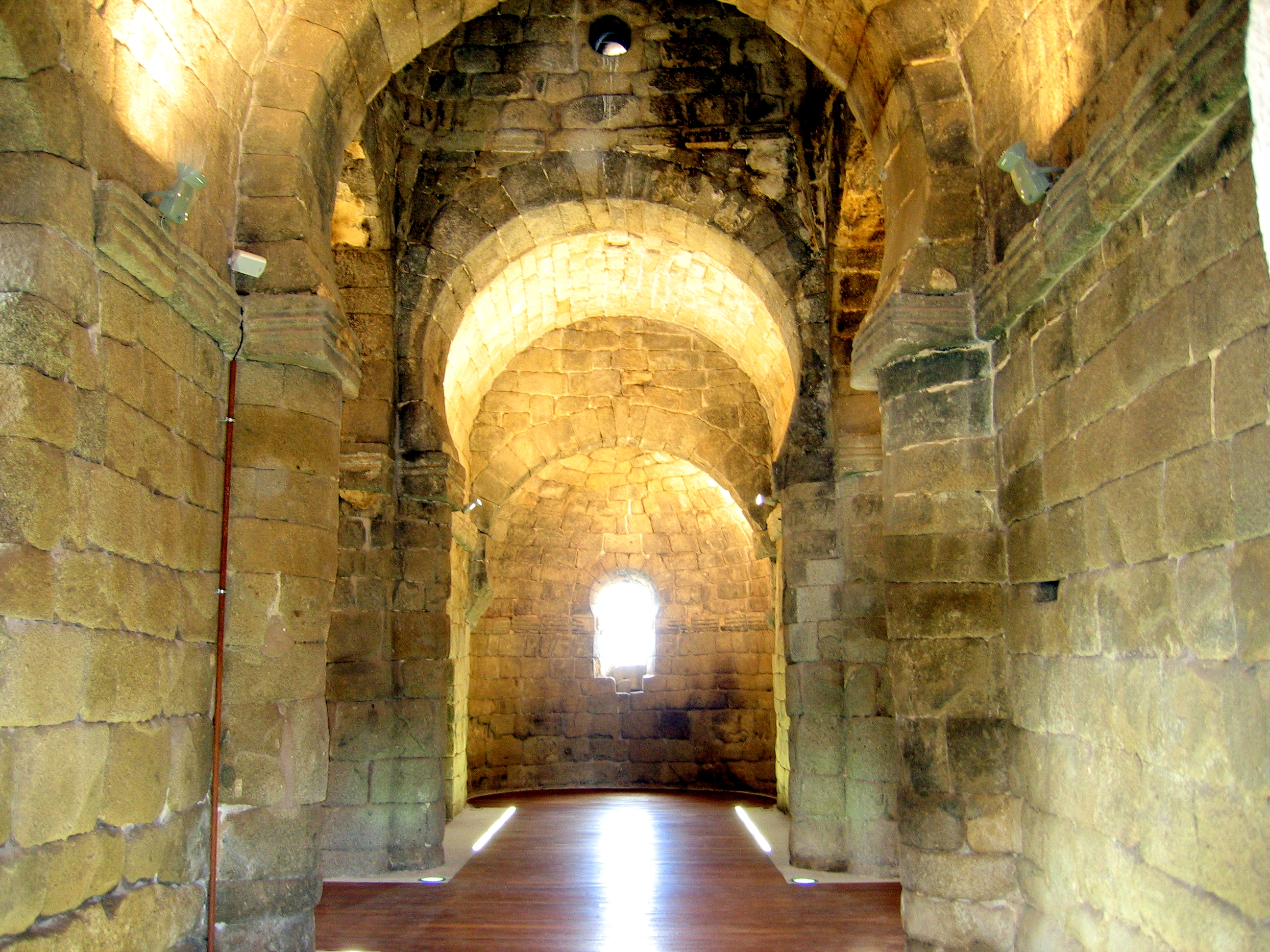
Église Santa María de Melque.

Décor architectural
Dans le domaine du décor sculpté, la continuité est grande entre l'Antiquité tardive et le Haut Moyen Âge. La rigidité du cadre, la forme très aplatie et les proportions exagérées du relief, la représentation à la fois frontale et de profil des corps ainsi que la schématisation des mains ou du nez sont autant de caractéristiques qui permettent d'insérer ces sculptures dans le cadre des productions contemporaines, des manuscrits irlandais aux reliefs d'Italie du Nord. Elles se situent bien à mi-chemin entre l'Antiquité tardive et celles qui, aux siècles suivants, vont déboucher sur l'art roman.

L'église San Pedro de la Nave est caractéristique des formes religieuses d'époque wisigothique, avec sa compartimentation intérieure, son jeu de proportions et l'appareil utilisé. La sculpture des chapiteaux avec son relief exprime un univers classique dans une nouvelle plasticité. À l'extérieur de l'église Sainte-Marie de Quintanilla de las Viñas, la monotonie des murs est rompue par des bandeaux dont le décor mêle à l'art antique tardif, des éléments fréquents dans l'art sassanide ou les tissus orientaux. À l'intérieur, le programme sculpté comprend des images christologiques qui imposent une cohérence générale.

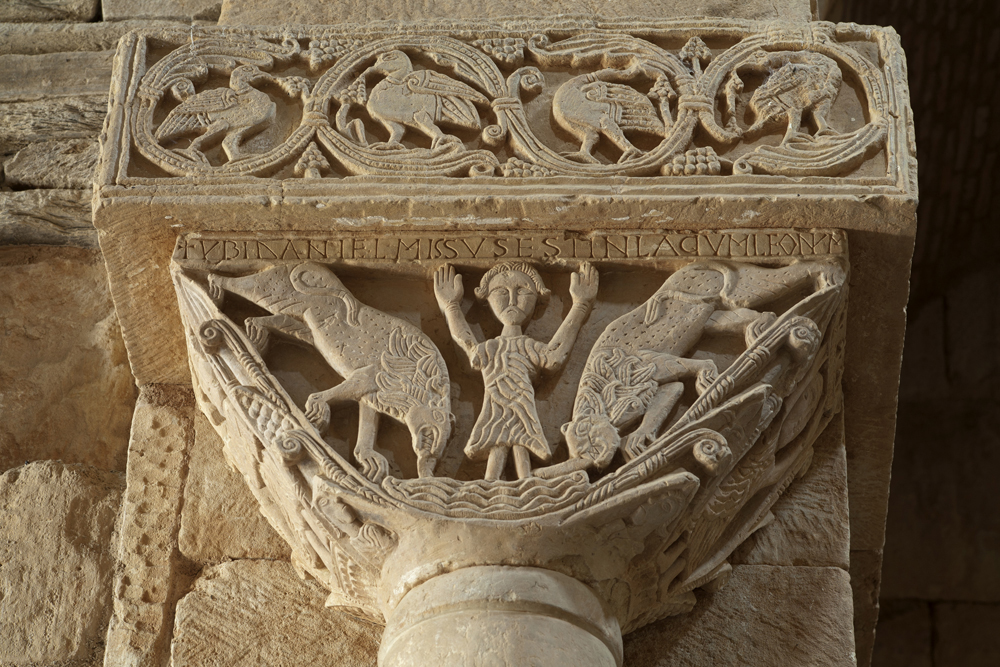
Église San Pedro de la Nave.
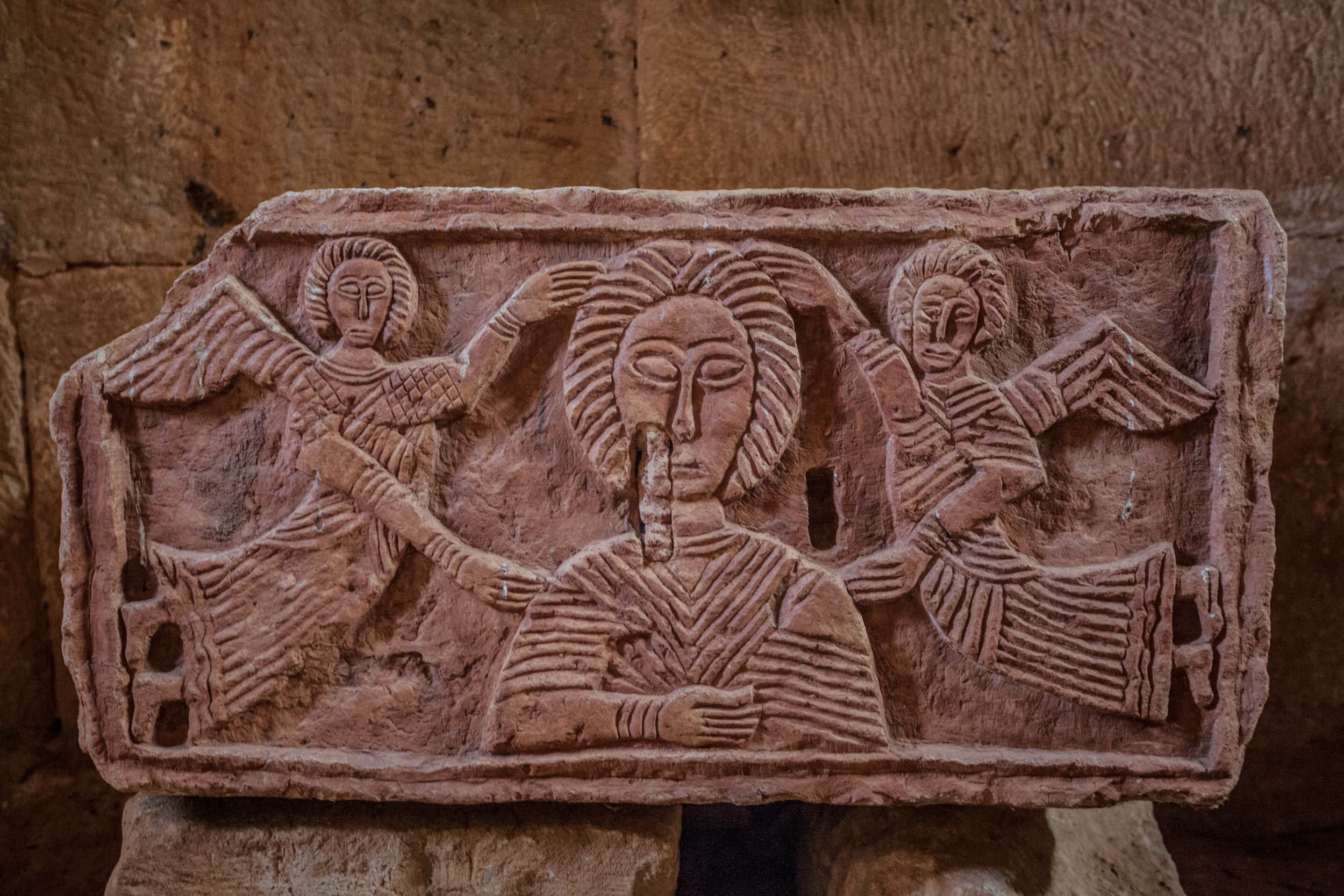
Église Sainte-Marie de Quintanilla de las Viñas.

### Les Irlandais et les Anglo-Saxons

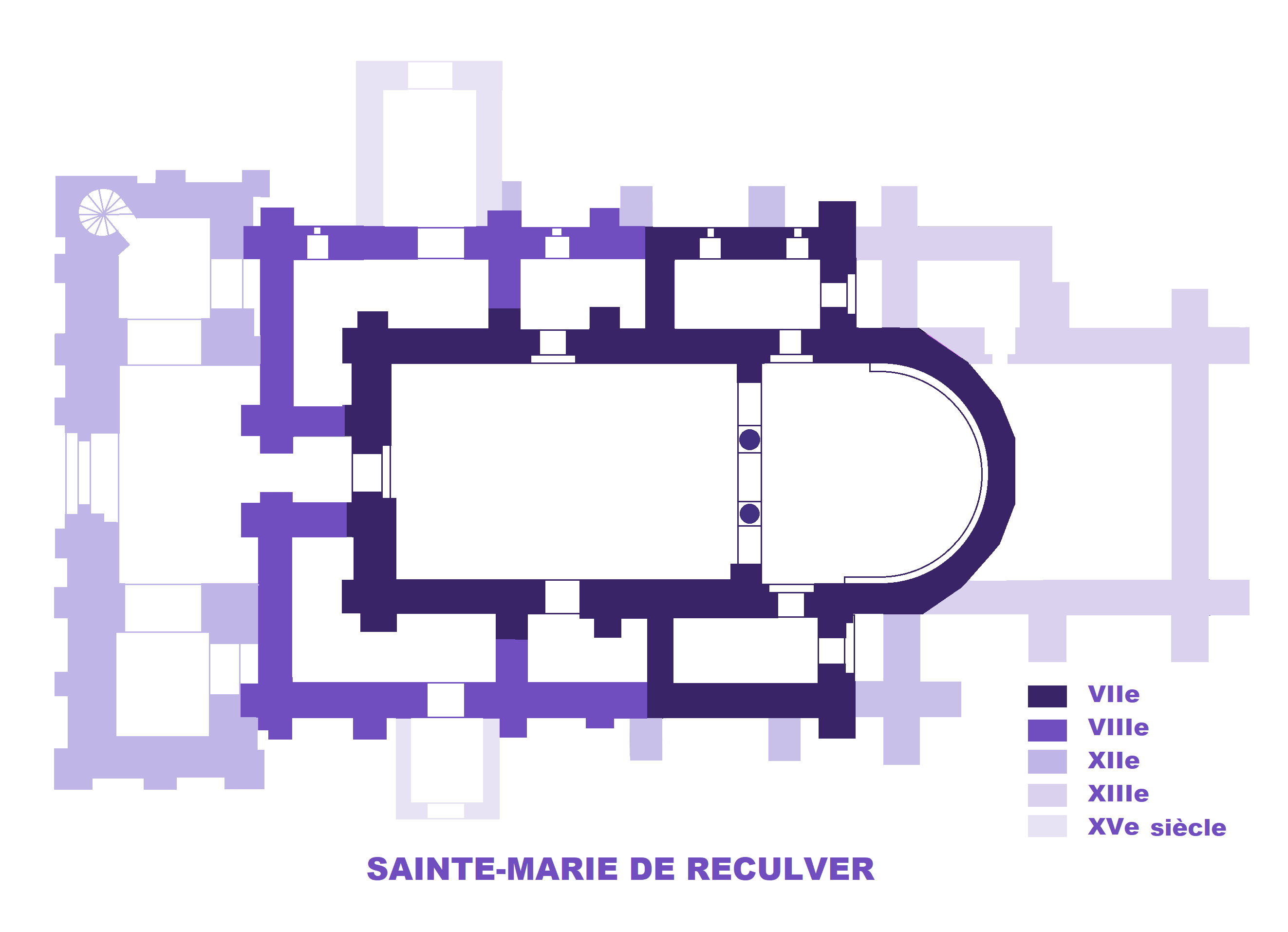
Église Sainte-Marie de Reculver.

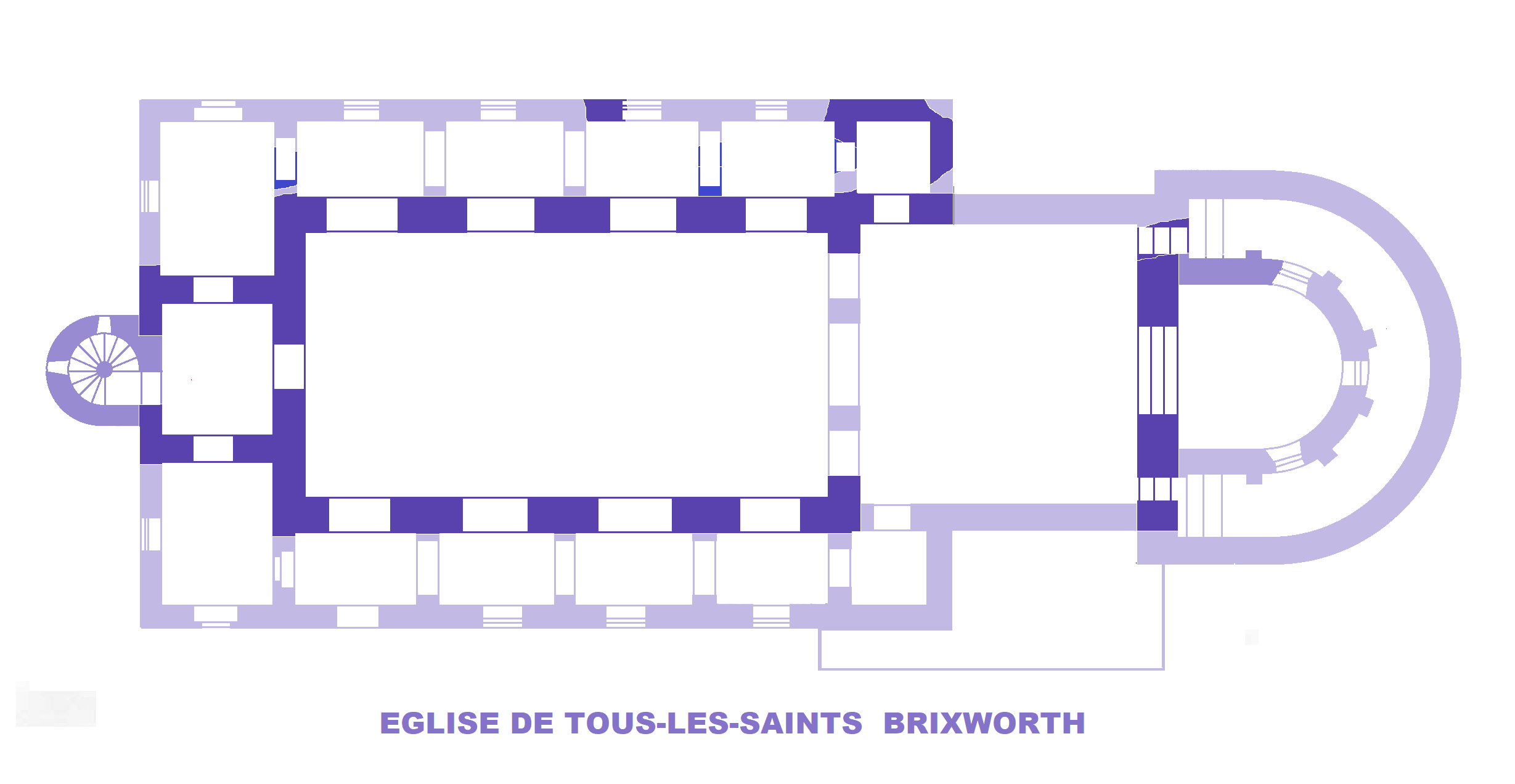
Église de Brixworth

Les îles britanniques connaissent des influences celtiques, germaniques et méditerranéennes. À l'origine l'Irlande a eu des relations suivi avec les régions de l'est de la Méditerranée dans une Irlande chrétienne sur un fond celtique, puis est pénétrée par la culture germanique. Ces missionnaires ont laissé des traces en Écosse et en Northumbrie puis la civilisation irlandaise repliée sur elle-même se retrouve isolée face aux Anglo-Saxons. L'art germanique accompagne l'arrivée des Anglo-saxons dont les maîtres créent des liens avec le continent, puis les invasions scandinaves apportent également leur culture. La complexité de l'élaboration de l'art des îles britanniques est liée à cette multitude d'influences.
L'architecture irlandaise est liée à l'implantation du monachisme, avec des constructions reprenant des éléments des monastères orientaux dont les moines irlandais ont repris certains modèle de vie. Les églises toujours simples sont à une seule nef avec parfois un petit chœur rectangulaire.
En Angleterre, l'invasion anglo-saxonne entraîne une rupture presque totale avec le passé romain. Les modèles architecturaux accompagnent les missionnaires ou les bâtisseurs d'origine étrangères puis les anglo-saxons répandront leurs modèles sur le continent. L'originalité de l'architecture anglo-saxonne réside dans le sobre parement des masses animé par les encadrements des portes et fenêtres, les arcs des absides et des porches. À partir du IXe siècle, des éléments architecturaux en saillie denses et géométriques envahissent les façades.
Sculpture

La sculpture des peuples des îles britanniques est conforme à son passé artistique et aux exigences du christianisme. Elle s'exprime dans un premier temps dans les dalles, les stèles et les croix monumentales. Au départ, elles sont érigées dans des espaces extérieurs sacrés, et par leurs formes et leurs messages théologiques elles s'apparentent à celles de l'Orient chrétien. Après la technique de la gravure succèdent des stèles à reliefs relativement simples puis des croix au décor très complexe. À l'origine, les croix et les autres monuments sculptés partagent le même répertoire thématique, iconographique et le même style. Au IXe siècle, la décoration architecturale s'adapte à la structuration croissante des églises et la figure humaine y joue un nouveau rôle. Des thèmes comme le crucifix traité avec des figures de Christ de grandes dimensions apparaissent au Xe siècle et constituent un premier pas vers la ronde-bosse.

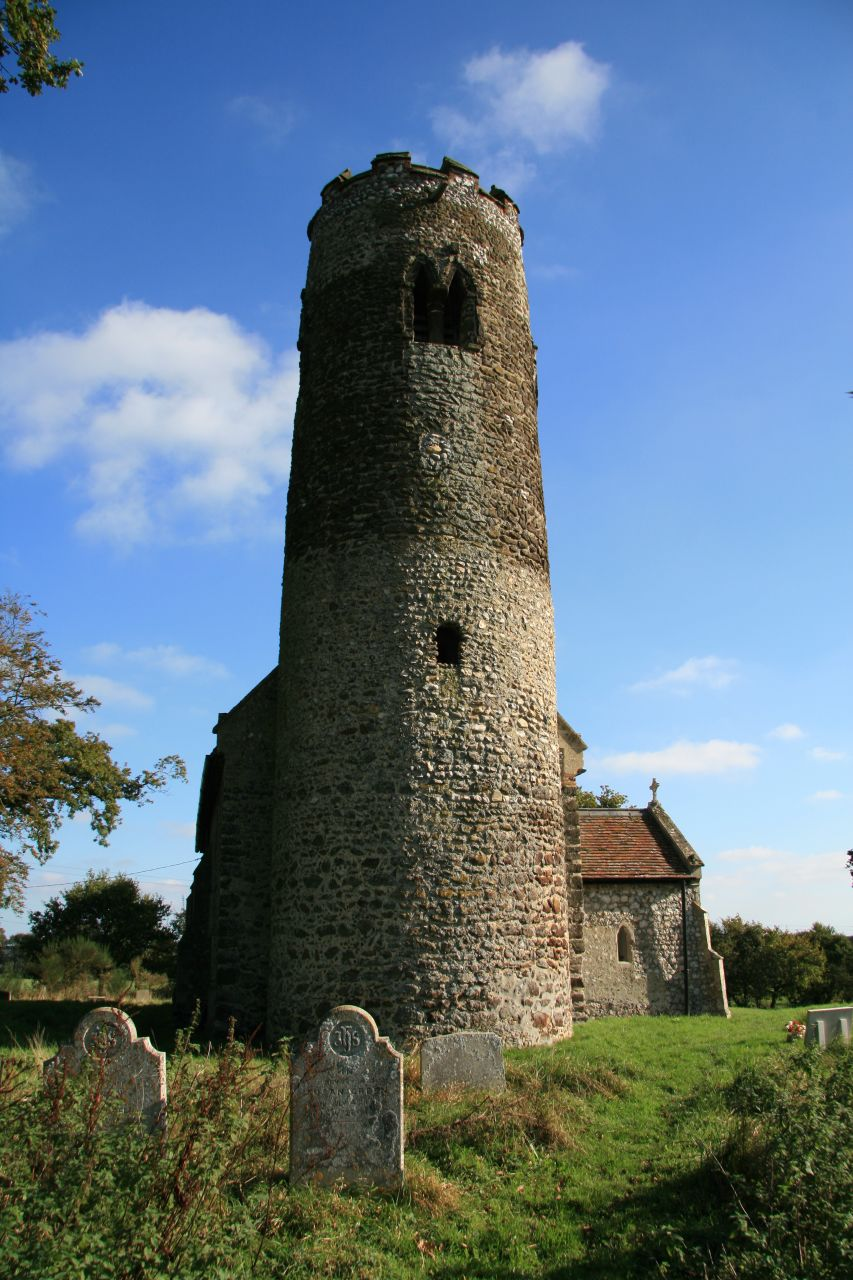
Tour de Bessingham
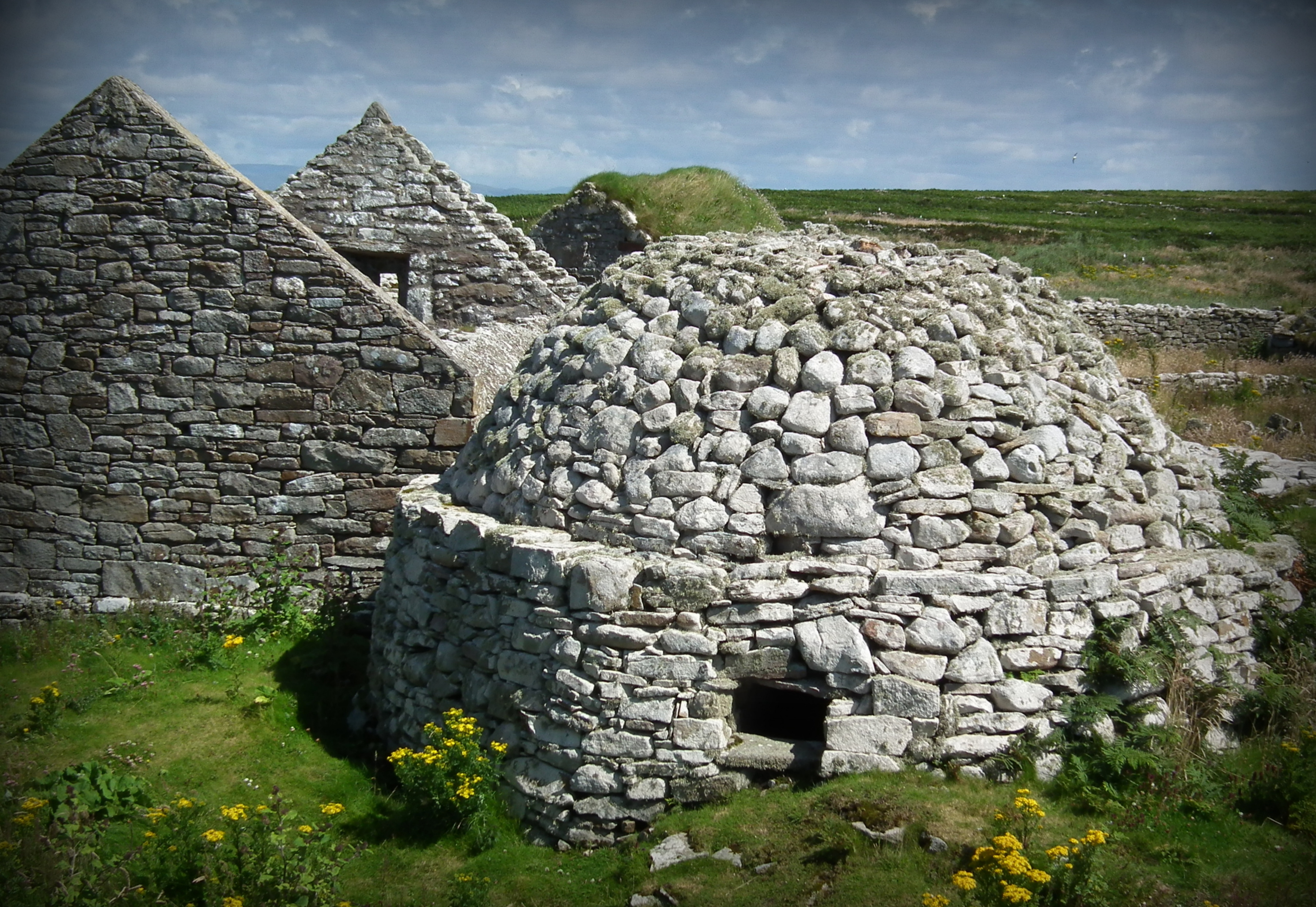
Monastère d'Inishmurray
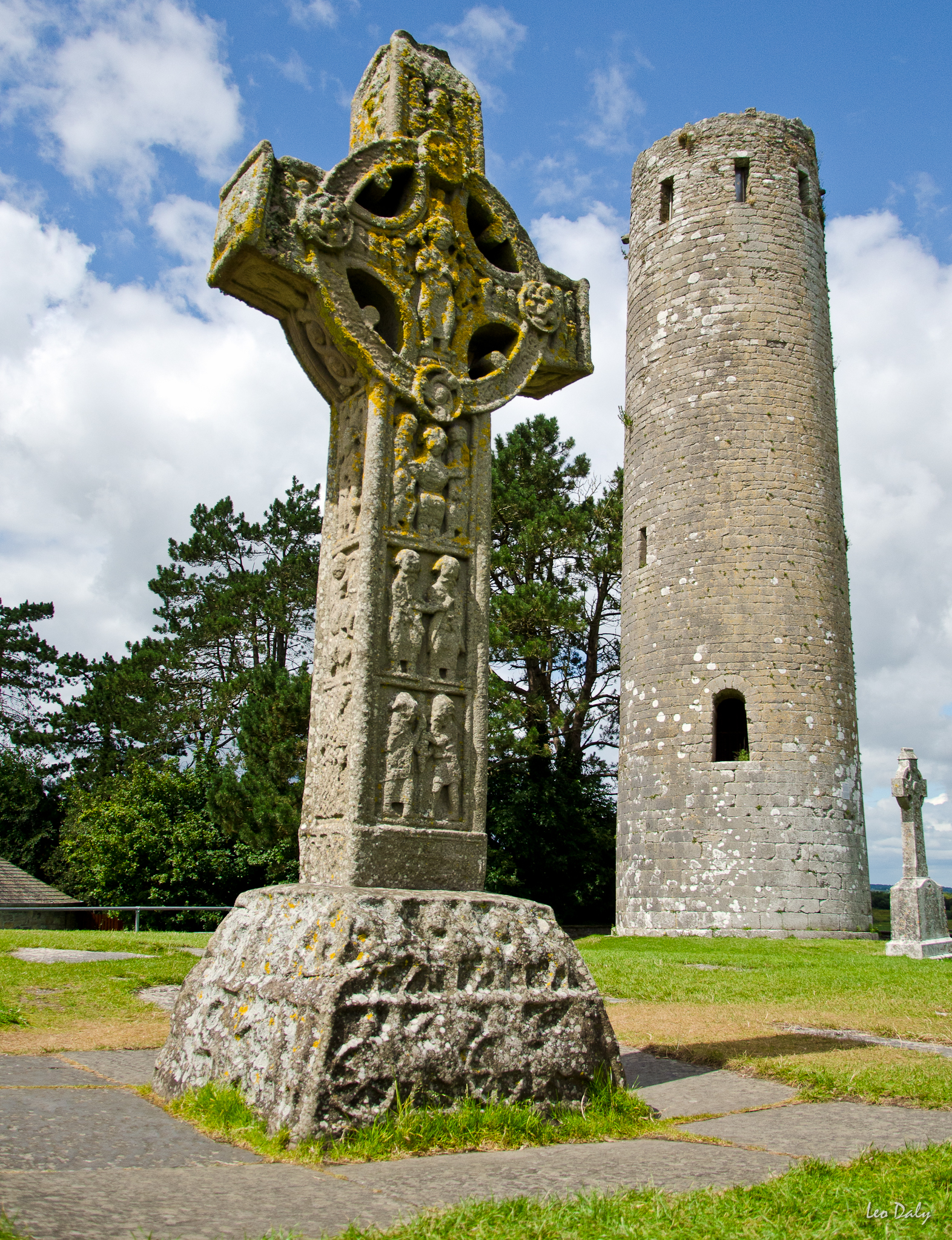
Monastère de Clonmacnoise
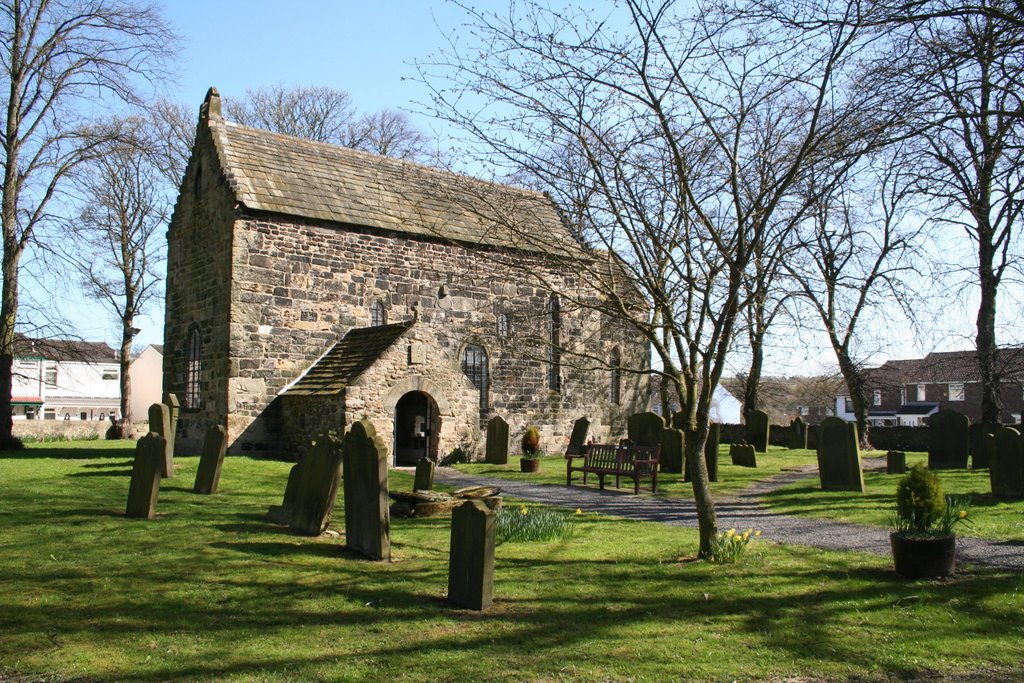
Église d'Escomb

Enluminure

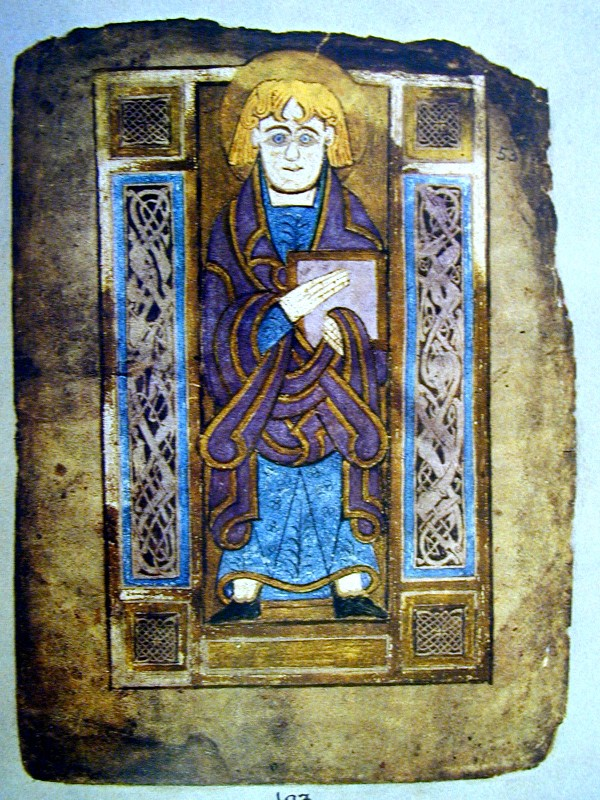
Livre de Mulling.

L'enluminure insulaire sur un répertoire celtique et germanique s'est adaptée à des fonctions décoratives nouvelles et des influences extérieures. Le livre transmet le message spirituel du christianisme et sa décoration dépend directement de ce message qui ne se prête guère aux changements fortuits. La capacité de l'art insulaire à produire l'enluminure la plus novatrice de toute l'Europe précarolingienne est la preuve de sa puissante vivacité.
Les moines irlandais contribuent à l'évangélisation de l'Écosse et du nord de la Grande-Bretagne en fondant de nouveaux monastères et apportent avec eux leur art dans cette région. Dans le même temps, le sud de la Grande-Bretagne subit une influence directe du christianisme continental et des manuscrits italiens et byzantins. À la fin du VIe siècle, plusieurs missionnaires irlandais autour de saint Colomban débarquent sur le continent et contribuent à la création de plusieurs monastères en France, en Suisse et en Italie du nord. Ils contribuent à faire diffuser les techniques insulaires sur les manuscrits continentaux produits à l'époque, qui ont une influence sur ceux produits dans le nord de la France à l'époque carolingienne,.

### Les Slaves et la Dalmatie

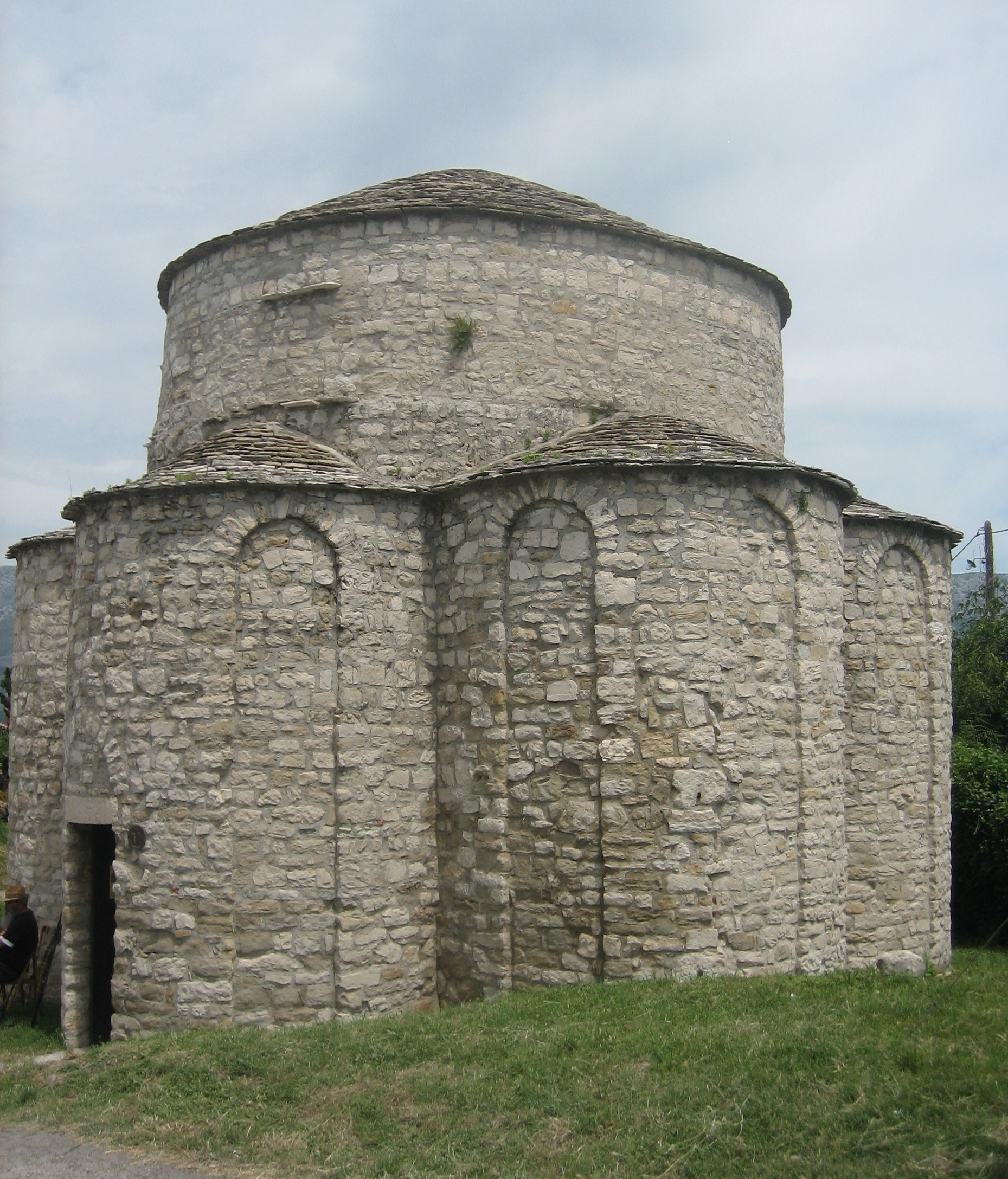
Église de la Sainte-Trinité, Split.

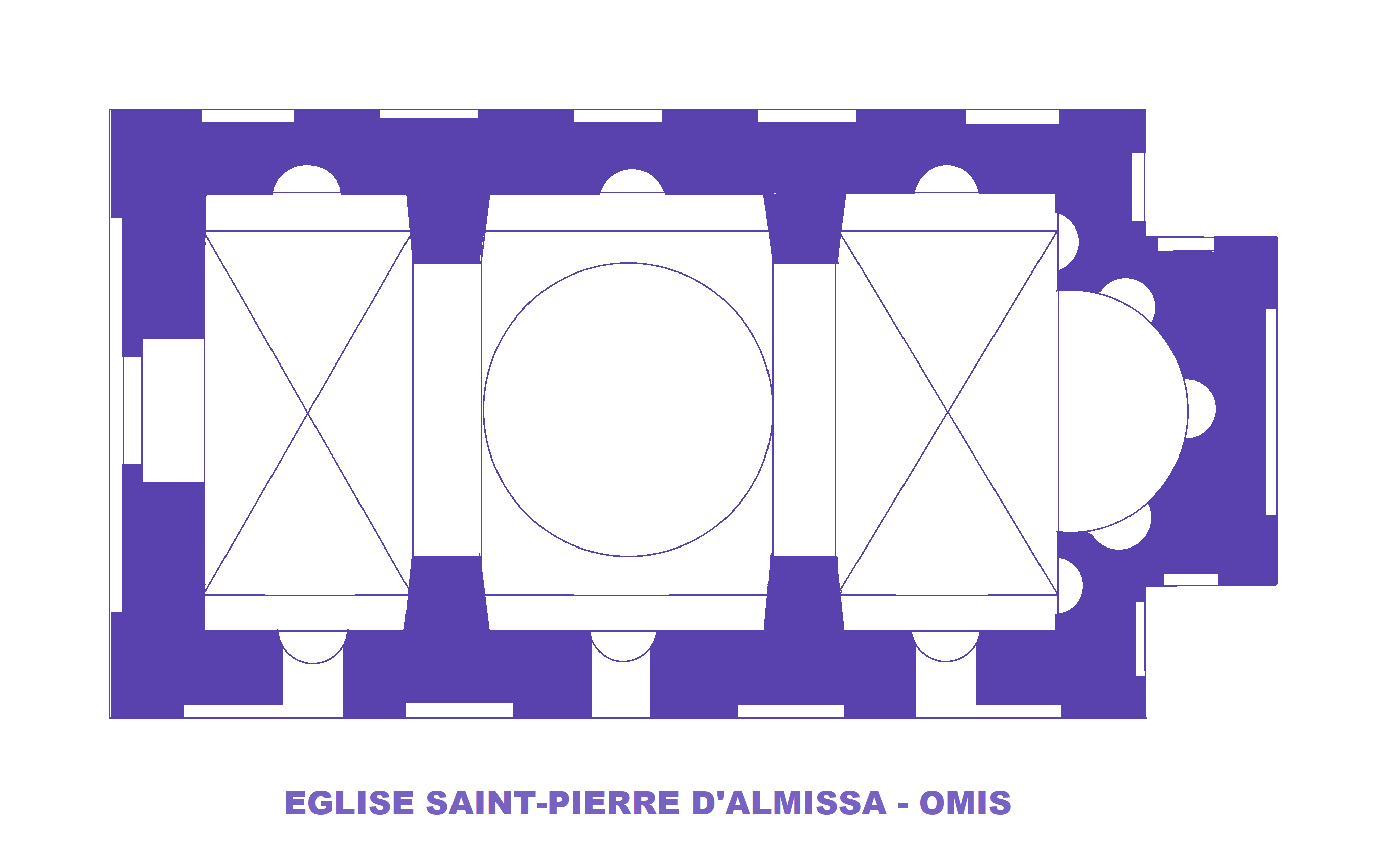
Saint-Pierre, Omis.

Des invasions slaves du VIe siècle, c'est sur la cote dalmate que la rencontre avec la culture latine se révèle la plus fructueuse. La conversion au christianisme des Croates et des Slovènes est lente entre le VIIe et le IXe siècle dans cette région qui conserve une partie de la population romaines avec quelques villes comme Zadar et Trogir et même quelques centres ecclésiastiques anciens. Les structures politiques progressent lentement sans toujours entraîner immédiatement une culture propre dans cette région d'influence romaine, franque et byzantine.
L'activité architecturale ne remonte pas avant 800, mais grâce à un afflux important de Slaves et la conversion définitive des classes dirigeantes qui entraînent des changements profonds ethniques et culturels, on construit de nouvelles églises. Des villes comme Zadar conserve leurs anciennes structures urbaines. Par leurs capacités de construire et de réaliser des décors sculptés et dans leur initiation à l'architecture religieuse, les Slaves sont confrontés à des influences culturelles complexes pour mettre en place un réseau de petits sanctuaires pour de petites communautés disséminées.
Ils adoptent deux types de plans, des églises rectangulaires à une seule nef avec une abside semi-circulaire ou un petit chœur carré et des édifices à plan centré. À partir du Xe siècle dans les églises rectangulaires la travée centrale est souvent couverte d'une coupole surmontée d'une tour carrée. Vers 800, les églises à plan centré sont cruciformes avec absides et tour centrale, puis des rotondes sont construites autour d'un noyau cylindrique avec quatre à huit absidioles. On peut y voir l'influence des mausolées et baptistères de paléochrétiens dans les plans centrés, et carolingiennes avec la présence d'une tour en façade pour les plans basilicaux.

L'église Saint-Donat de Zadar, dont l'influence est considérable, est un édifice à plan centré porté par huit piliers avec coupole centrale, bas-côtés surmontés de tribunes et chœur à trois absides. Sa datation est controversée. Elle est peut-être antérieure à la chapelle palatine d'Aix-la-Chapelle, dérivée des rotondes de la Basse-Antiquité ou de la Basilique Saint-Vital de Ravenne, ou être construite après 805 et le retour de l'archevêque Donat d'Aix-la-Chapelle,.

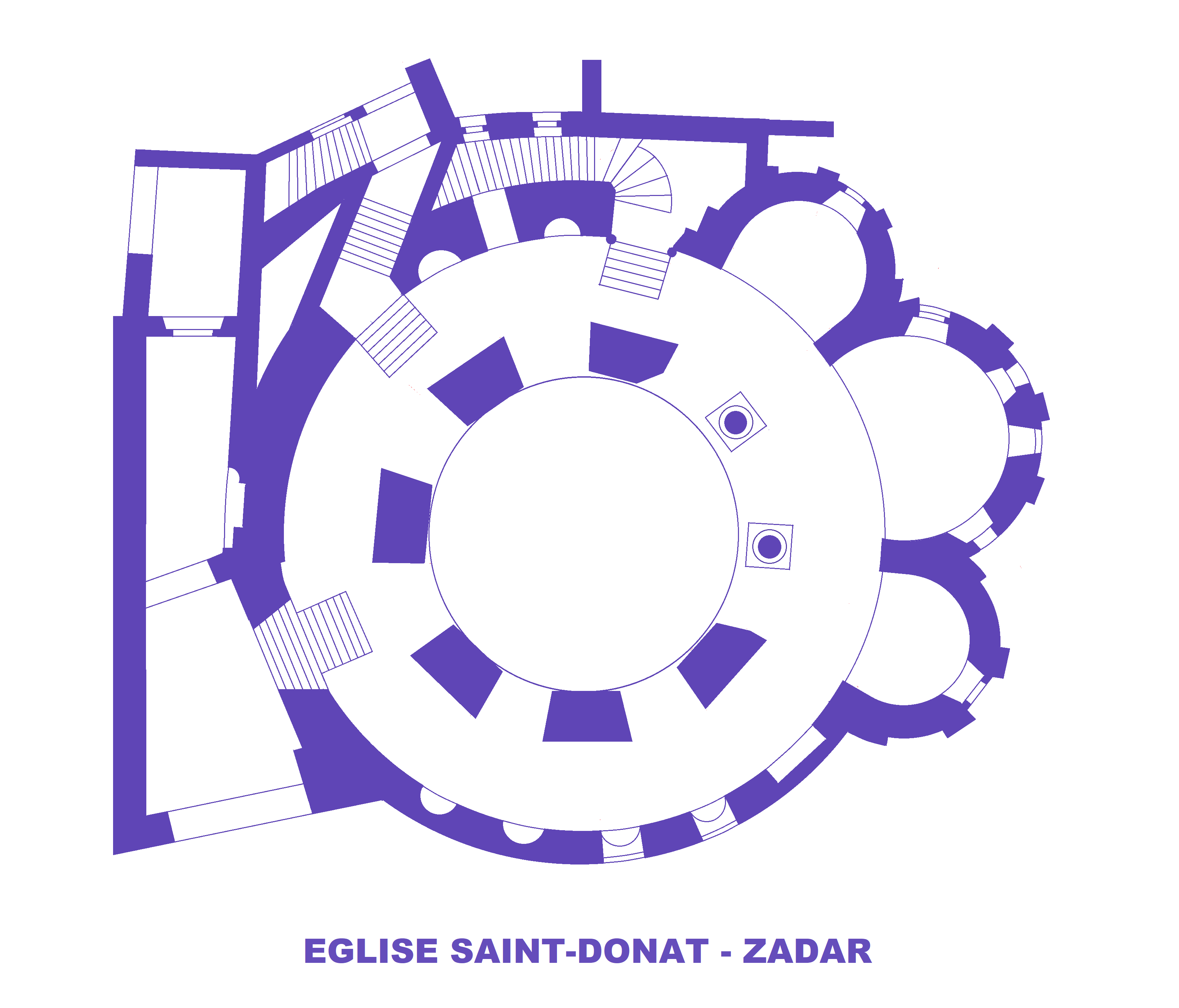
Saint-Donat, Zadar.
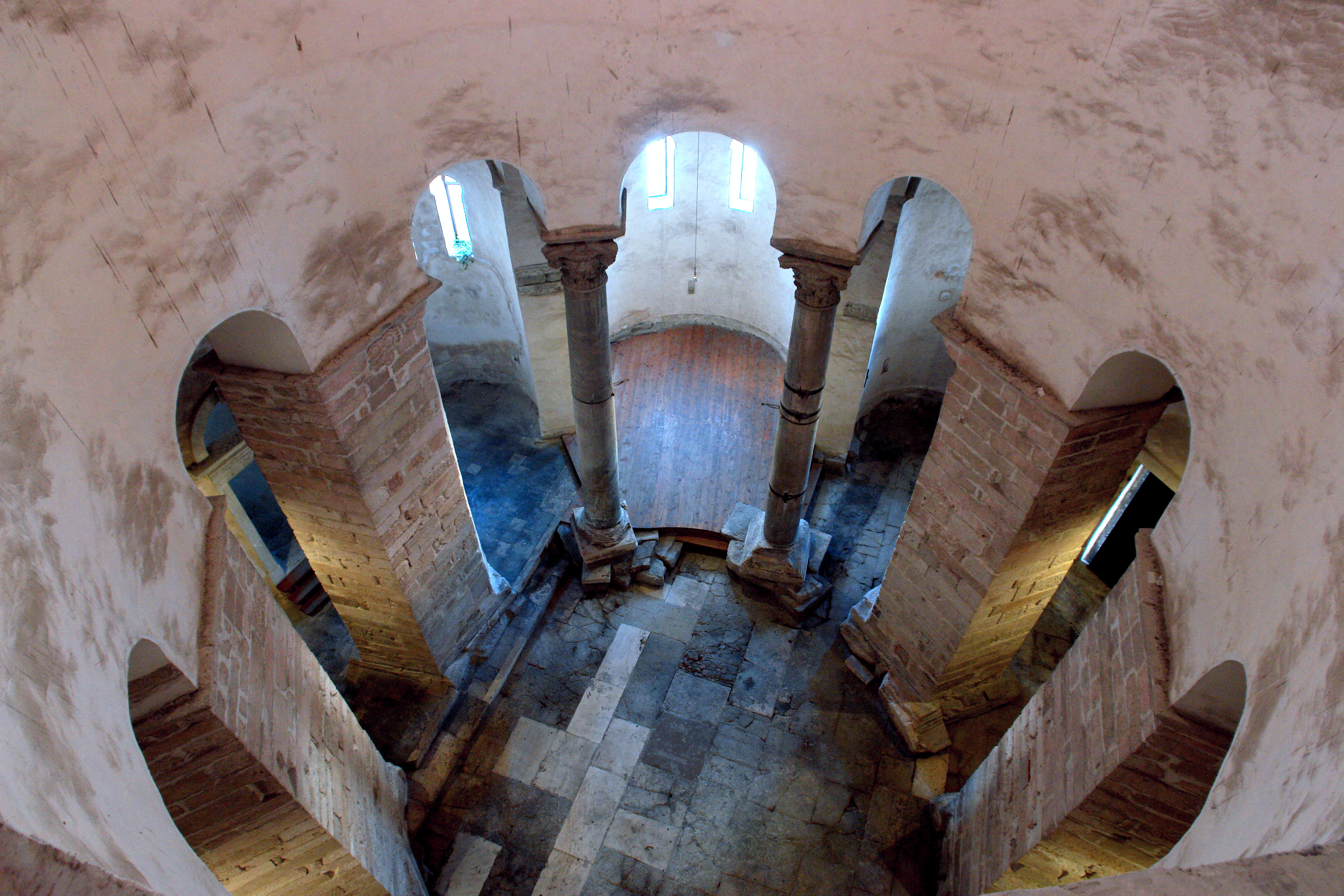
Saint-Donat, Zadar.
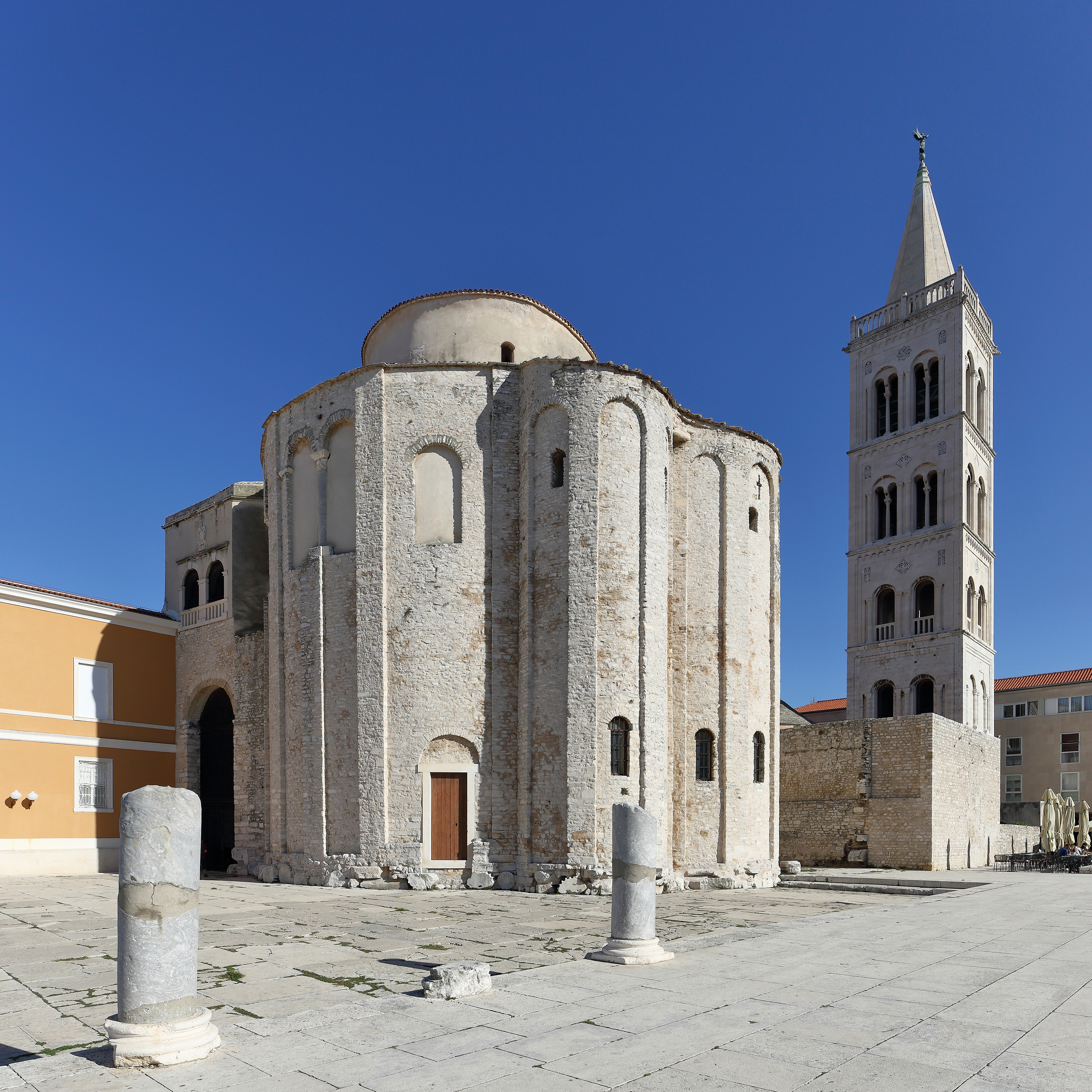
Saint-Donat, Zadar.
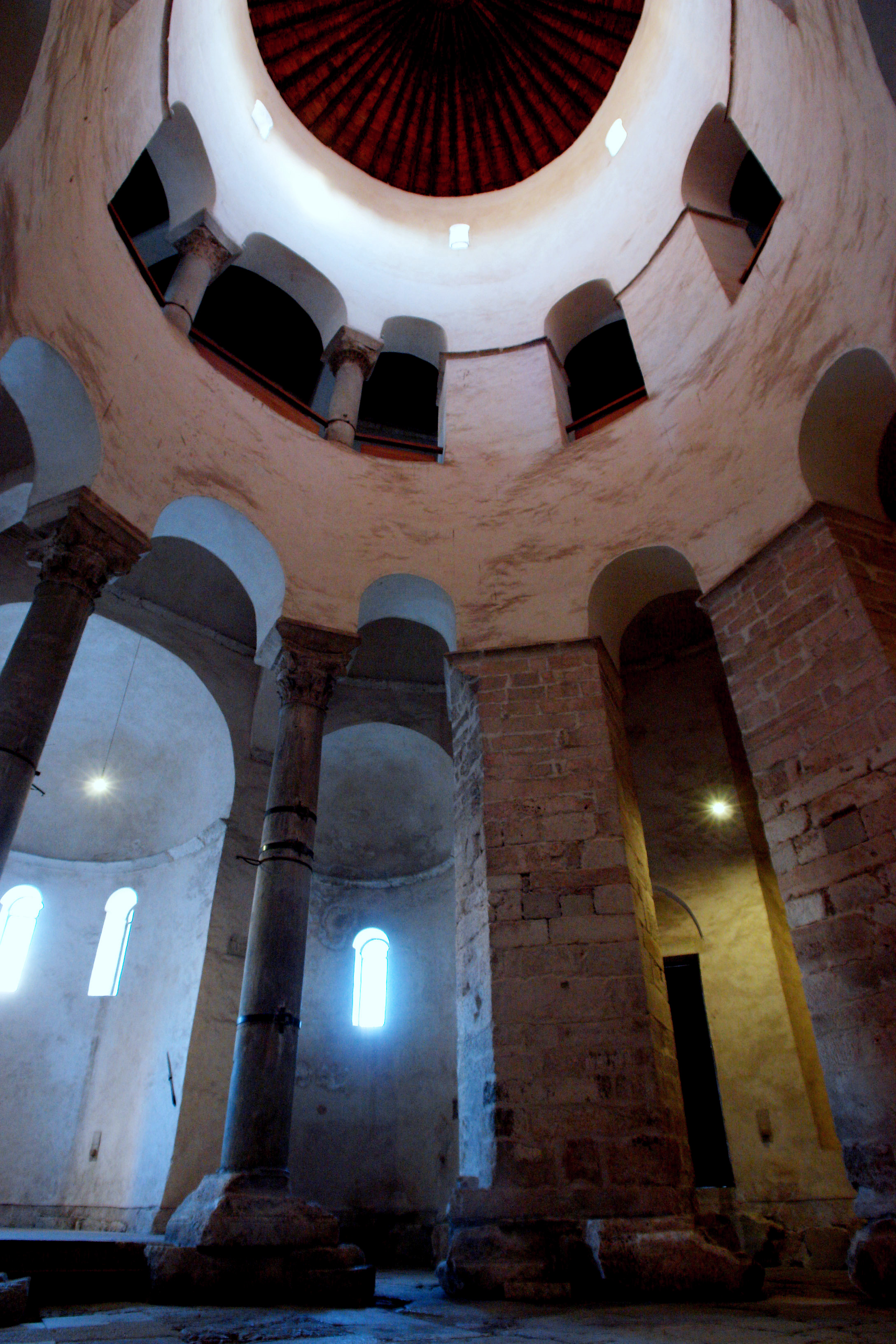
Saint-Donat, Zadar.

### Les Carolingiens

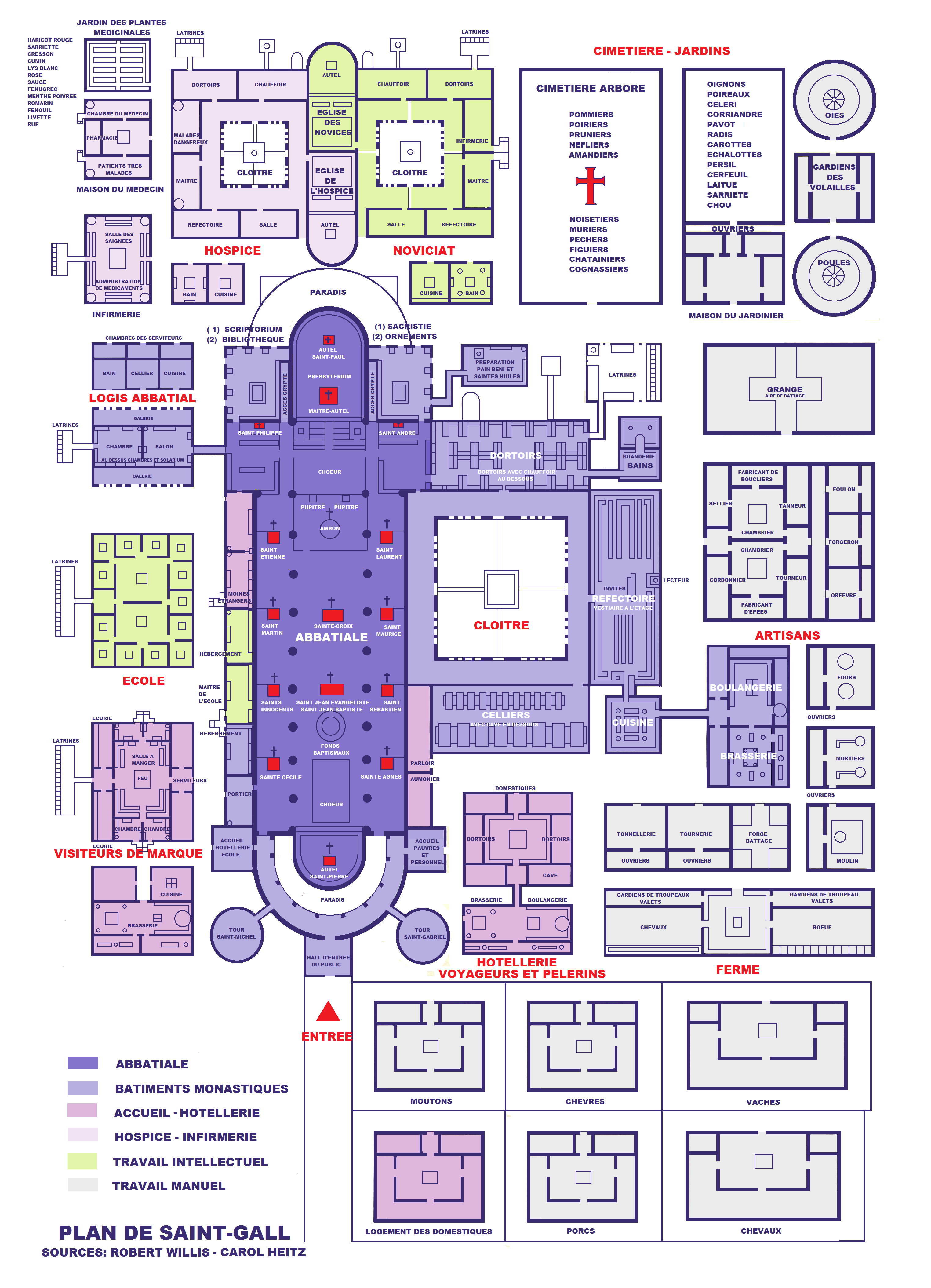
Plan de Saint-Gall

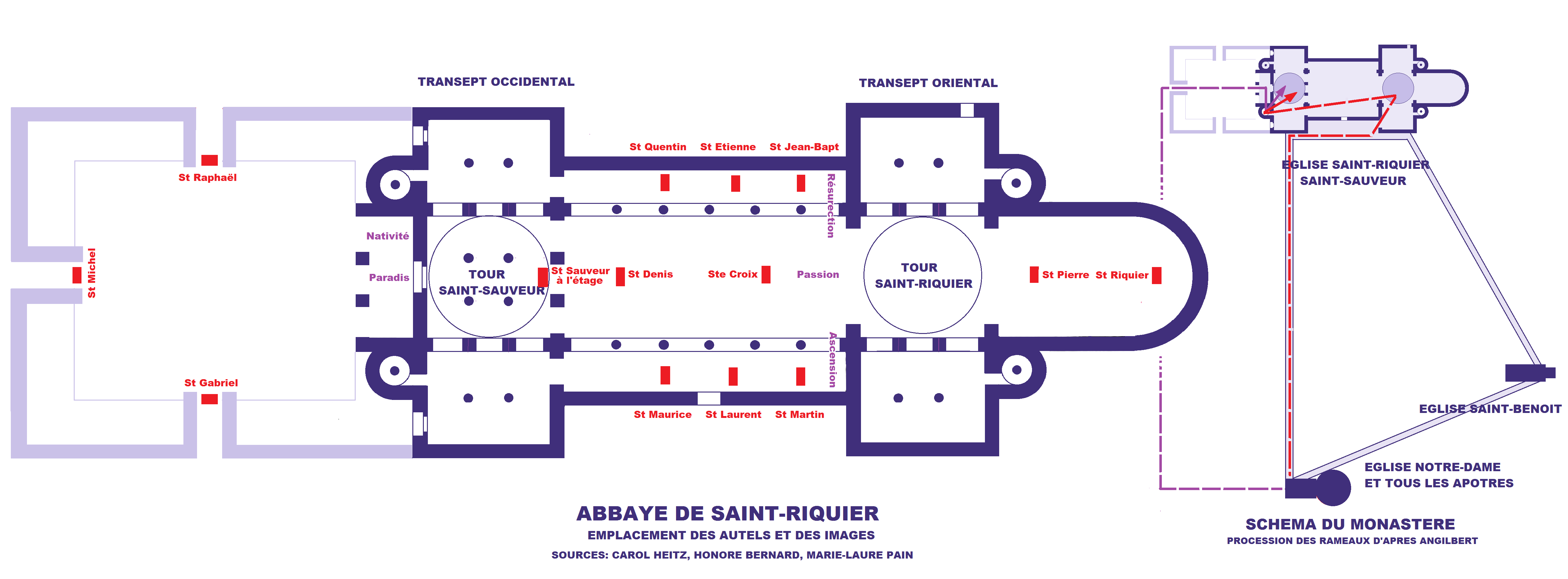
Plan de l'abbaye de Saint-Riquier.

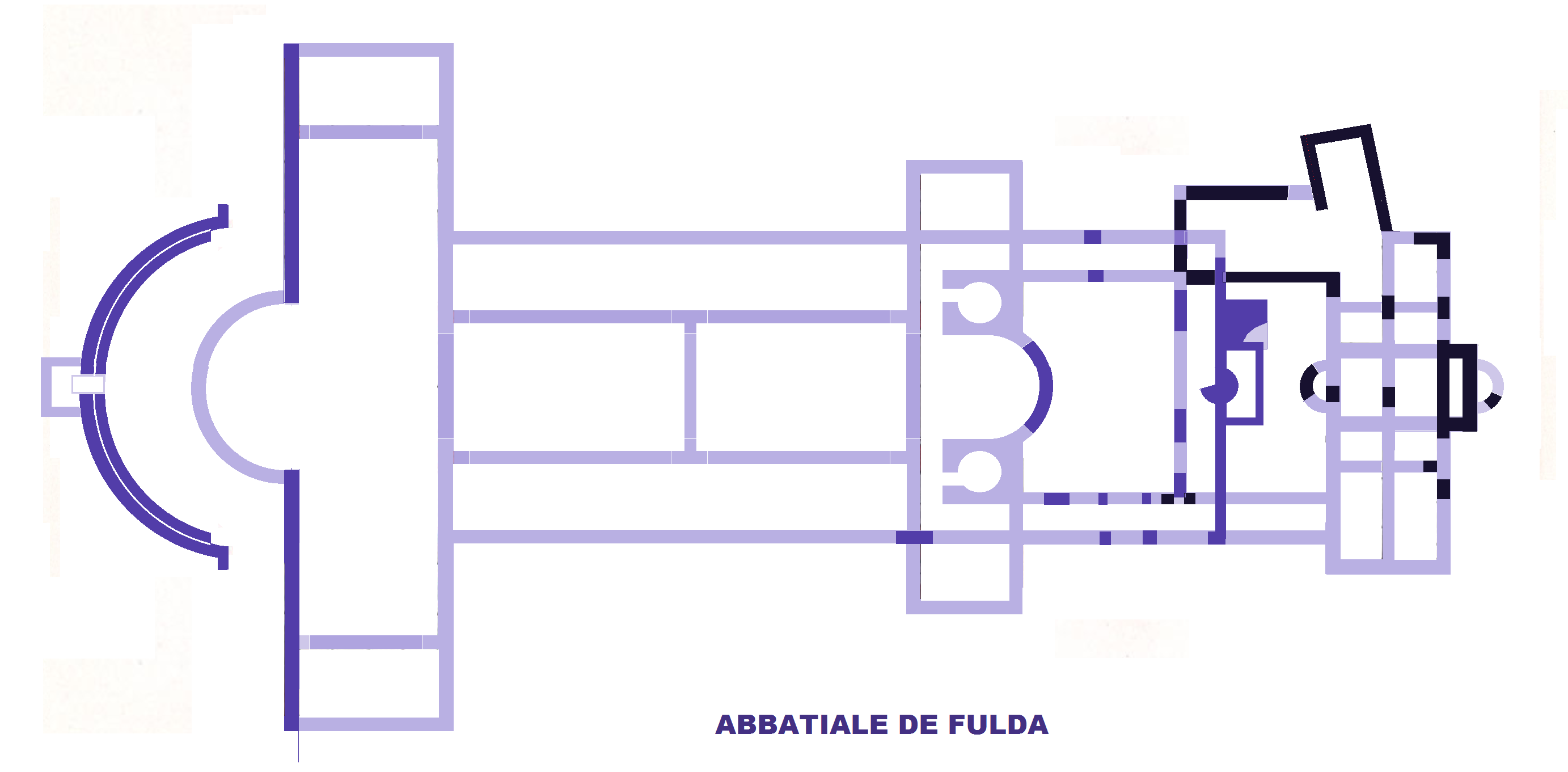
Plan de l'abbatiale de Fulda.

Les manifestations artistiques carolingiennes s'étendent sur une période d'approximativement 180 ans, de 750 à 930, pendant le règne de Charlemagne et de ses héritiers. Elle est connue sous le nom de Renaissance carolingienne. Elles marquent en Occident un renouveau artistique dans un cadre chrétien qui se structure et où le monachisme est théorisé.
La Renaissance carolingienne se manifeste par un étonnant essor de la construction. Entre 768 et 855, on enregistre la construction de 27 cathédrales nouvelles, 417 établissements monastiques et 100 résidences royales. Sous Charlemagne sont bâties 16 des 27 cathédrales, 232 monastères et 65 palais. Les rois ne sont pas seuls responsables des chantiers mais ils fournissent des architectes et des fonds. La redécouverte des traités d'architecture de Vitruve permet d'édifier des constructions en pierre, matériau encore peu employé au nord de la Loire. Les voyages des carolingiens en Italie leur font découvrir la beauté des basiliques romaines, des arcs de triomphe, des chapelles palatines. Les architectes n'en ont pas fait une copie servile mais imaginé des plans et des formes qui correspondent aux cérémonies royales et aux célébrations religieuses. La plupart des formules architecturales inventées au début de l'époque carolingienne s'affinent au long des décennies et subissent des adaptations successives qui portent en elles les germes de l'art roman du XIe siècle,.
La première période de l'architecture carolingienne, celle de Pépin le Bref et du début du règne de Charlemagne paraît marquée par de puissants ecclésiastiques, l'évêque Chrodegang de Metz, Fulrad abbé de Saint-Denis ou Manassès, abbé de Flavigny. Le pape veut avec l'aide de Charlemagne réorganiser et homogénéiser la Chrétienté. L'évêque Chrodegang introduit la liturgie romaine ce qui provoque d'importantes modifications dans l'architecture. En Occident le prêtre célèbre la Messe vers l'Ouest depuis l'Est de l'église, tandis qu'à Rome le célébrant est à l'Ouest et regarde vers l'Orient. Les édifices traditionnellement orientés vers l'Est le sont vers l'Ouest et on retrouve parfois des églises à double abside. Pour la liturgie qui imite Rome on utilise l'abside Ouest pour les grandes fêtes comme celle de Pâques et on garde l'abside Est pour la liturgie ordinaire. La basilique Saint-Pierre de Rome, le Saint-Sépulcre de Jérusalem et l'architecture paléochrétienne deviennent les références des concepteurs carolingiens.
Vers 780-790, avec la création de l'abbaye de Lorsch, l'épanouissement de celle de Corbie, le lancement de Saint-Riquier et de abbaye de Fulda annoncent une monumentalité nouvelle. Le palais d'Aix-la-Chapelle avec sa chapelle palatine est le joyau et le point culminant de cette époque.
À la fin du règne de Charlemagne, on voit se multiplier de multiples projets architecturaux souvent très importants, et l'intégration des données récentes de la liturgie et des codifications monastiques. Le plan de Saint-Gall en constitue le témoignage le plus appréciable avec ses indications pratiques, théoriques et spirituelles. À partir de ce moment-là, le retour vers un style classique semble s'imposer.

Le Xe siècle est difficile à caractériser. Les années 960-970 présentent de nombreux changements en attendant que vers 1000-1020, les institutions carolingiennes se disloquent en France pendant qu'en Allemagne la nouvelle dynastie des ottoniens avec l'architecture ottonienne d'un style bien particulier utilise habilement de nombreux éléments de l'architecture carolingienne.

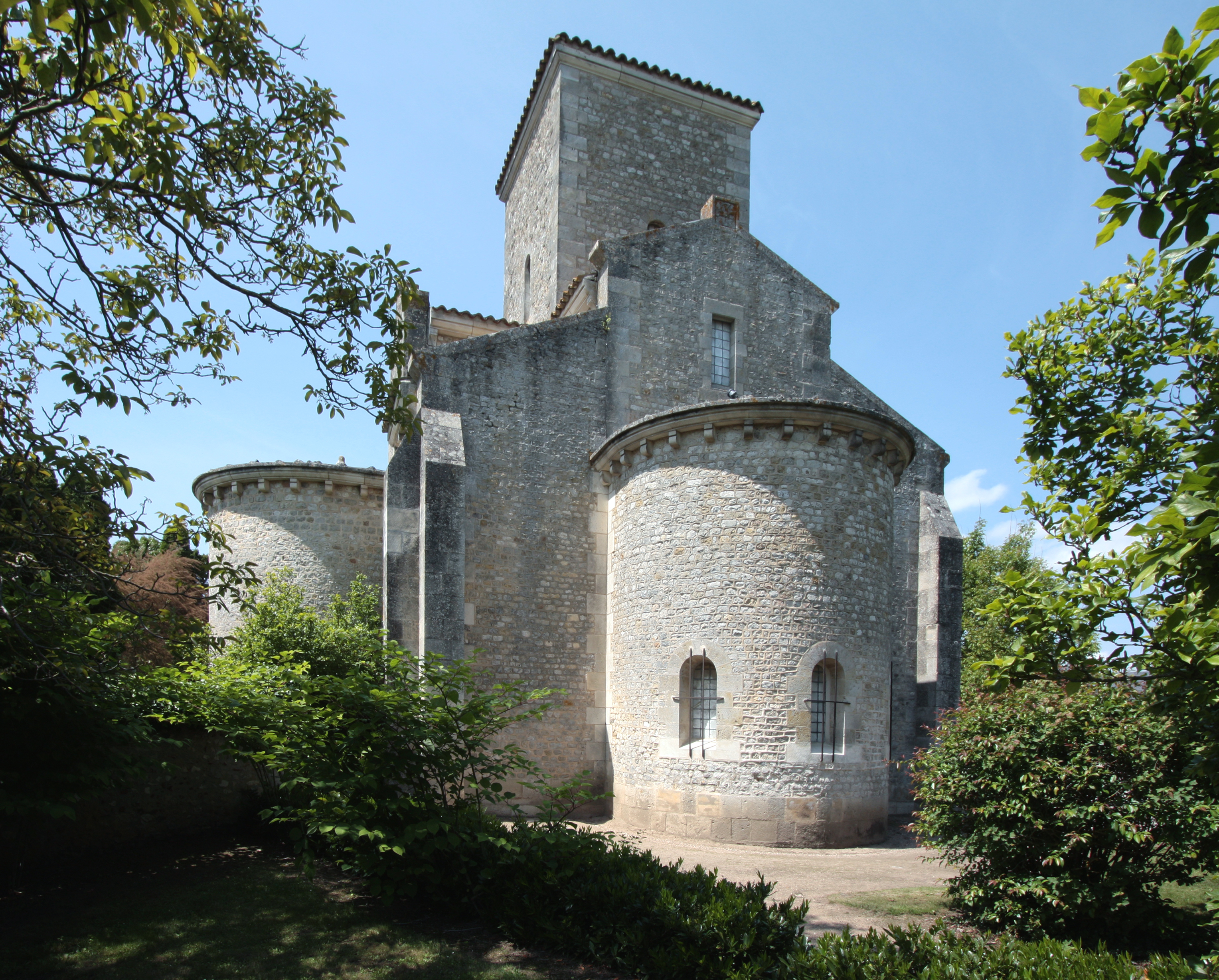
L'oratoire de Théodulf à Germigny-des-Prés.
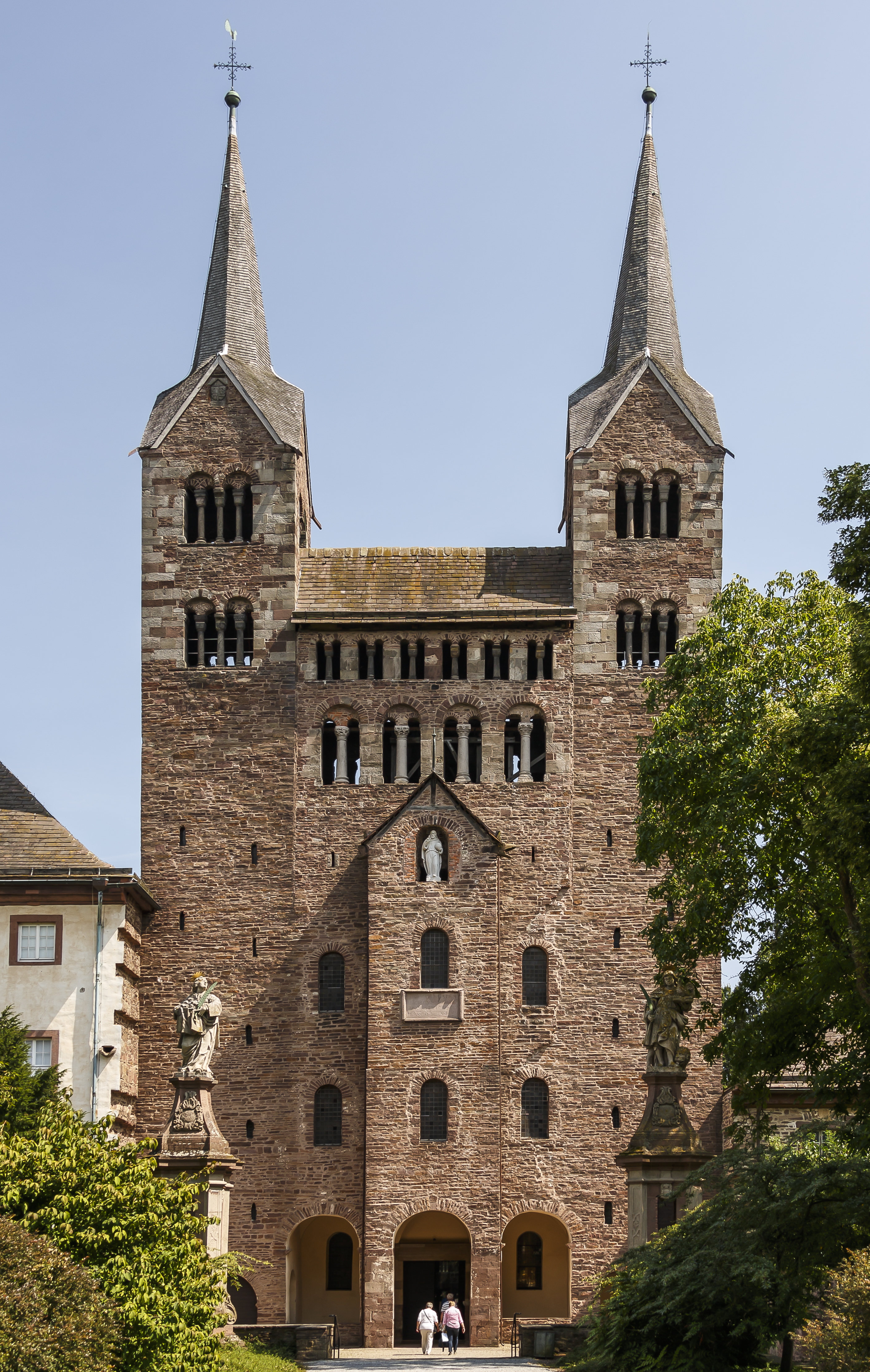
Westwerk de l'Abbaye de Corvey.
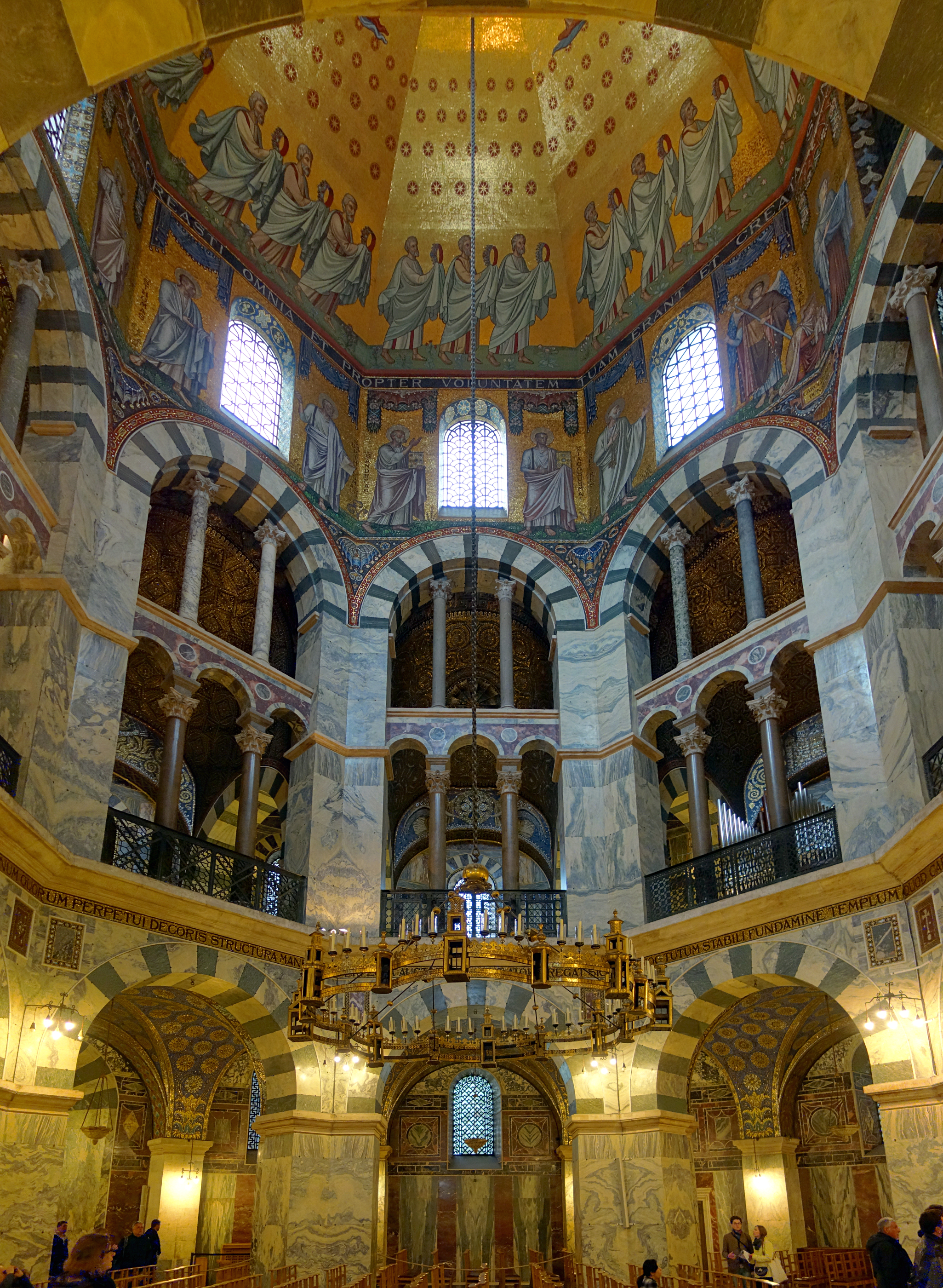
La chapelle du Palais d'Aix-la-Chapelle.
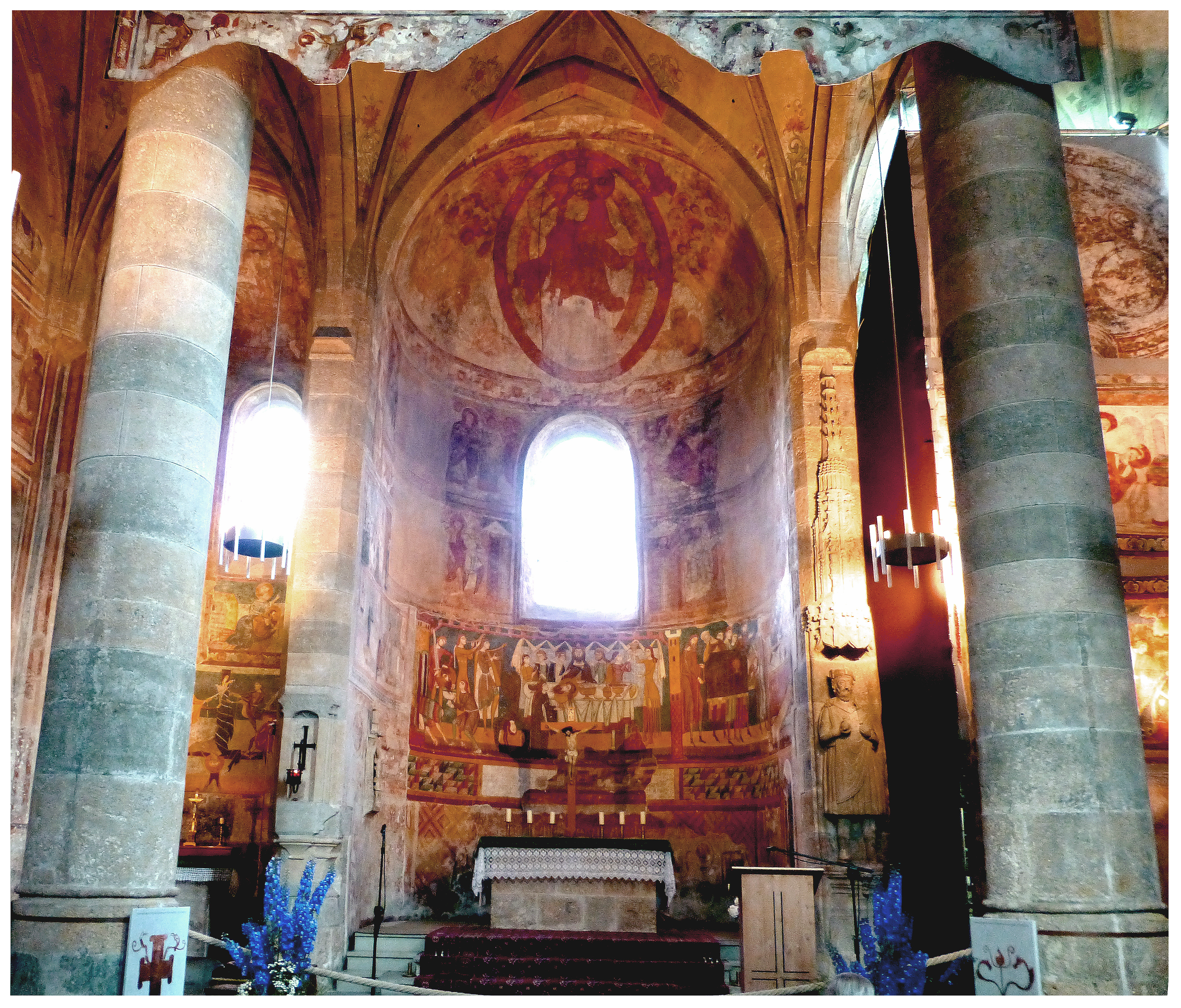
Müstair abside Nord.
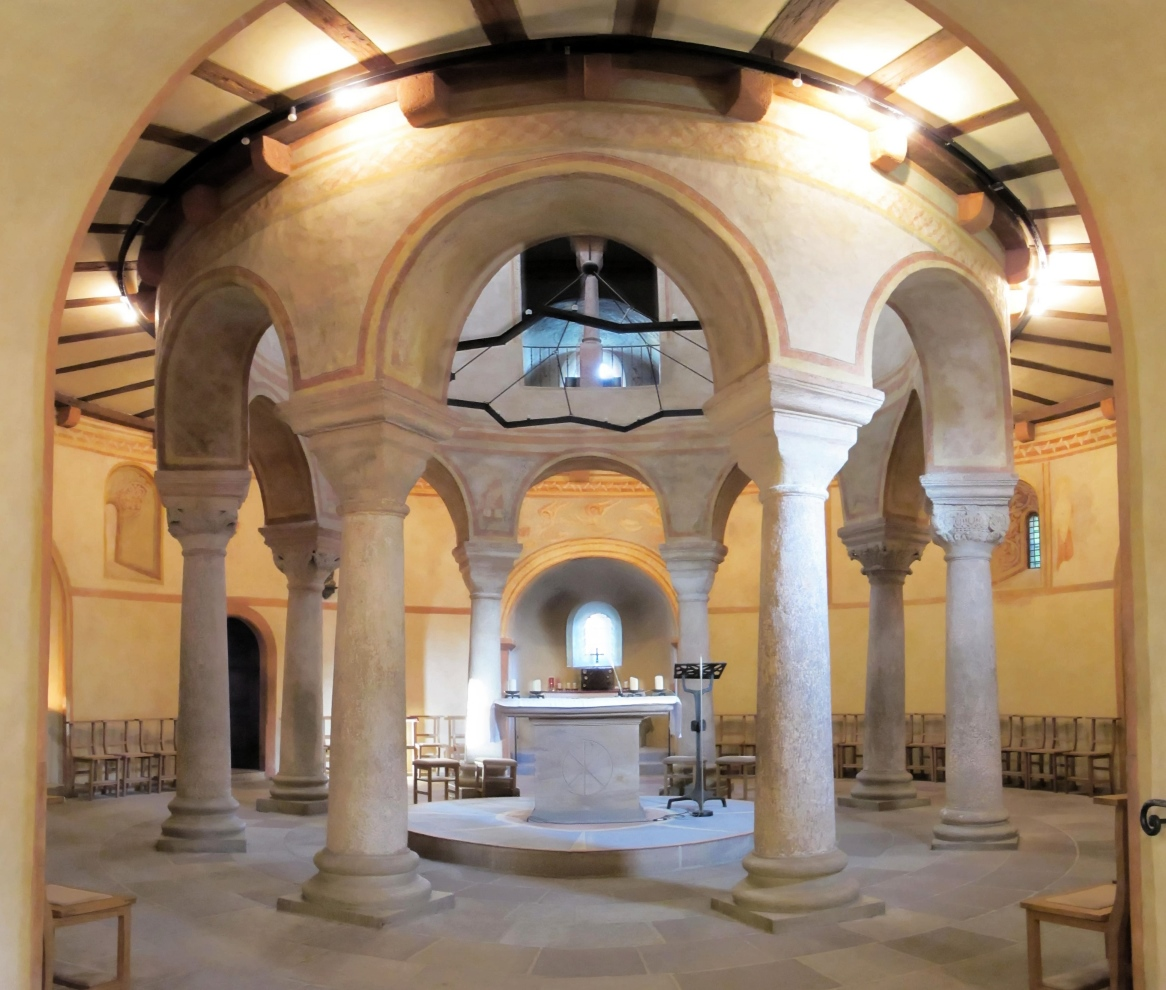
Église Saint-Michel de Fulda.

#### Décor architectural
Les églises carolingiennes sont richement décorées de revêtements de marbre et de stucs, de chapiteaux et de balustrades sculptés. On réemploie des colonnes et des chapiteaux venus d'Italie ou de Provence car les carrières pyrénéennes sont dévastées par les guerres. Les chancels qui limitent le chœur des moines ou des chanoines et les ambons, chaires de pierre placés face aux fidèles, se prêtent particulièrement aux sculptures monumentales avec des décors d'entrelacs, d'hélices et de pampres. La pose de nouveaux chancels fait certainement partie de la grande œuvre de rénovation des sanctuaires prescrites par le pouvoir.
Les sculpteurs de l'époque carolingienne sont les seuls à savoir reproduire avec exactitude et vérité un chapiteau et une frise de l'époque classique. Ces réussites extraordinaires font plus honneur à l'habileté de l'artiste carolingien qu'à sa sensibilité et son imagination, mais elle lui donne une place particulière dans la psychologie de l'art. Après lui, pendant plusieurs siècles on se détournera de la copie des modèles antiques.

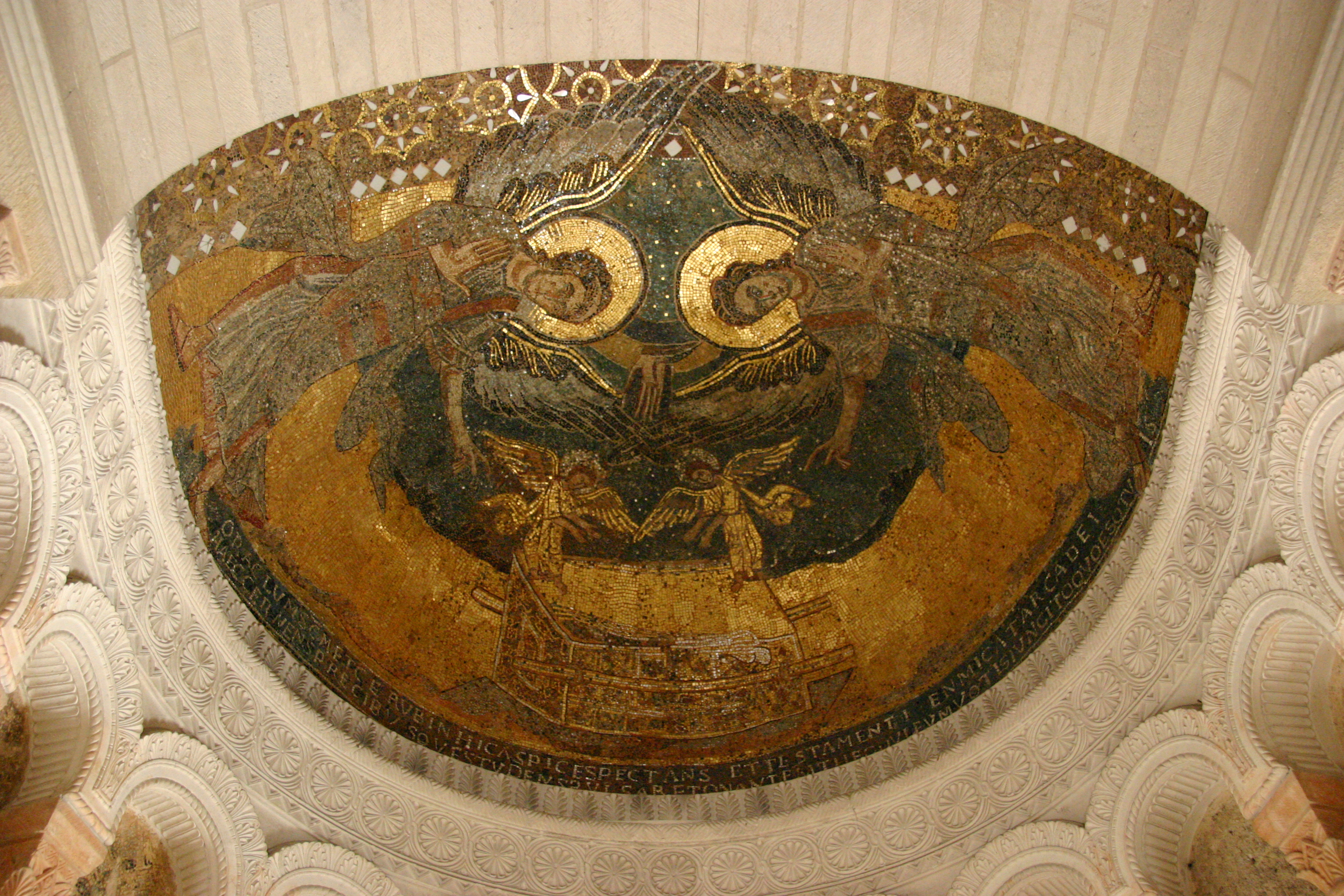
Mosaïque de Germigny-des-Prés.

La période carolingienne est la grande période des stucs mais il reste peu d'exemples conservés de ce décor économique, rapide mais fragile. Il est associé dans des ensembles monumentaux à la peinture murale dans des compositions d'une grande richesse et d'une grande virtuosité. 
Après la querelle des iconoclastes, en 787 le culte des images est rétabli dans l'empire byzantin et Charlemagne qui à l'époque commence à se présenter comme l'égal de l'empereur fait établir un dossier par Théodulf qu'il revoit et corrige. Pour lui l'image a une valeur esthétique et pédagogique mais elle ne doit pas être adorée car si on vénère une image parce qu'elle est plus belle, on juge de son caractère sacré en fonction du talent de l'artiste. Théodulf estime le texte supérieur à l'image car l'Homme peut se sauver sans avoir d'images, il ne le peut sans la connaissance de Dieu. Les églises carolingiennes sont peintes de fresques s'inspirant de la Bible ou des vies des Saints.
La mosaïque murale plus éclatante que la fresque est pratiquée dans l'architecture chrétienne depuis l'époque paléochrétienne jusqu'au IXe siècle, aussi bien en Italie qu'en Gaule. La mosaïque de l'oratoire carolingien de Germigny-des-Prés malgré toutes les restaurations conserve encore quelques parties qui sont incontestablement du début du IXe siècle et d'un grand intérêt iconographique et technique.

#### Enluminure

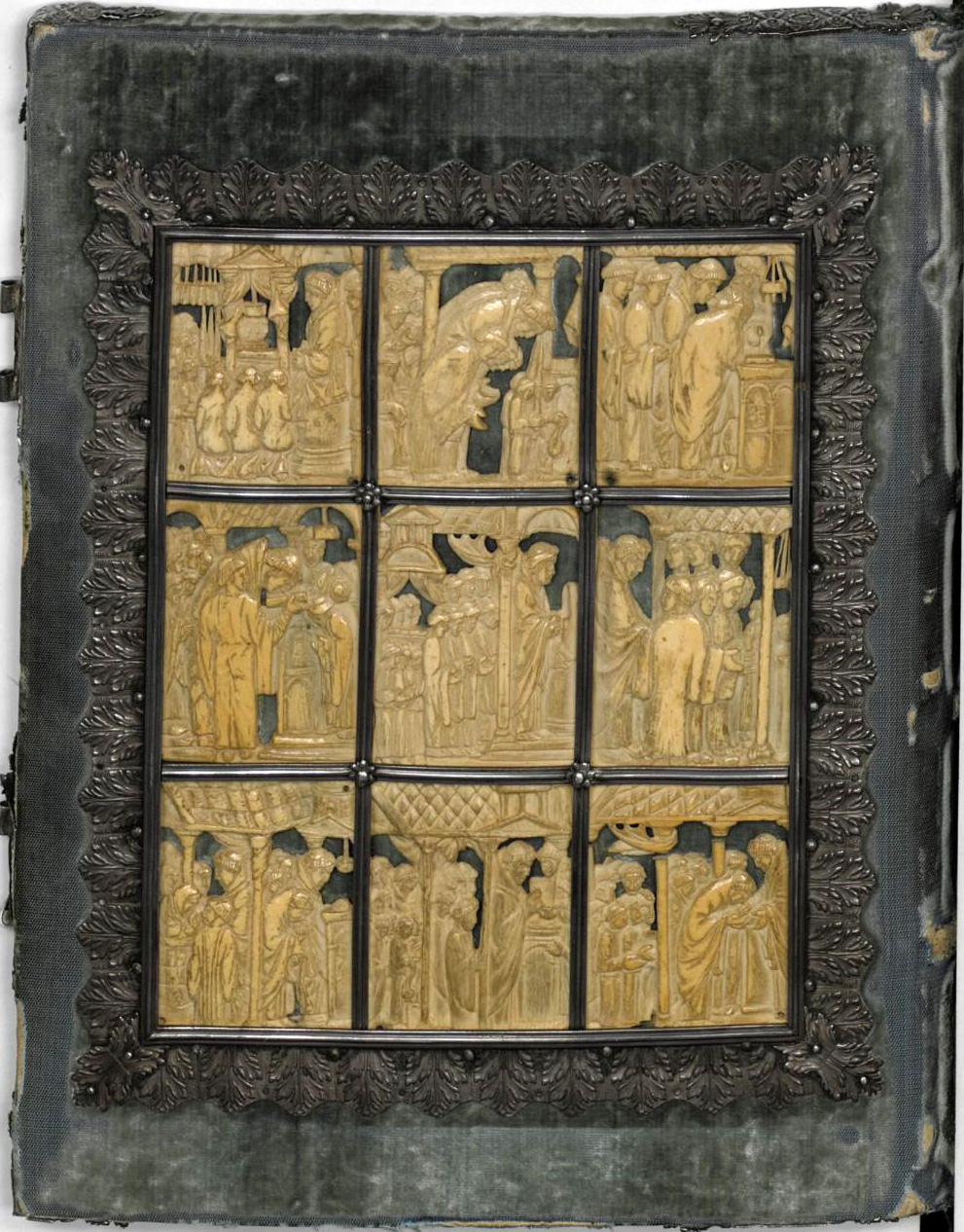
Sacramentaire de Drogon, plat inférieur en ivoire.

À l'époque carolingienne, le livre enluminé prend sa place parmi les grands documents de l'histoire et se rattache à des faits politiques précis comme l'Évangéliaire d'Ebbon, le Sacramentaire de Drogon, les Évangéliaires de l'empereur Lothaire et les Bibles de Charles le Chauve. En 781, Charlemagne commande l'Évangéliaire de Godescalc qui avec des thèmes anciens contient une audacieuse innovation avec un nouvel alphabet pour remplacer les différentes écritures mérovingiennes. La minuscule carolingienne que nous utilisons toujours est un des hauts faits culturels du règne de Charlemagne. La rupture avec le passé mérovingien atteint l'ornementation avec des influences anglaises et lombardes qui fournissent les éléments de base à l'école d'enluminure de la cour de l'empereur et permet l'éclosion d'une imagerie descriptive qui évolue vers une dimension plastique à trois dimensions.
Puis, le style des manuscrits de l'école de cour est remplacé par une technique purement picturale ou la peinture et la lumière sont unies comme dans la peinture de l'Antiquité hellénistique et romaine. Avec les sources paléochrétiennes et les exemples romains rassemblés et copiés, l'enluminure carolingienne connaît un considérable enrichissement. L'école de Tours incorpore dans l'art du Moyen Âge un des principaux chefs-d'œuvre de la basse Antiquité dans l'illustration de deux Bibles qui créent le point de départ de toute la production jusqu'aux Bibles romanes du XIIe siècle.

Dans le nord de la France avec une influence sur la partie germanique de l'Empire, une école franco-saxonne avec une certaine réticence au mouvement renaissant produit pendant plus d'un demi-siècle de très nombreux évangéliaires et sacramentaires. Ces manuscrits se contentent d'initiales et de frontispices encadrés où dominent les entrelacs et les animaux originaires d'Angleterre traités dans un style bidirectionnel. Après 887, l'équilibre politique se déplace vers l'Est et les ateliers de Saint-Gall forment la dernière grande école carolingienne et la plus importante pour expliquer la genèse de l'art ottonien. En un siècle, dans une impression de floraison luxuriante, l'archaïsme du Haut Moyen Âge cède la place à un courant qui porte la marque de l'humanisme.

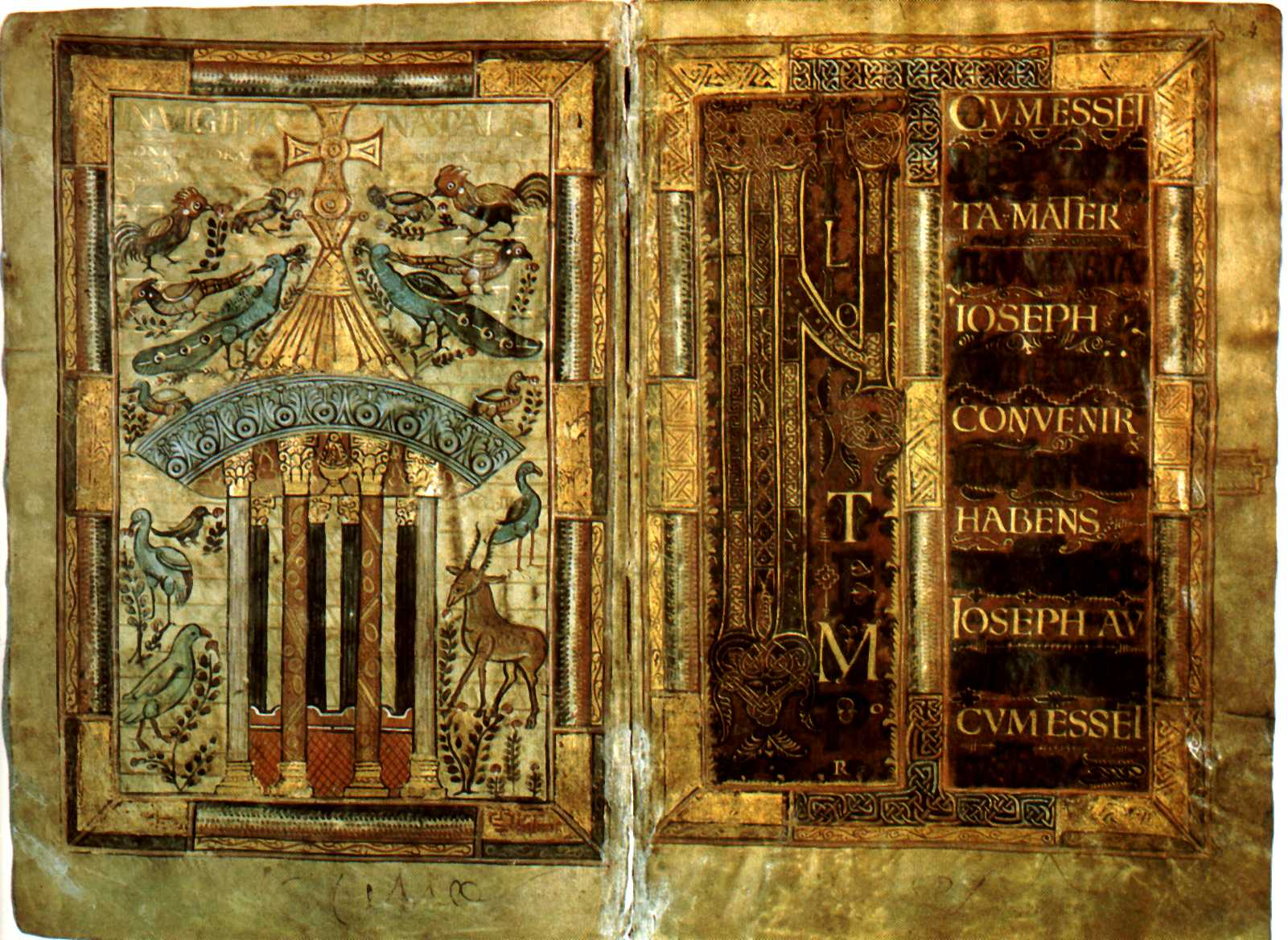
Évangéliaire de Godescalc.
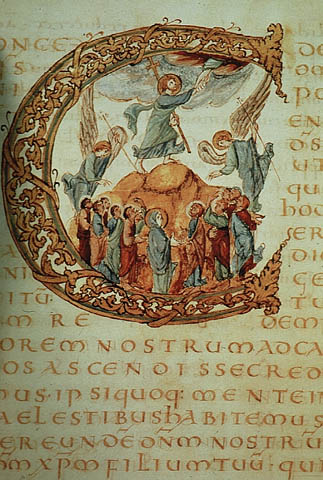
Drogon.
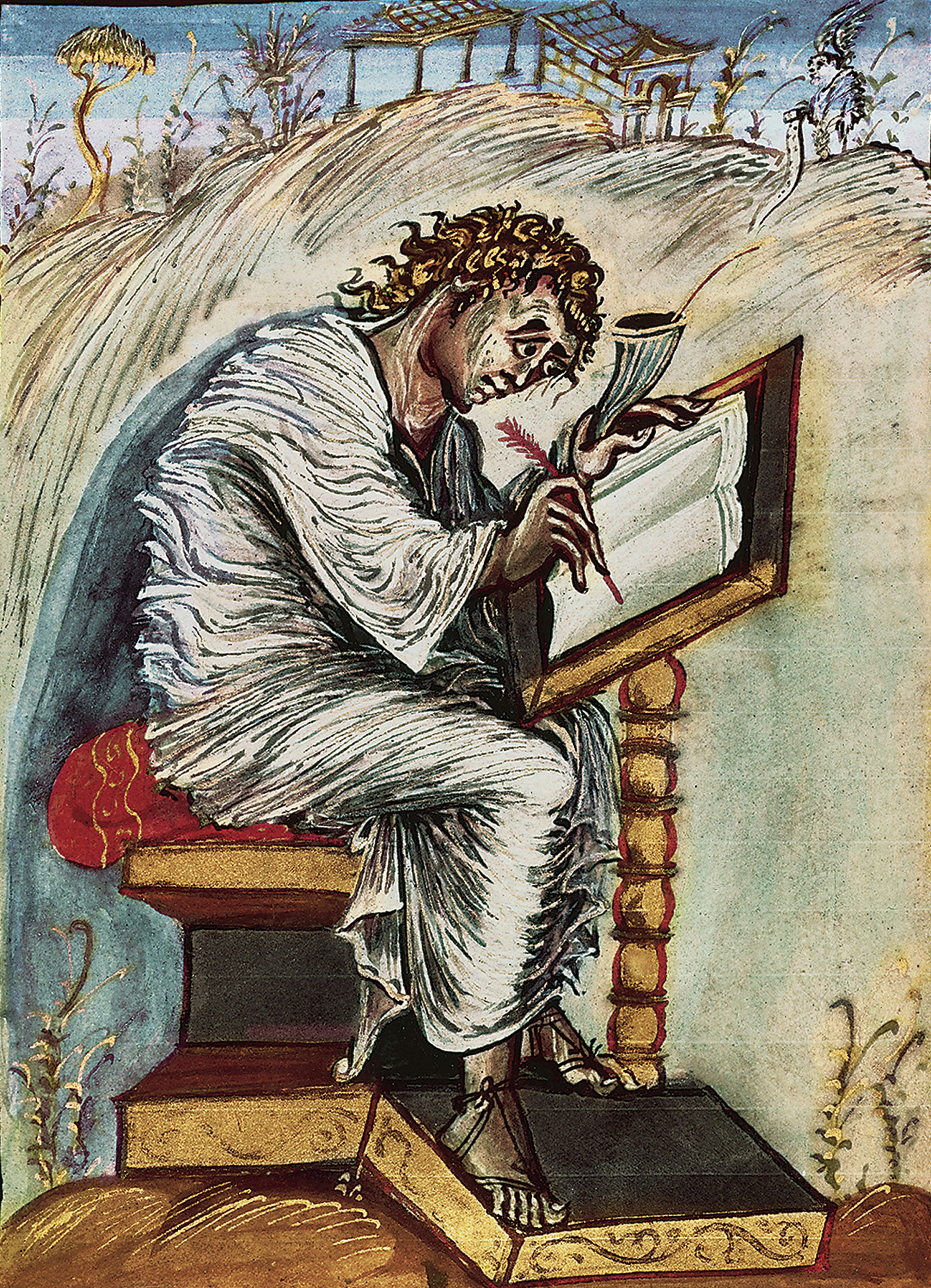
Évangéliaire d'Ebbon.
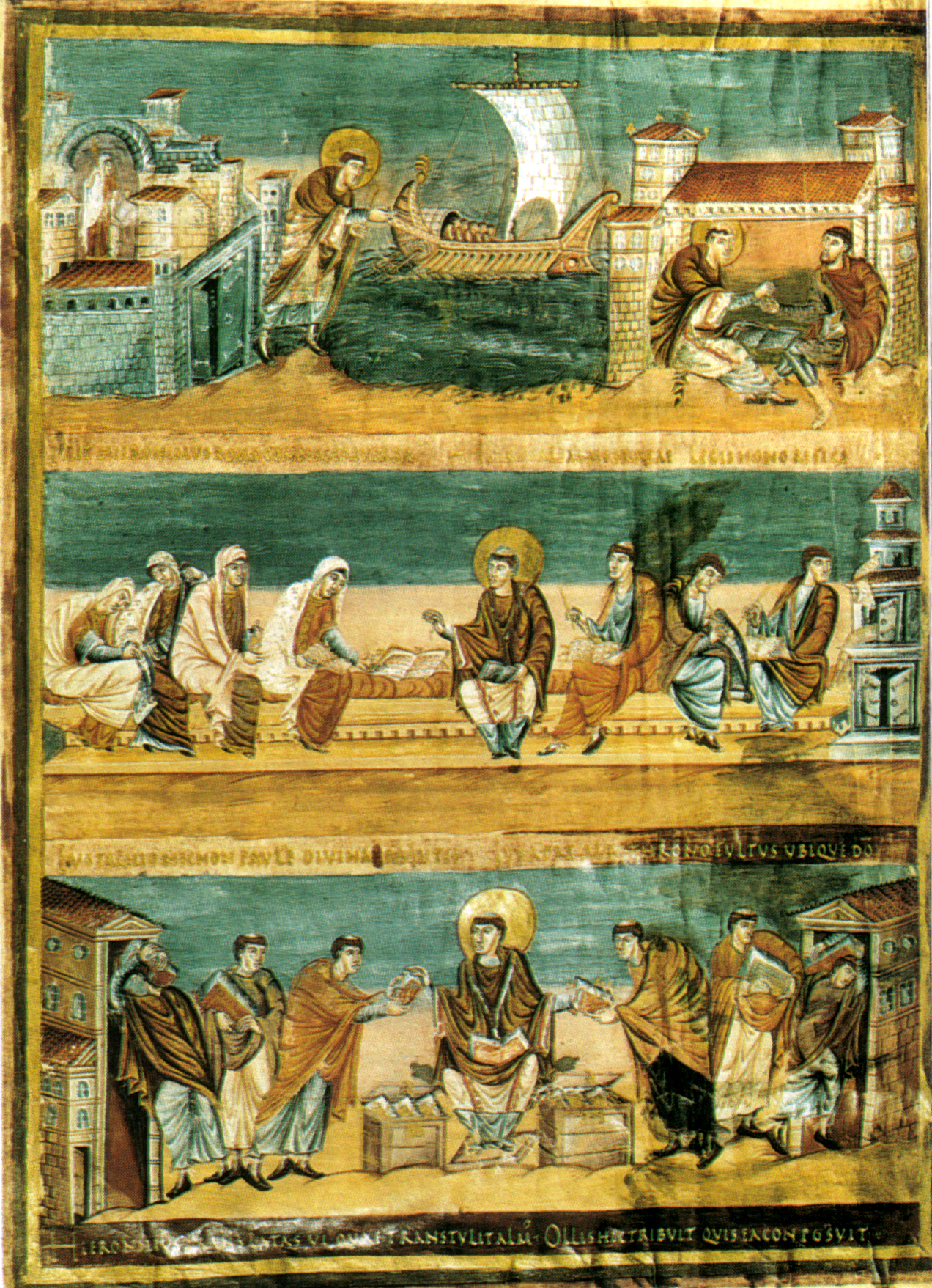
Première Bible de Charles le Chauve.
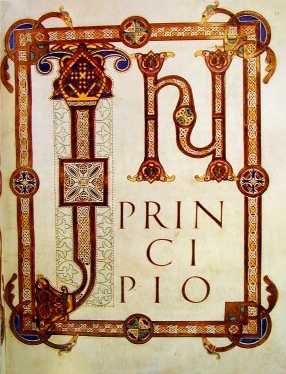
Seconde Bible de Charles le Chauve.

### Les Ottoniens

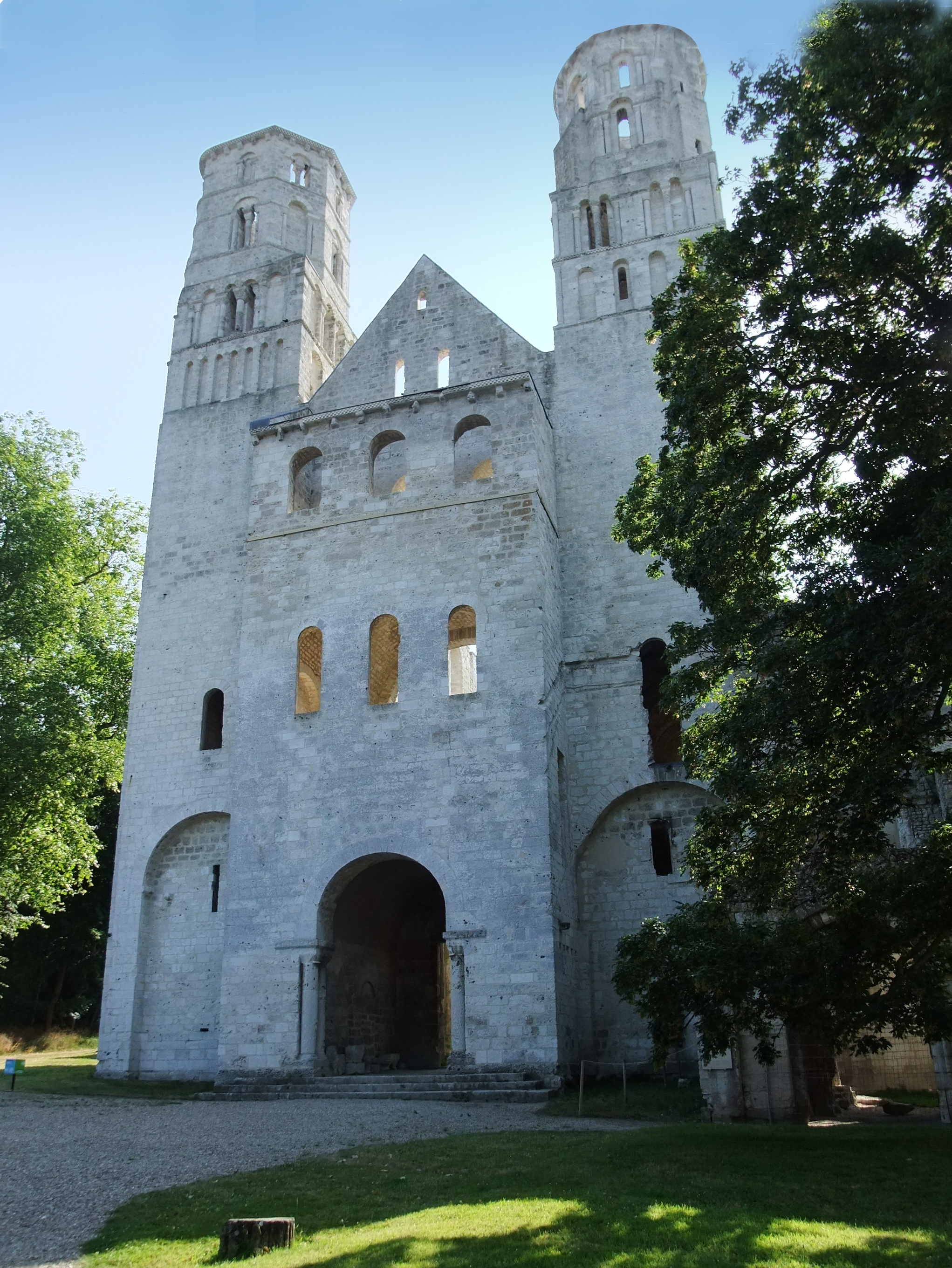
Influence: le westwerk de Abbaye de Jumièges.

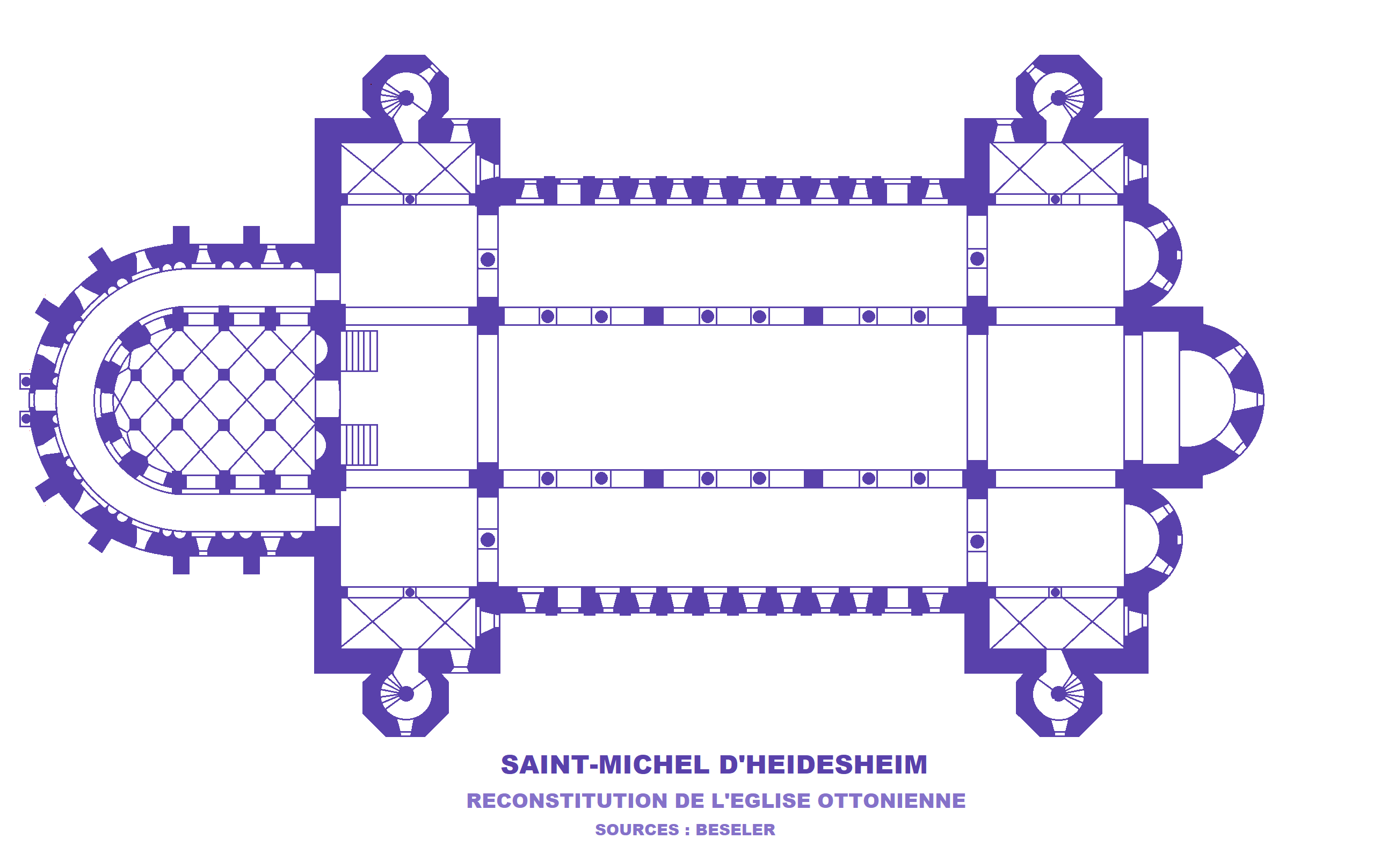
Église Saint-Michel de Hildesheim.

L'architecture ottonienne s'étend sur une période d'approximativement 100 ans, de 919 à 1024 et participe à une renaissance et la volonté des empereurs de la nouvelle dynastie ottonienne de restaurer l'empire fondé par Charlemagne en instaurant le Saint-Empire romain germanique. Elle s'étend de la Mer du Nord et de la Baltique aux régions alpines et de la Saône au-delà de l'Elbe et de Magdebourg. Dans la seconde partie du Xe siècle des monuments importants sont construits.
Au Xe siècle, l'empire germanique est le principal foyer artistique en Occident. L'empereur et les grands ecclésiastiques donnent une impulsion déterminante à l'architecture. L'architecture ottonienne puise son inspiration à la fois dans l'architecture carolingienne et dans l'architecture byzantine. En effet, ces deux styles architecturaux se réclament de l'Empire romain et sont les plus proches exemples de l'art dédié au souverain. Si la femme d'Otton II, Théophano Skleraina, était la fille de l'empereur de Byzance, c'est tout de même l'art carolingien qui a le plus influencé l'architecture ottonienne.
L'architecture religieuse ottonienne semble délaisser le plan centré, malgré quelques exemples : à Ottmarsheim (XIe siècle, Alsace), le déambulatoire est octogonal comme celui de la chapelle palatine d'Aix-la-Chapelle. On peut retrouver une évocation de l'octogone central d'Aix dans la cathédrale d'Essen. À Nimègue (Pays-Bas), l'évocation est plus nette dans la chapelle Saint-Nicolas du Valkhof (vers 1050). 
Le plan basilical d'inspiration romaine est le plus courant. Tours et clochers sont placés à l'extérieur des édifices afin d'accentuer la taille du bâtiment et la puissance des deux chevets. Ainsi la cathédrale ottonienne typique possède un plan basilical, un chevet flanqué de tours, une tour-porche (aspect longtemps conservé dans les églises germaniques) et parfois des chapelles collatérales au transept.
L'architecture ottonienne conserve toutefois la figure des deux chevets symétriques carolingiens dans certains cas et lui donne même un grand essor par une régularité et une symétrie nouvelle, d'où souvent la présence d'une abside carrée, caractéristique rhénane par la suite. Le plan roman-rhénan correspond à une synthèse des plans ottoniens et carolingiens, accompagnant la naissance et le développement de l'art roman.

#### Décor architectural
Dans les édifices ottoniens, le décor sculpté est peu développé et cela tient à la rigueur et à la pureté de la pensée architecturale et à une sorte d'abstraction géométrique. La décoration polychrome des murs est accompagnée de fresques avec des compositions monumentales à nombreux personnages, des scènes de la vie du Christ que l'on retrouve dans les enluminures avec les mêmes types iconographiques. À l'église Saint-Michel de Hildesheim, l'évêque Bernward fait faire une porte de bronze confrontant la Création et le péché originel à l'histoire de l'Incarnation et de la Rédemption, et une colonne de bronze, sorte de monument triomphal au Christ.

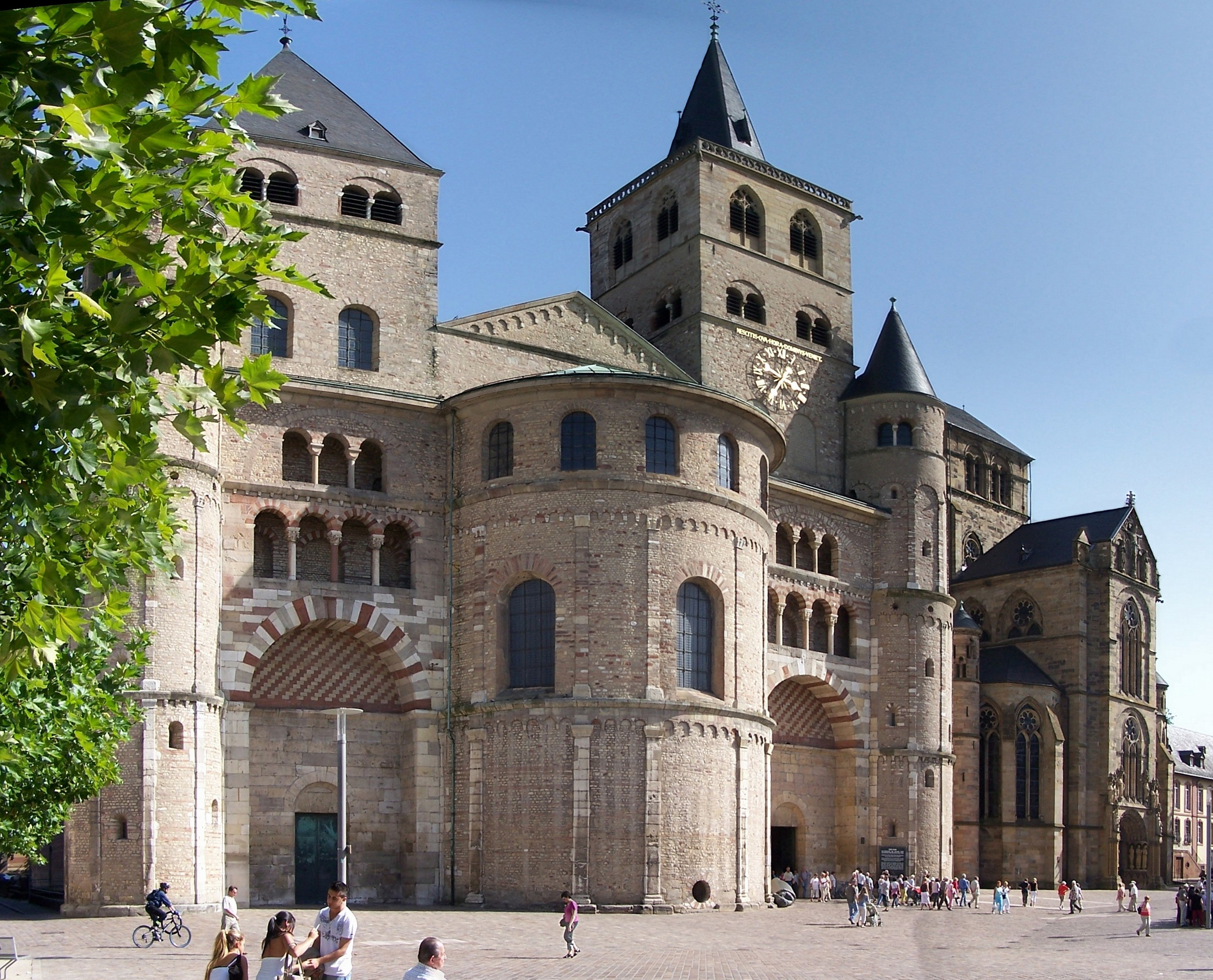
Cathédrale Saint-Pierre de Trèves.
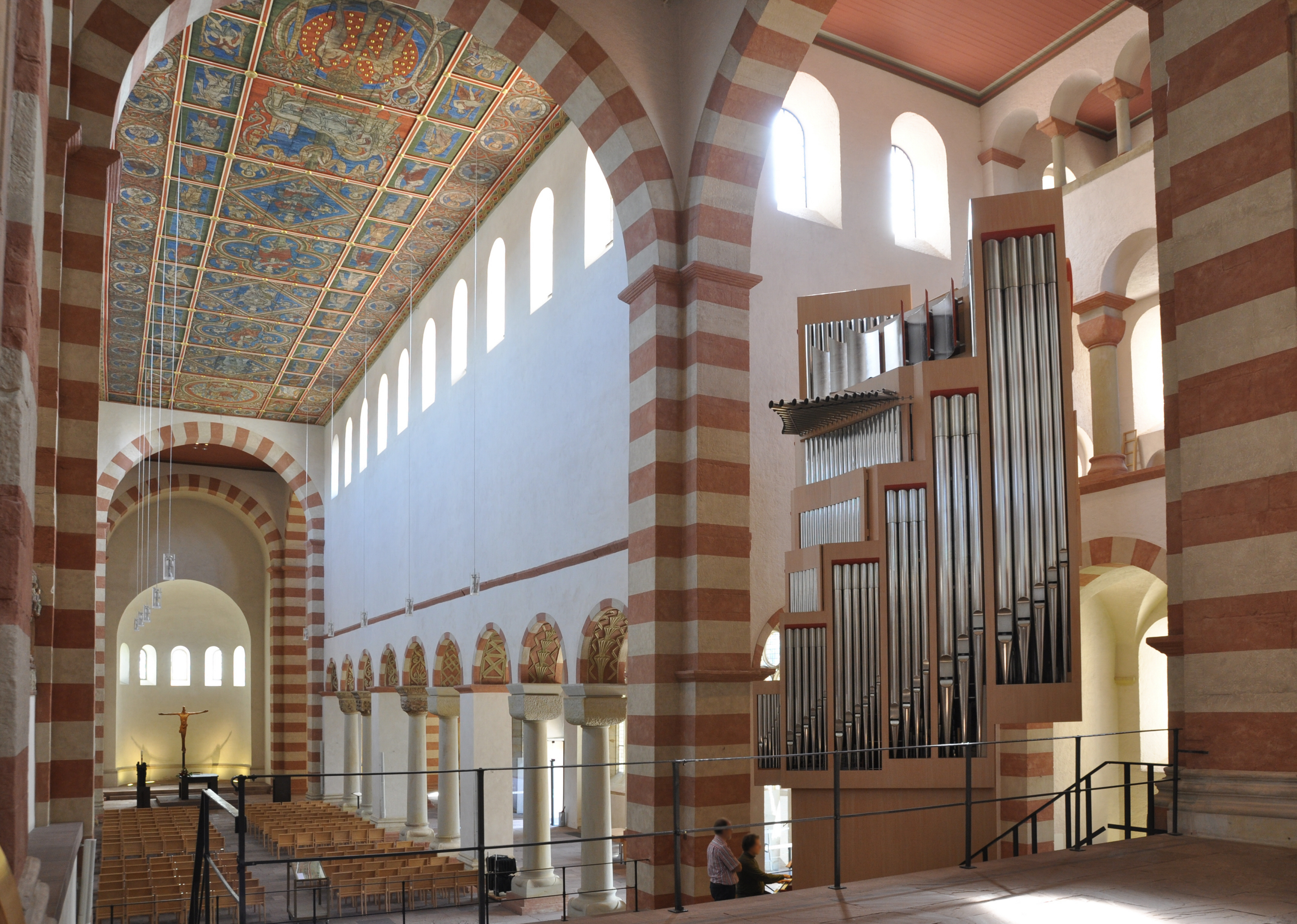
Église Saint-Michel de Hildesheim.
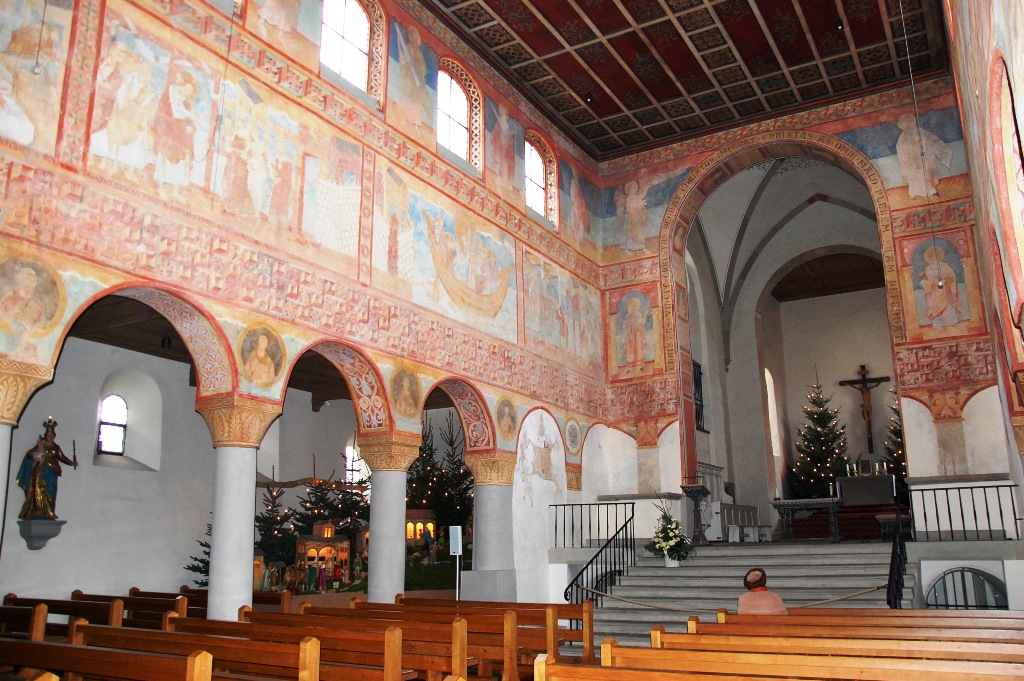
Église Saint-Georges d'Oberzell à Reichenau.
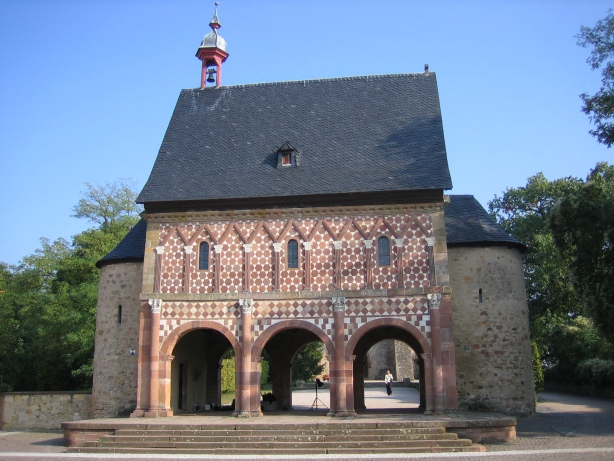
Abbaye de Lorsch, ancienne entrée.

#### Enluminure
Au Xe siècle, l'Allemagne est la plus importante puissance d'Europe et comme ses empereurs l'enluminure ottonienne est l'héritière de celle des carolingiens. Ces écoles ont toutes commencé par faire des copies plus ou moins fidèles des manuscrits carolingiens mais elles sont moins perméables aux enseignements de l'antiquité classique et profane. Les ouvrages dignes d'être illustrés sont réduits. Les Bibles et les Psautiers sont rares et l'Ancien Testament est délaissé au profit du Nouveau Testament et des scènes de l'Évangile sont les thèmes principaux contrairement à la période carolingienne. La création de livres de messe avec des miniatures, des reliures de luxe d'ivoire et de pierres précieuses utilise toutes les ressources de l'art ottonien.

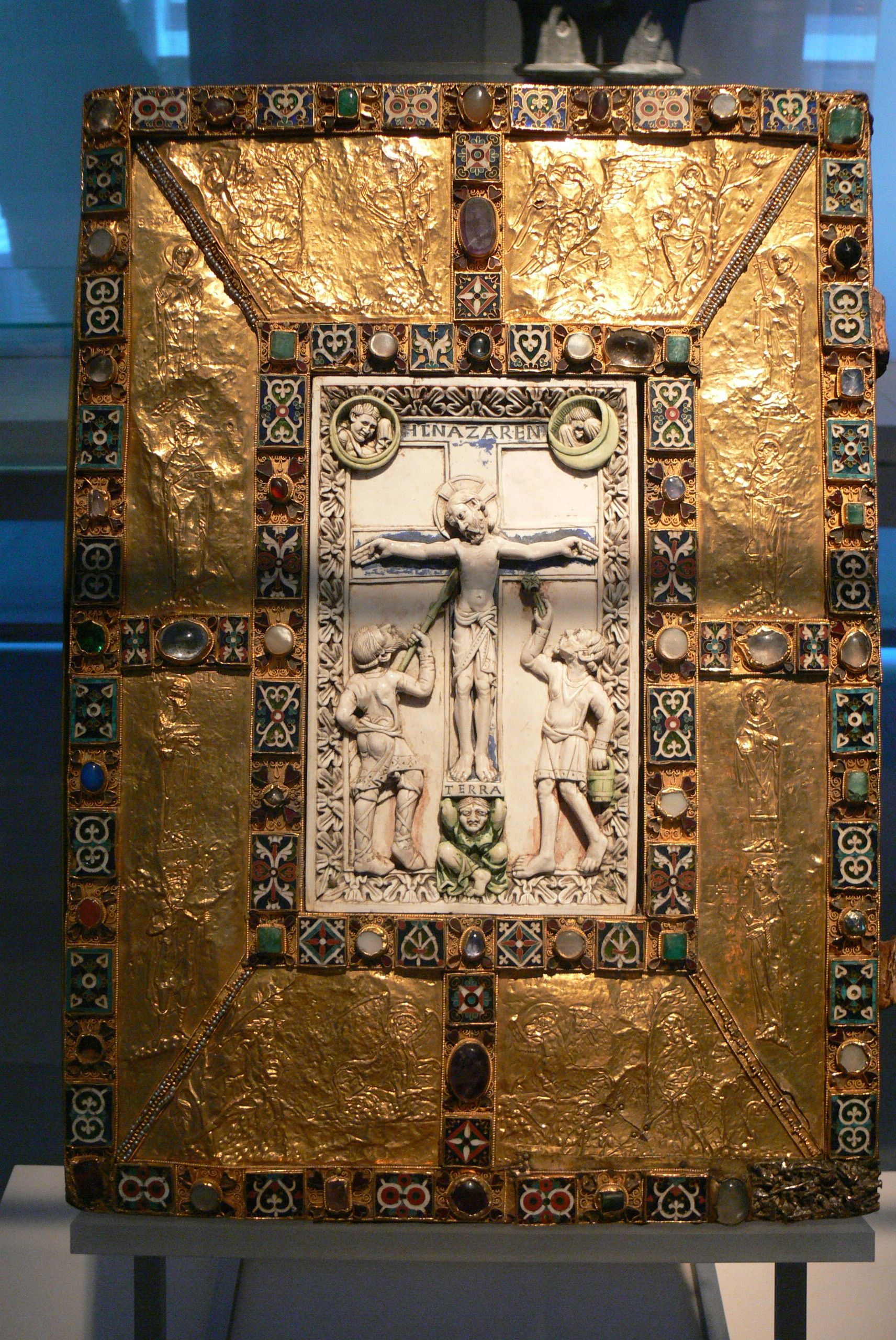
couverture du Codex Aureus d'Echternach

La réforme des couvents liés entre eux dont les plus importants dépendent directement du pouvoir qui en relève le niveau spirituel et matériel participe à l'alliance de l'Église et de l'Empire contre les seigneurs féodaux. Ces monastères sont capables de produire des livres de luxe commandés par le souverain ou de somptueux documents comme sous le règne d'Otton le Grand. Les parchemins pourpres écrits avec des lettres d'or conférant au Pape les États du Vatican ou le douaire de la princesse Théophano Skleraina venue de Byzance et fiancée d'Otton II. Ce dernier document veut prouver que l'art ottonien ne cède en rien à l'art de Byzance.
L'art ottonien à ses débuts se développe d'une manière originale dans le domaine décoratif et expressionniste mais ne dépasse guère ses modèles carolingiens. Puis apparaît le Maître du Registrum qui a étudié avec soin des modèles très importants de l'art du IVe siècle, et crée avec un sens peu ordinaire de l'élément spatial le répertoire de formes plastiques dans lequel ses successeurs puiseront, et qui aura encore un rôle à l'époque romane.
Avec le Maître du Registrum, l'art du haut Moyen Âge est à l'apogée de sa conception picturale spécifique où l'espace se divise en plans successifs qui semblent se projeter au-devant du spectateur. Tout respire une sereine maîtrise de la forme avec un sens parfait de la couleurs où les tons bleus rayonnent d'un éclat particulier. Son influence s'exerce sur les autres écoles de l'Empire dont celle de l'abbaye de Reichenau qui connaît un épanouissement tel qu'elle devient l'une des premières d'Allemagne et même d'Europe vers l'an mille.

Les œuvres ottoniennes avec une forme pleine, plastique et monumentale sont partout admirées, recherchées et copiées dans presque toutes les écoles. En général, son exemple fini par s'imposer et si une transition logique semble s'opérer entre l'enluminure bavaroise et celle d'Echternach vers 1050 et les premières enluminures romane, c'est grâce au Maître du Registrum.

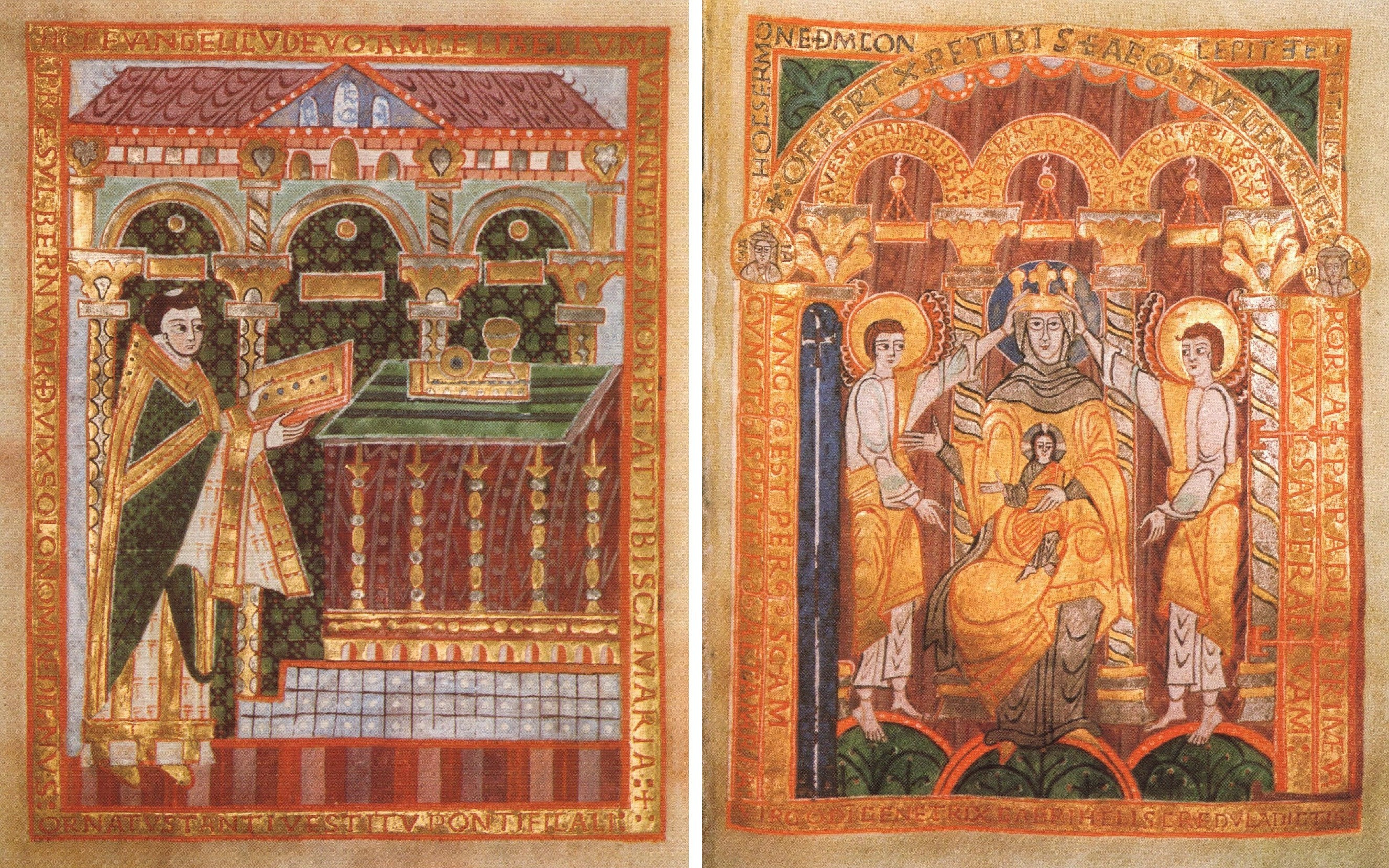
Évangiles de Bernward.
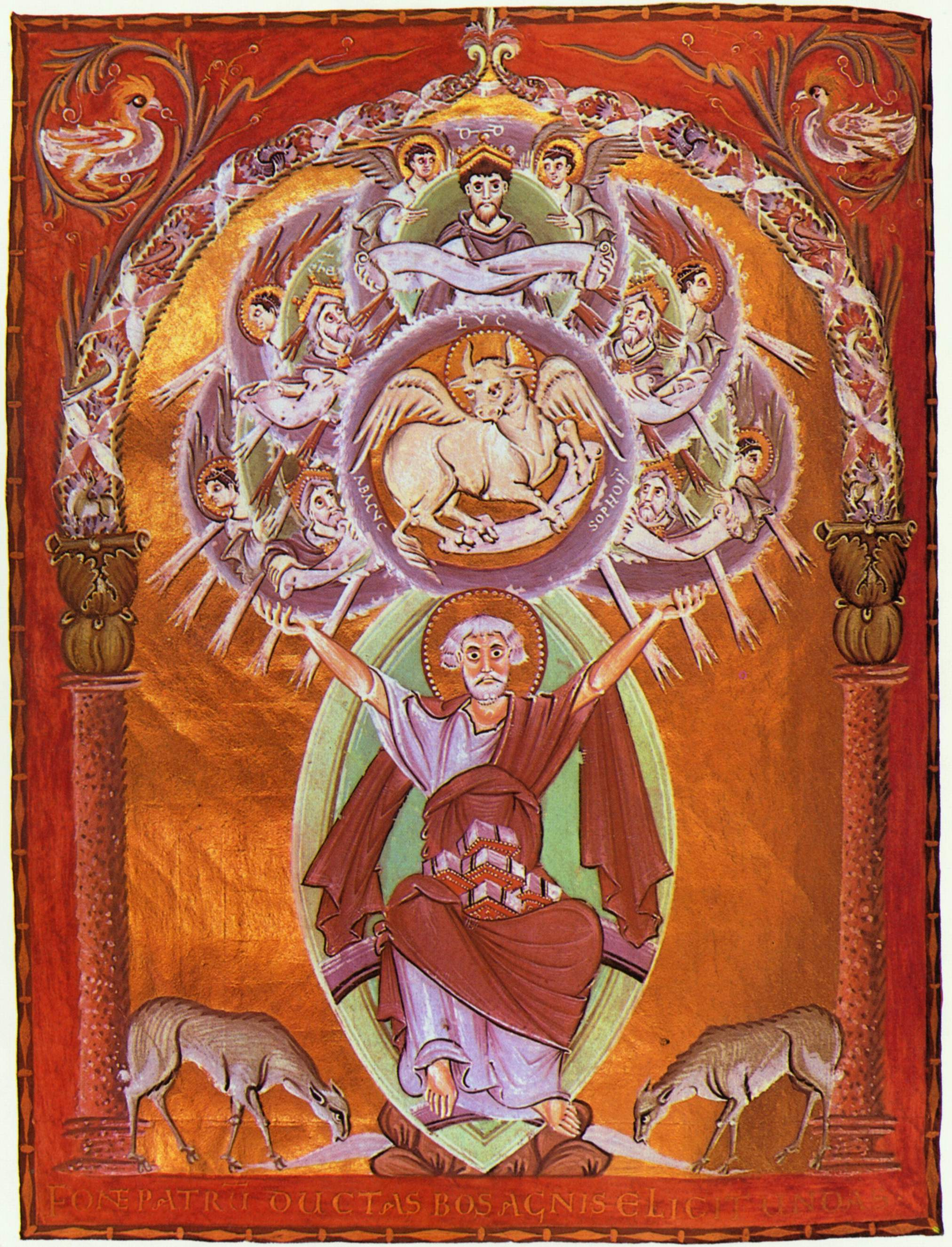
Évangéliaire d'Otton III.
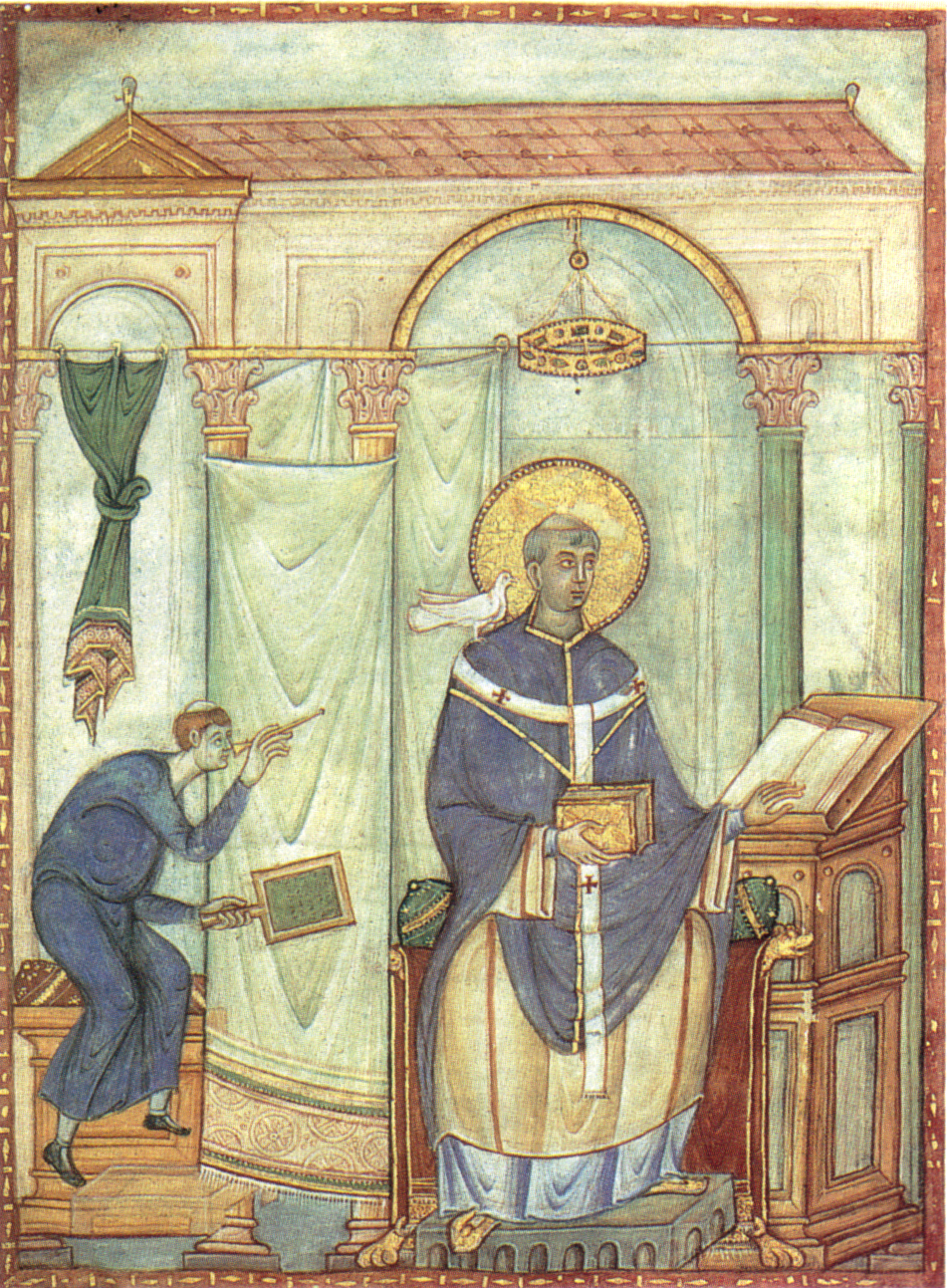
Registrum Gregorii de Trèves.
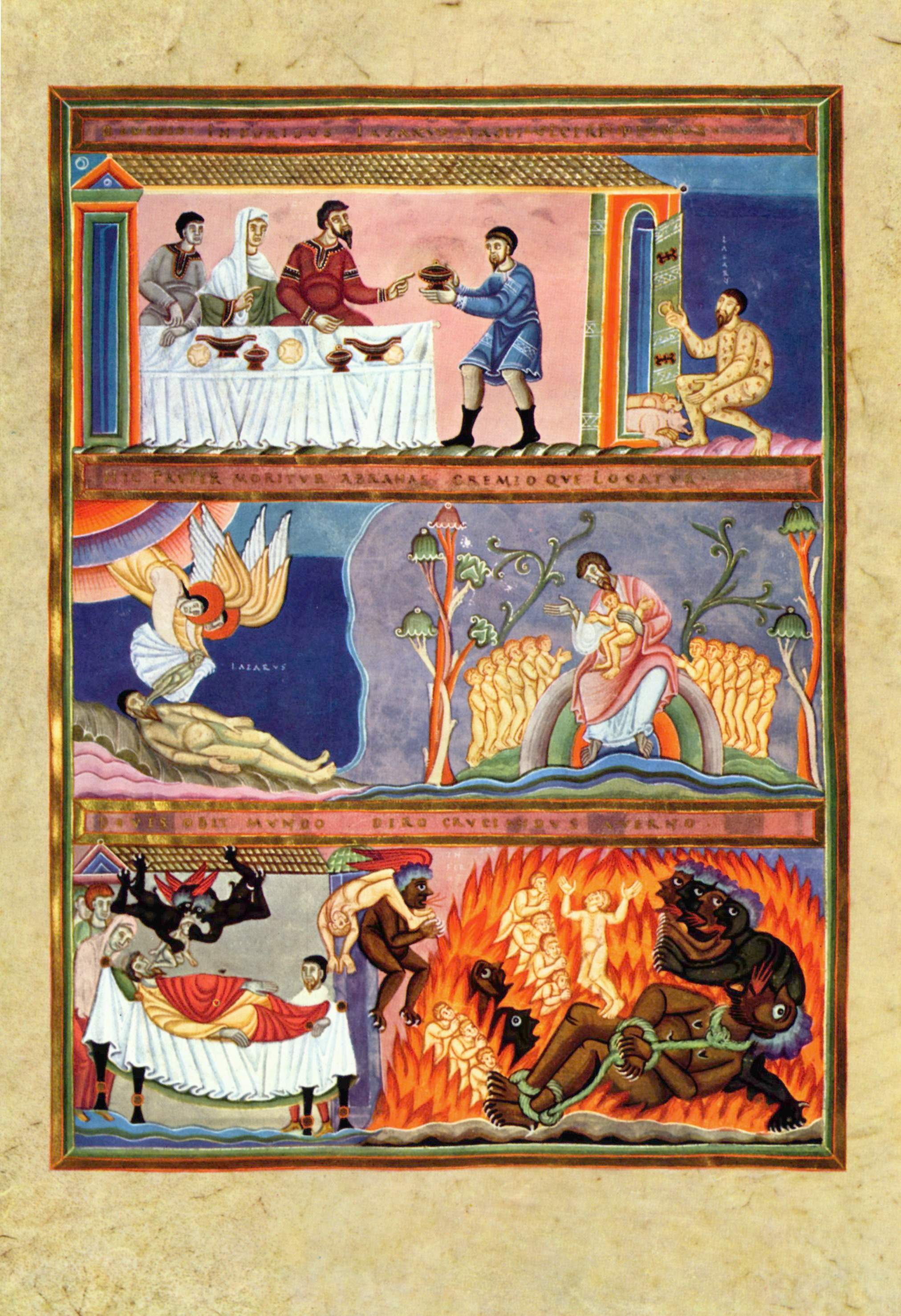
Codex Aureus Echternach.

### Les Asturies, Mozarabes et la Catalogne

#### Les Asturies

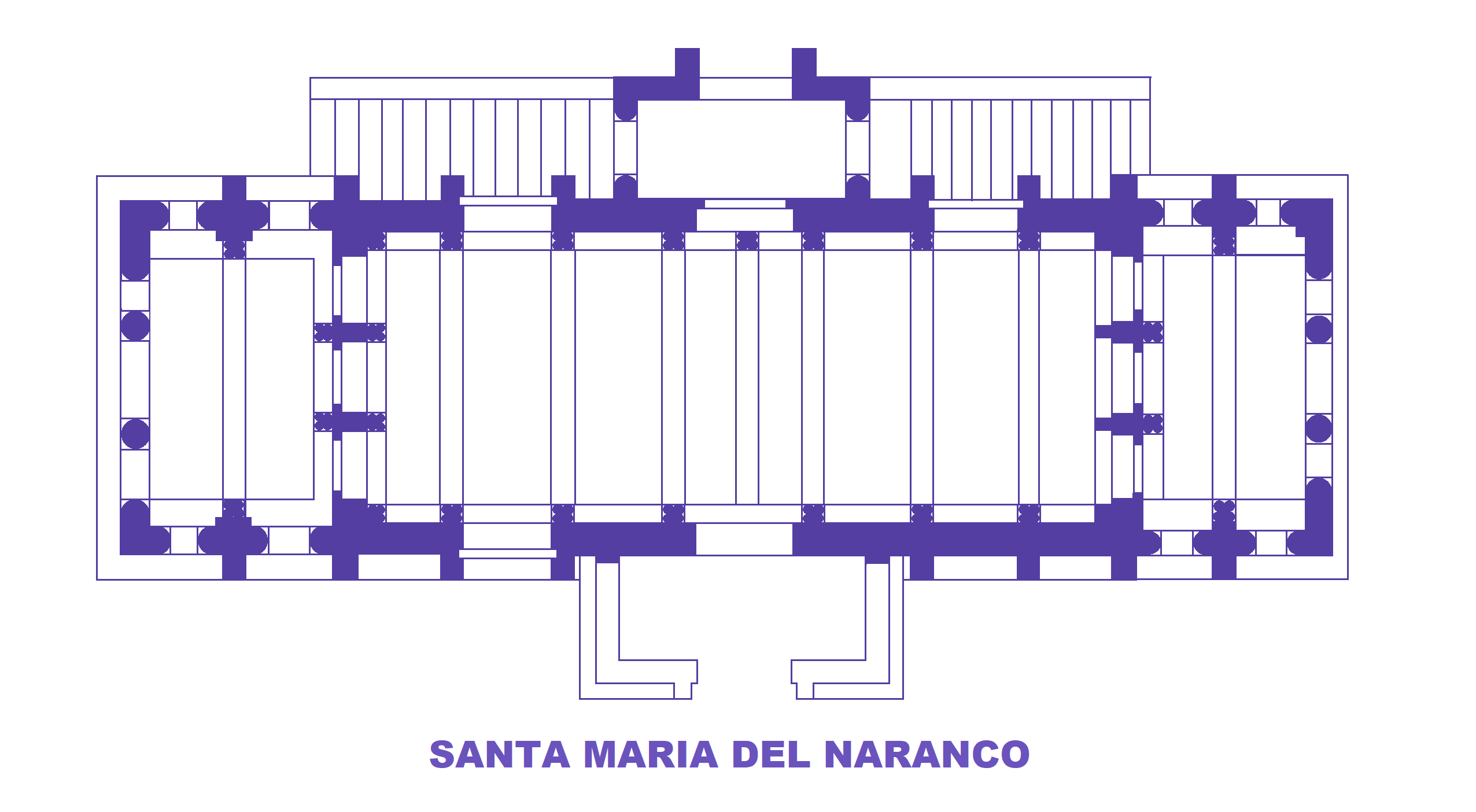
S. Maria del Naranco

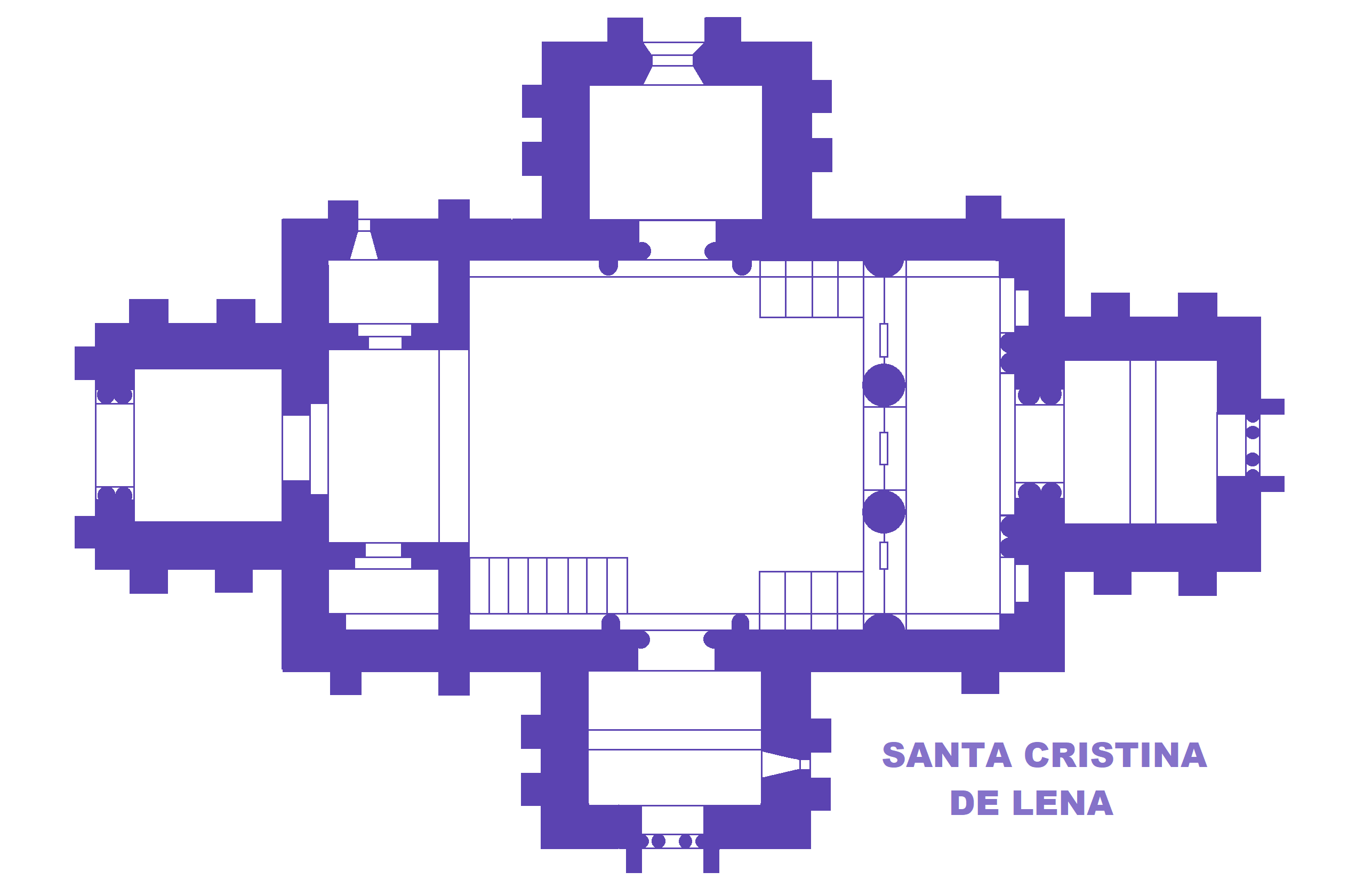
Église Sainte-Christine de Lena

Au début du VIIe siècle les Arabes n'envahissent pas toute la péninsule ibériques, les nobles et des débris de l'armée wisigothe se retranchent dans les montagnes des Asturies et fondent un royaume. Démarre alors la Reconquista, un mouvement de reconquête militaire et spirituelle où le culte de la Croix, symbole de la victoire du Christ, prend une importance considérable et devient l'étendard de la monarchie, et par la défense de la chrétienté permet de se rapprocher des Francs. Les territoires reconquis permettent de redécouvrir le passé antique et wisigothique de la péninsule, d'avoir des contacts avec la civilisation arabe, et avec les mozarabes, des chrétiens ibériques partiellement arabisés.
L'art asturien est un art royal développé avec des influences franques, un passé wisigothique dans une proximité de la civilisation orientale des arabes. En architecture, la basilique en Asturie correspond à une renaissance de ce parti dans la Rome papale et dans les pays francs. Le type basilical à transept légèrement saillant avec un chœur tripartite et une nef centrale supportée par des piliers est la marque de l'architecture asturienne même si elle est constamment modifiée et enrichie pour unir avec sobriété les masses architectoniques et la sévérité des murs avec un raffinement affirmé de l'articulation.

L'architecture asturienne fait un pas de géant sous le roi Ramiro Ier (842-850) grâce à un architecte qui étudie la réalisation de structures entièrement voûtées et aboutit à des solutions très proches des futures solutions romanes. Il traite la sculpture monumentale comme un élément essentiel de l'architecture, allège et rythme les murs latéraux en y plaçant des arcades. La division en travées est désormais réalisée et s'accompagne d'une sculpture raffinée. Cette expérience originale conduite jusqu'aux frontières de l'art roman est différente de tout ce qui se réalise dans l'Empire carolingien,.

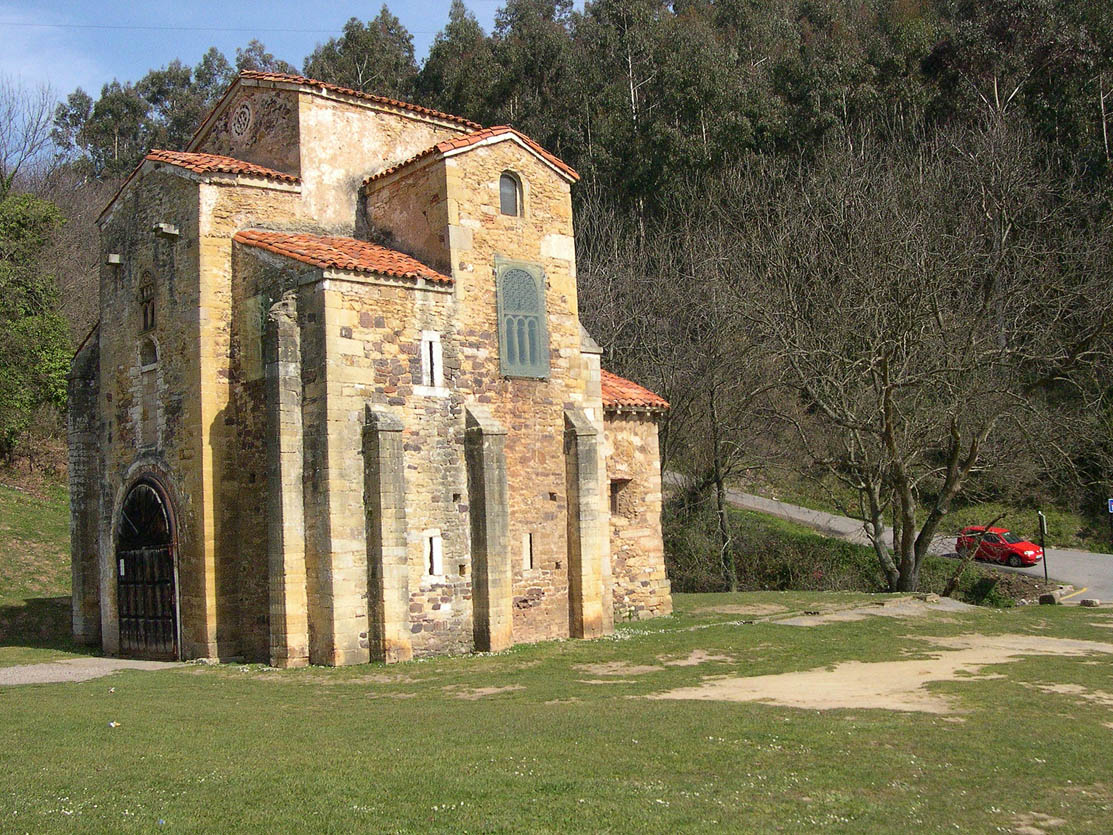
San Miguel de Lillo
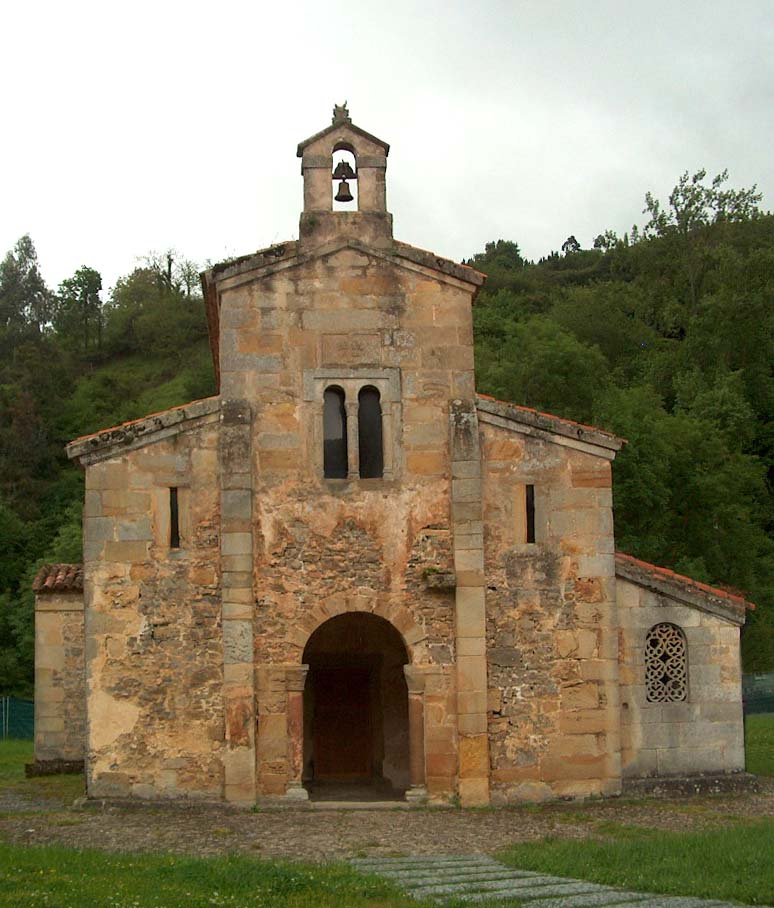
Sant Salvador de Valdediós
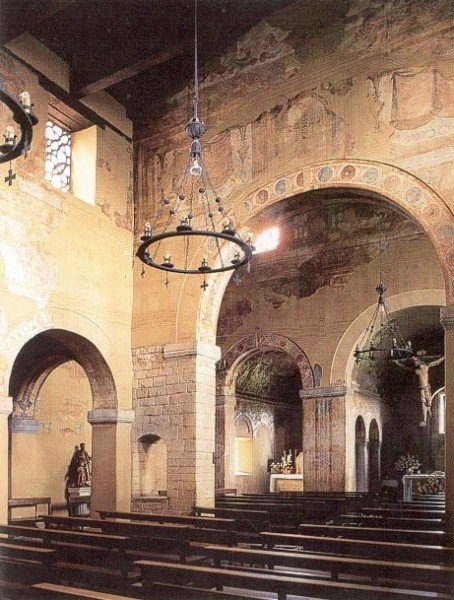
San Julián de los Prados.
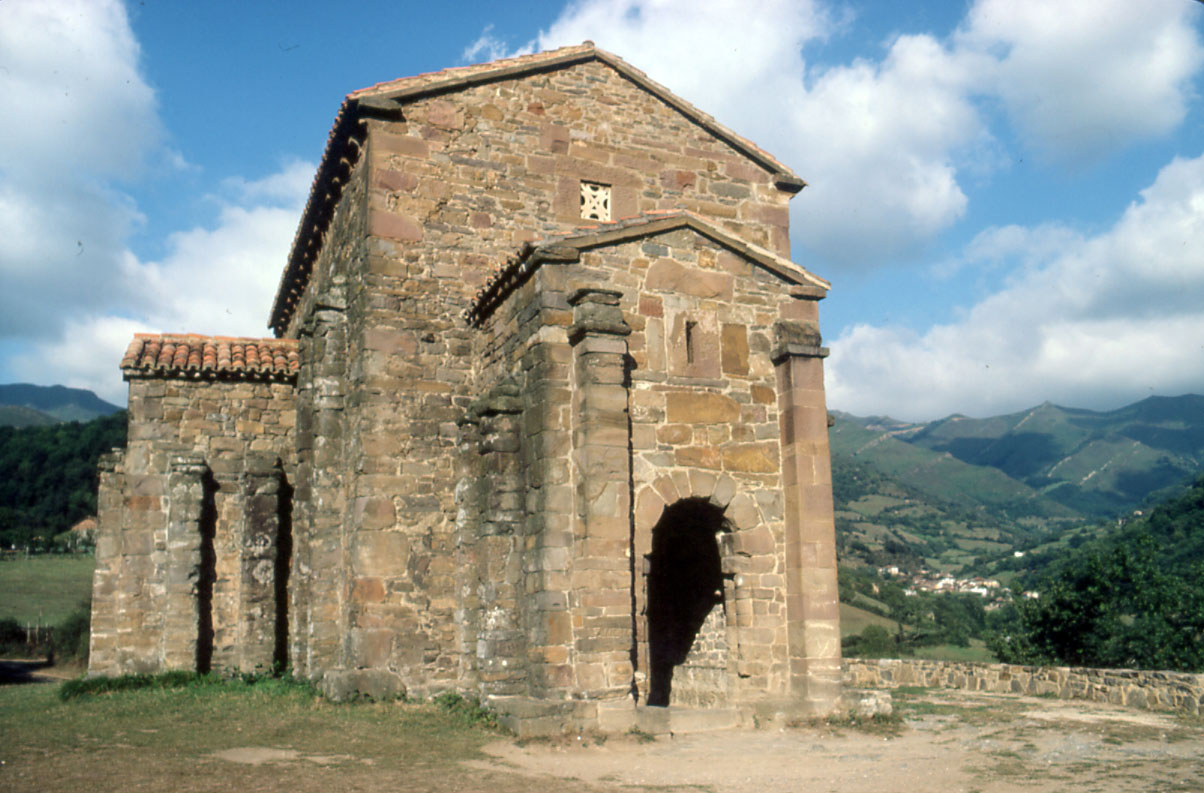
Église Sainte-Christine de Lena.
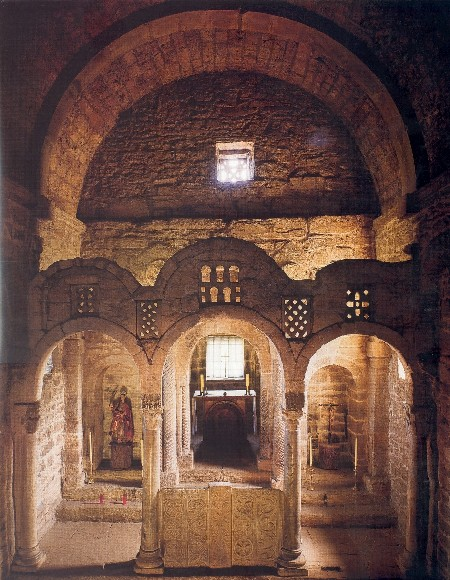
Église Sainte-Christine de Lena.
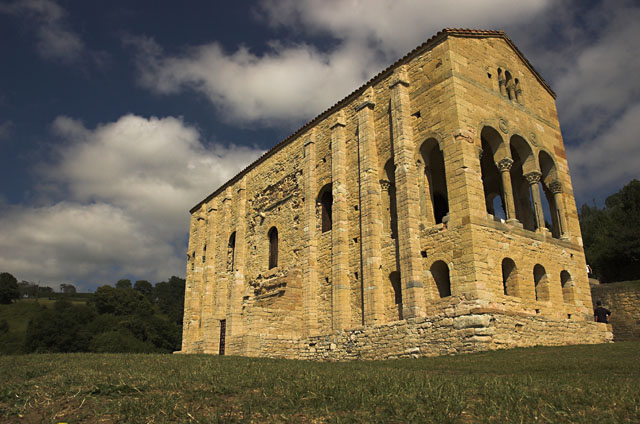
Église Santa María del Naranco d'Oviedo.

#### Décor architectural

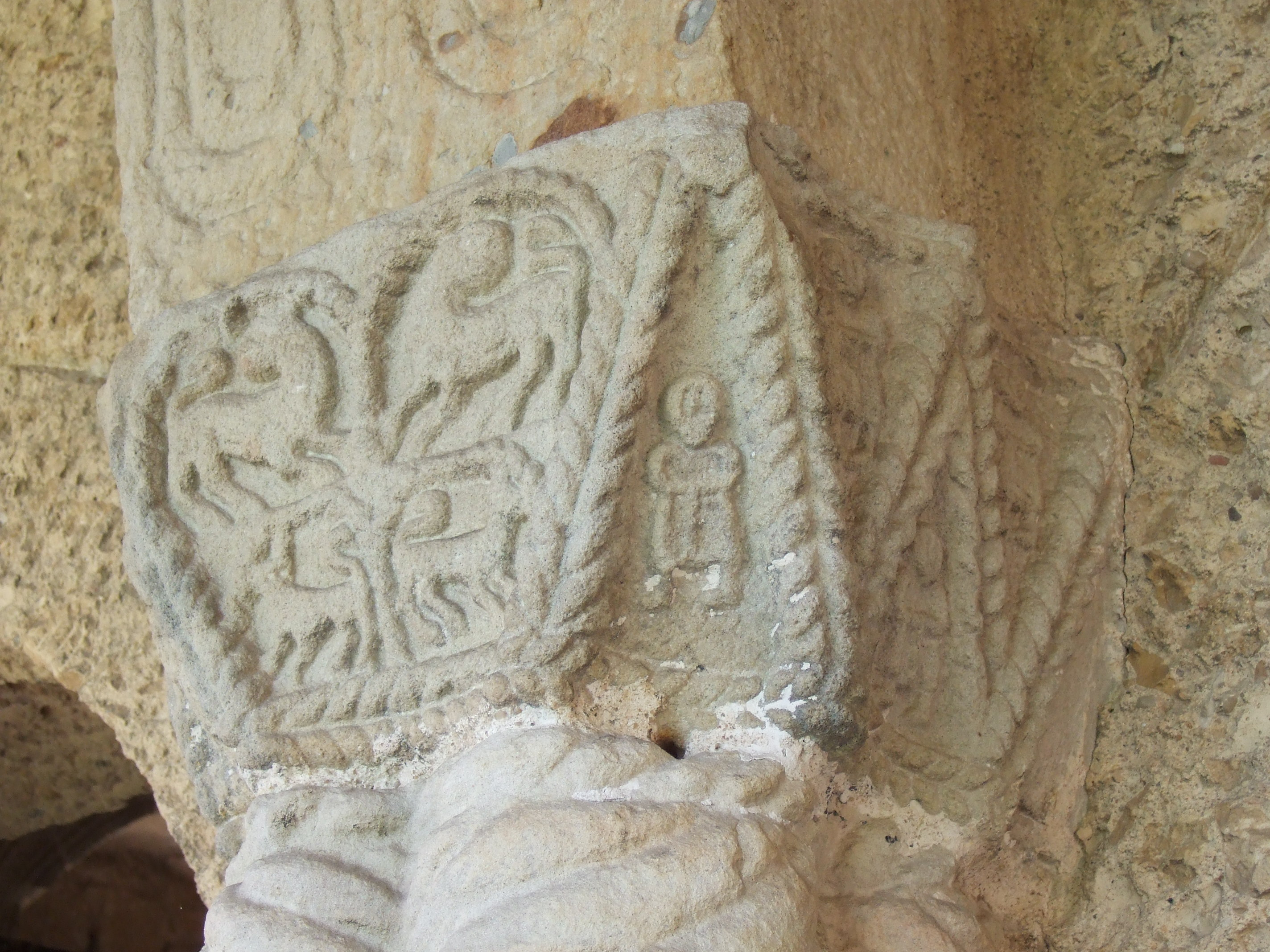
S. María del Naranco.

Le décor sculpté du premier étage de Santa María del Naranco est organisé autour de chapiteaux corinthiens en forme de tronc de pyramide inversée. Sur les parois plates, on trouve dans un encadrement de torsades, des thèmes décoratifs ou végétaux, des animaux et des personnages. Le décor se poursuit dans des imitations de tissus tendus sur le mur avec des motifs circulaires et rectangulaires incrustés ornés d'animaux et de cavaliers. 
Sur le jambage de la porte de Santa Cristina de Lena, l'imitation d'un diptyque consulaire montre un consul ouvrant le jeu dans la partie supérieure et une scène de cirque avec un dompteur de lion et un saltimbanque dans la partie basse. L'observation de l'Antiquité et le dispositif liturgique de cette église témoignent des préoccupations communes entre la monarchie asturienne et l'Empire carolingien,.

#### Les Mozarabes

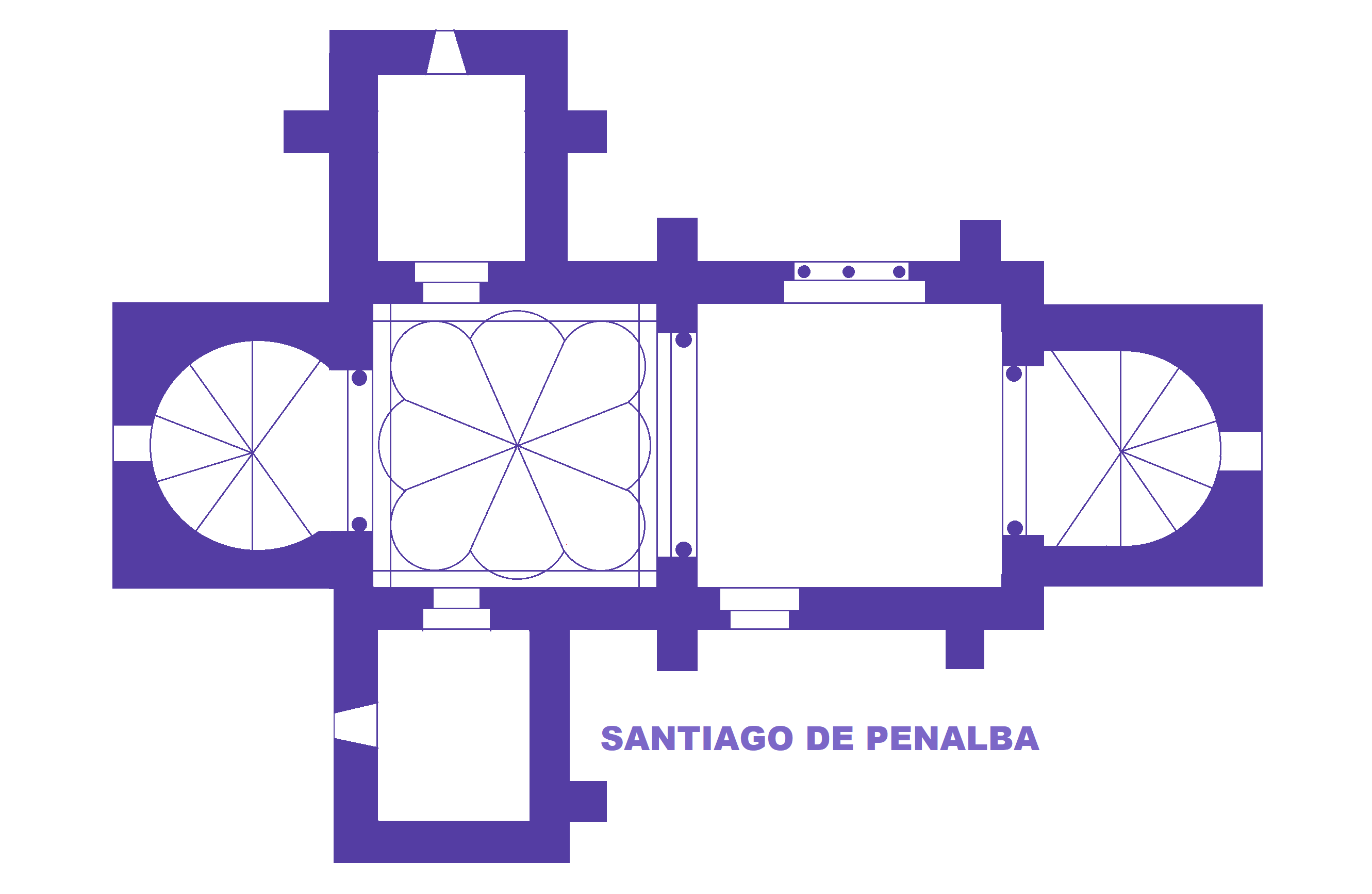
Santiago de Peñalba

Au Xe siècle, les territoires conquis par les asturiens ouvrent un espace aux populations fuyant l'occupation et les persécutions arabes. La monarchie asturienne encourage cette colonisation et fondent de nombreux monastères avec des religieux mozarabes venus avec leur culture très particulière par sa position entre le sud arabe et le nord chrétien. Ils apportent leur expérience de la construction encore wisigothique avec des influences musulmanes, autour de la basilique longitudinale à chevet tripartite et l'église à plan centré. L'arc outrepassé, profondément enraciné dans l'art chrétien hispanique, change de proportions pour atteindre 1/2 du rayon, ce que l'on trouve à la même époque dans les constructions islamiques de l'Émirat de Cordoue. Des orientalismes se retrouvent dans le traitement linéaire et géométrique du décor et dans les motifs utilisés. Les absides évoquent les mihrabs des mosquées par leur tracé très fermé, leurs voûtes à cannelures et nervées dans les derniers développements, leur façade composée d'un arc fortement outrepassé apparaissent comme un art d'exilés ayant réussi à s'implanter en terre étrangère et à y prospérer,.

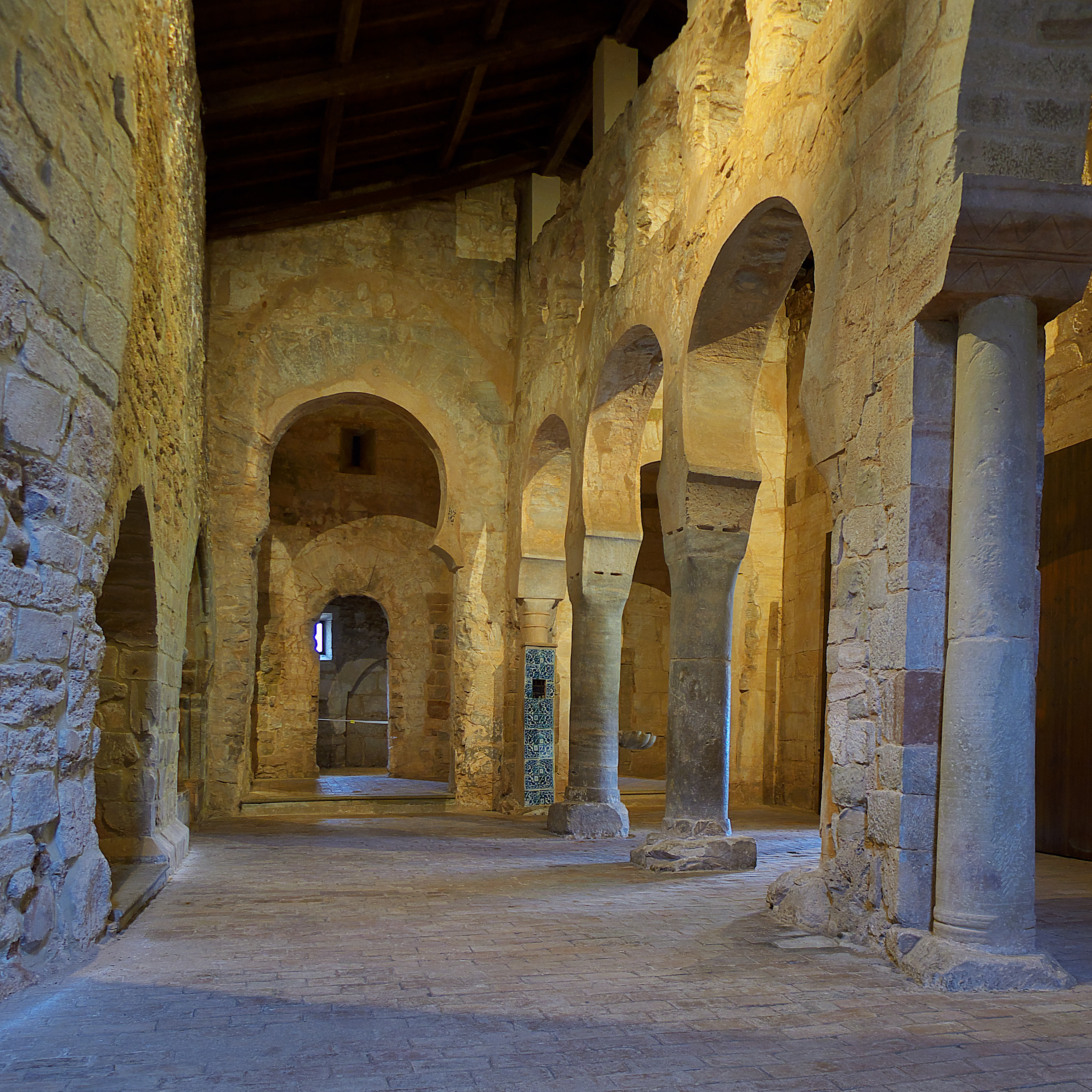
San Millán de Suso.
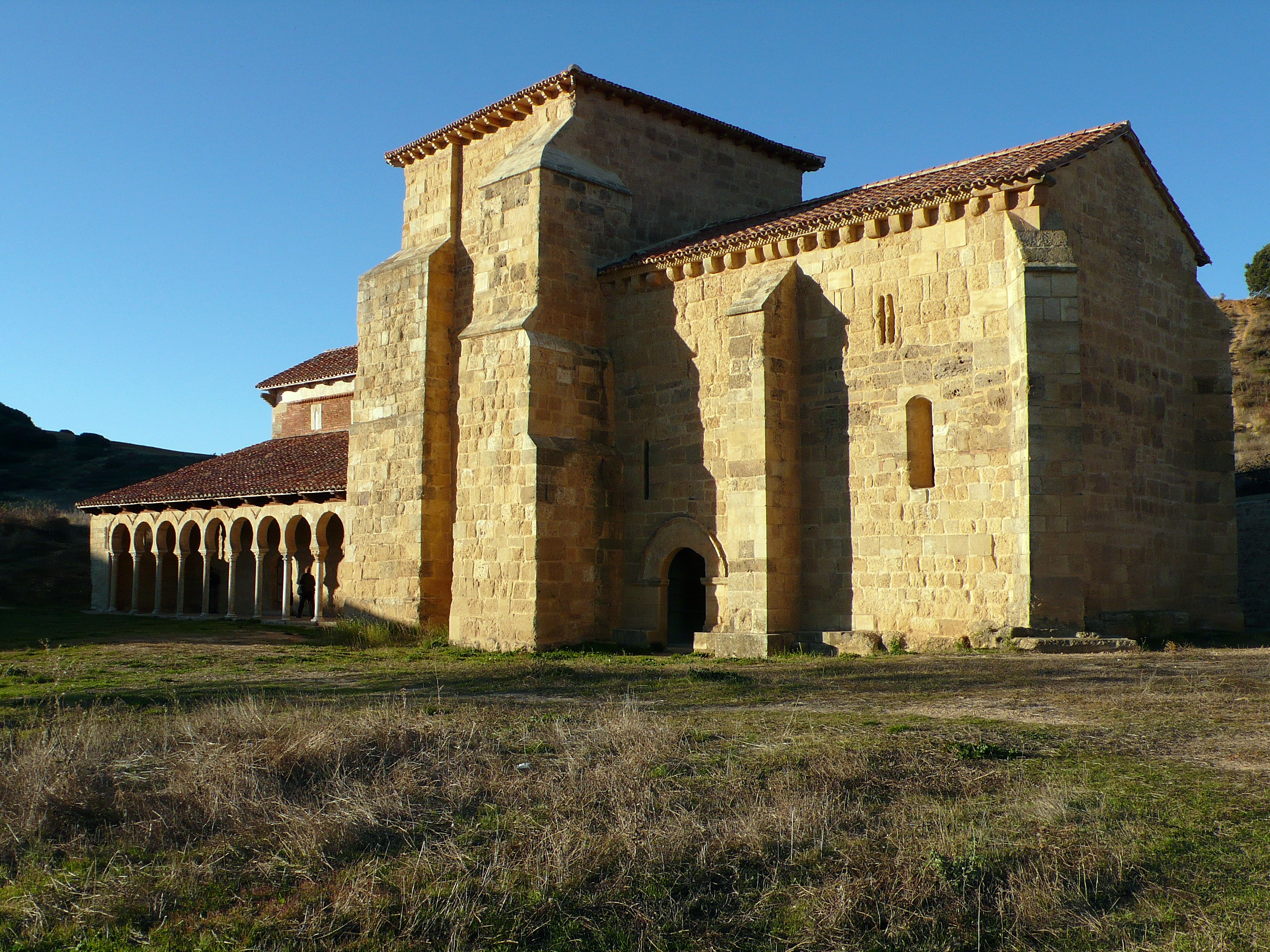
San Miguel de Escalada.
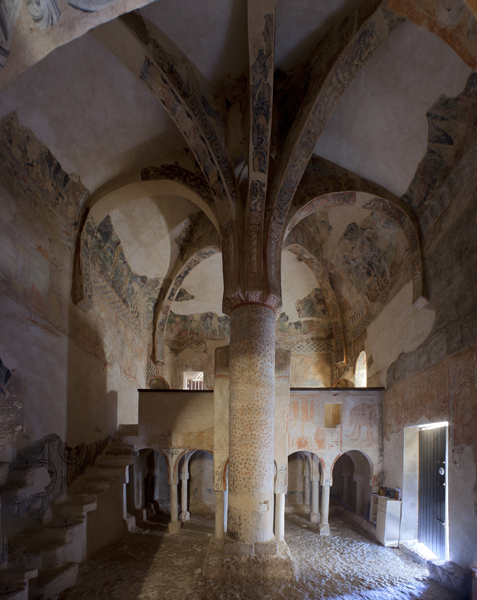
San Baudel de Berlanga.
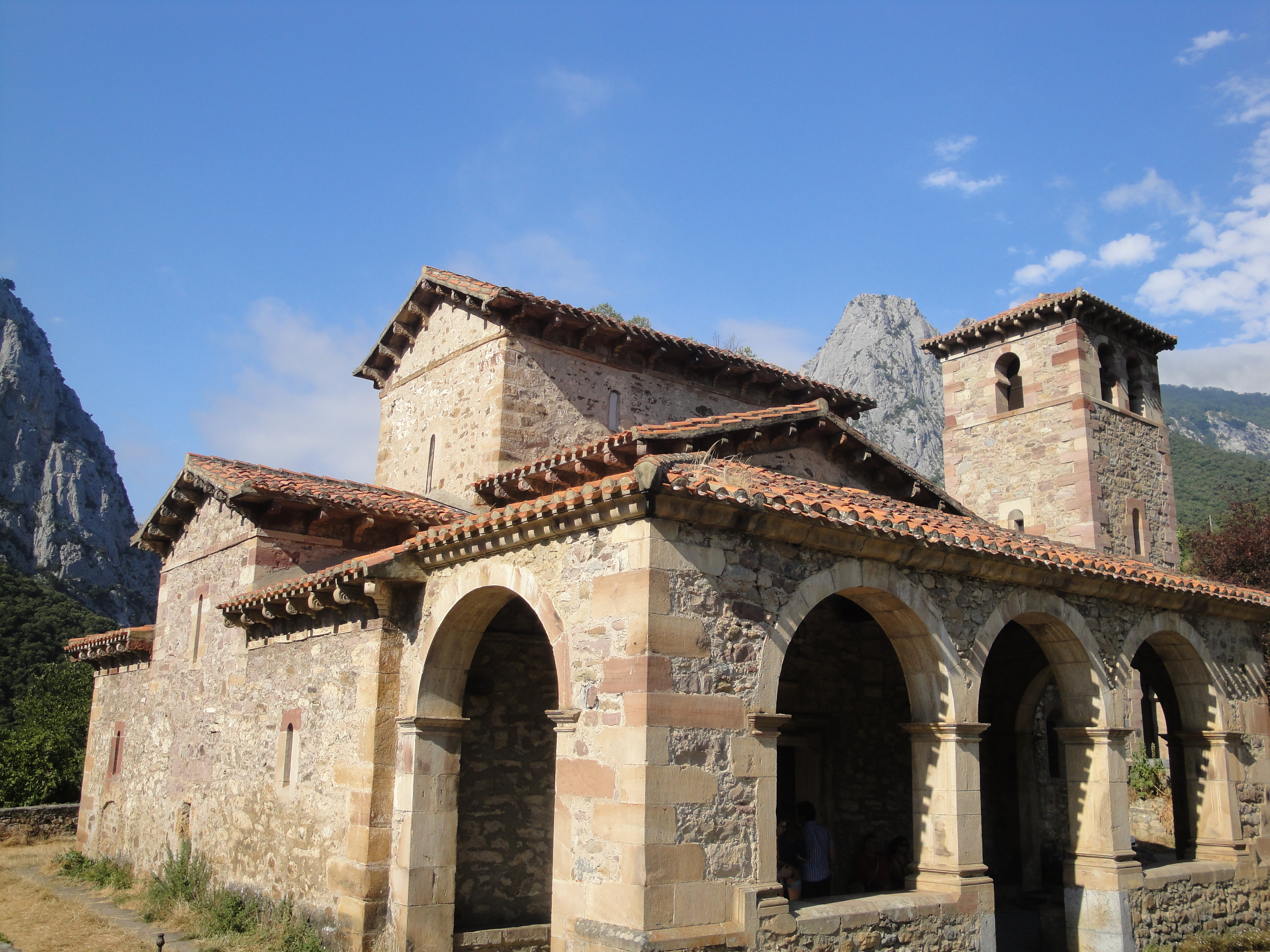
Santa Maria de Lebena.
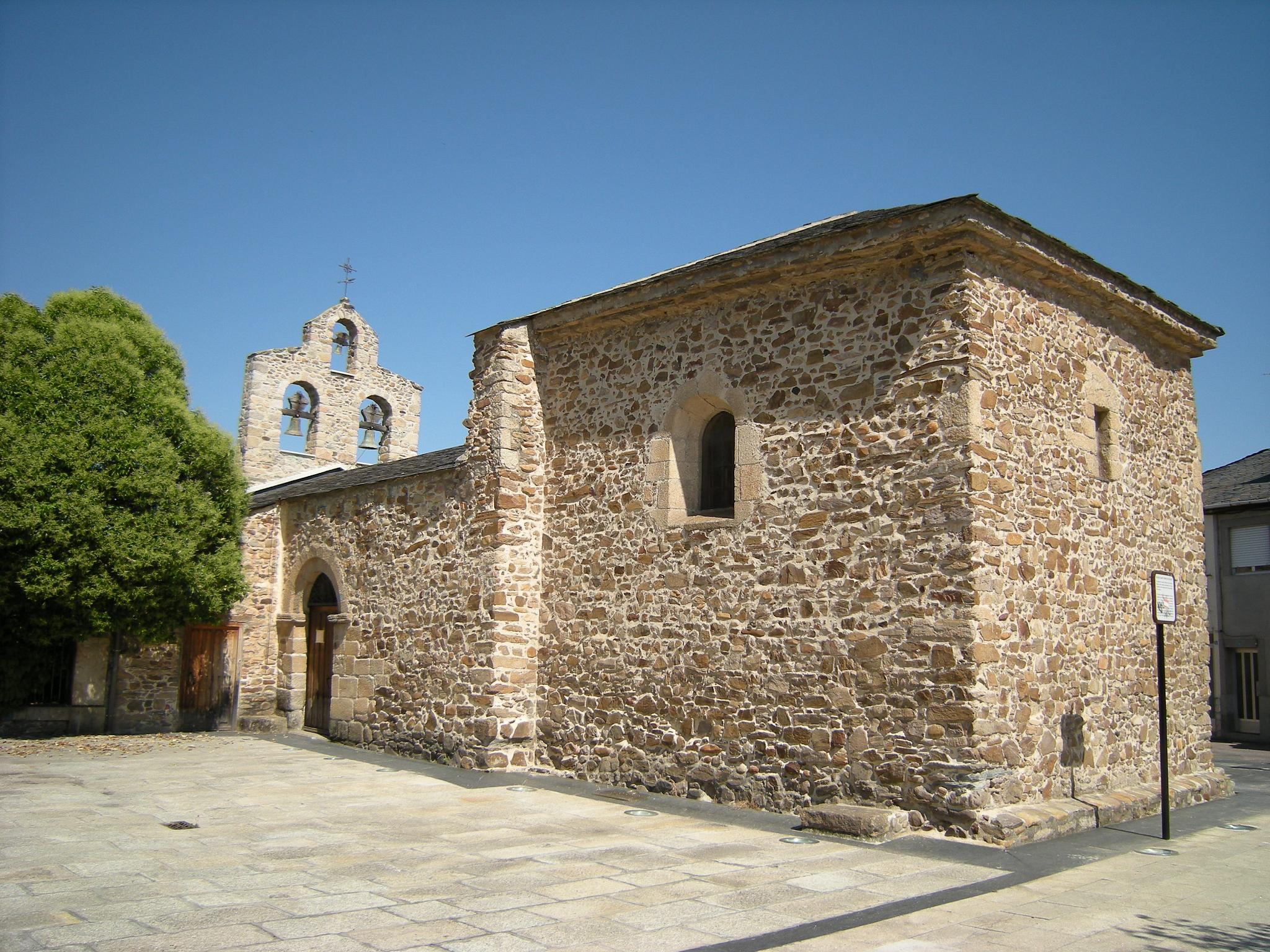
Santo Tomas de las Ollas.
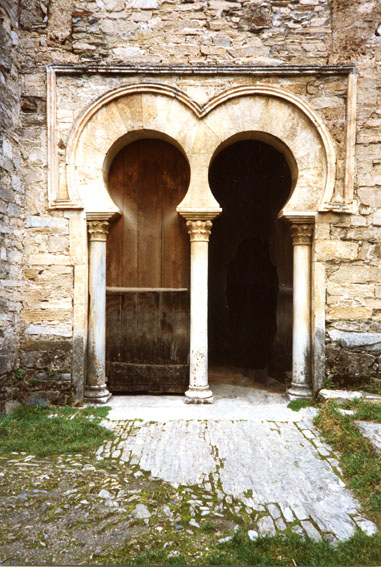
Santiago de Peñalba.

#### Enluminure
La conquête du pays par les Arabes coupe l'Espagne du reste de l'Europe et quant au Xe siècle l'enluminure espagnole recommence à s'épanouir, elle est la plus primitive du continent car elle n'a pas bénéficié des mouvements de renaissances qui ont refoulé les éléments populaires. À ses débuts, l'enluminure mozarabe ne subissait pas l'influence de l'islam, les conquérants arabes en minorité n'ayant pas encore les moyens d'imposer leurs codes à la majorité de la population ibérique non encore convertie. En 786 au plus tard, les écrits de Beatus de Liébana sont ornés d'illustrations fidèles aux traditions de la basse Antiquité. Puis des motifs de dalles et de chapiteaux wisigoths comme des influences carolingienne se retrouvent dans les enluminures mozarabes du Xe siècle qui connaissent deux styles différents.
La Bible de León de 920 conservée à la cathédrale de León porte sur la première page une croix dite d'Oviédo, symbole pour les mozarabes de la victoire des chrétiens contre les musulmans. Le caractère monumental des miniatures est très important, les formes sont traitées comme dans les enluminures précarolingiennes, les corps, d'un aspect bidimensionnel sont traduits par un mince ruban ou une double ligne. Vers 930-940, l’enluminure mozarabe se met à l'école carolingienne, les initiales sont plus grandes, des entrelacs s'inspirent des écoles de Tours ou franco-saxonnes, les arabesques de l'islam. On passe du style byzantino-mérovingien à l'islamo-carolingien.

Avec l'illustration des Beatus, l'art du livre mozarabe n'évite plus l'élément figuratif. Les copies de l'Apocalypse de Beatus se succèdent jusqu'au XIIIe siècle et sont toutes différentes même si on trouve des groupes avec les mêmes éléments iconographiques. Les manuscrits de Beatus représentent la contribution la plus valable de l'Espagne à l'enluminure médiévale.

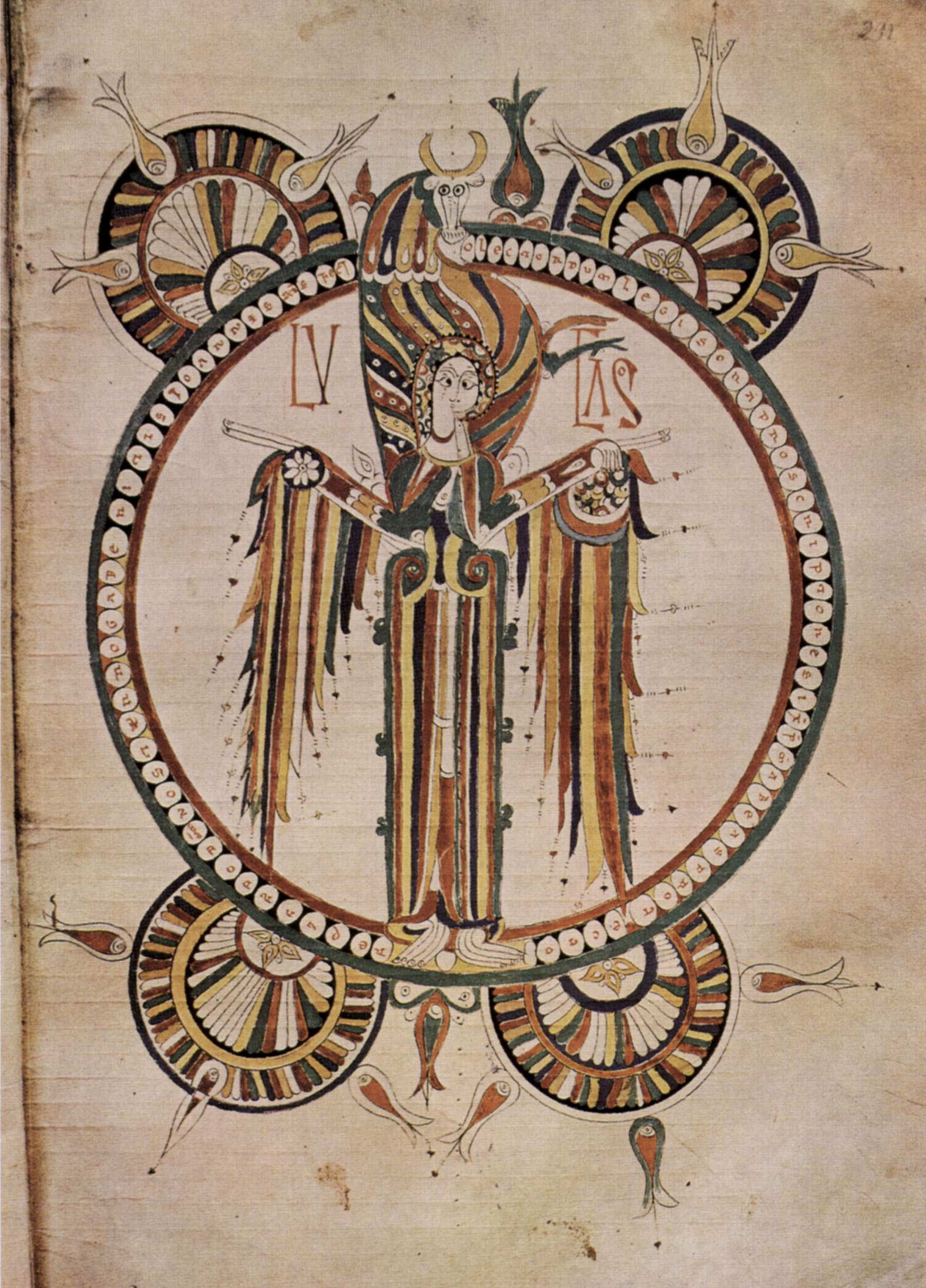
Bible de León de 920.
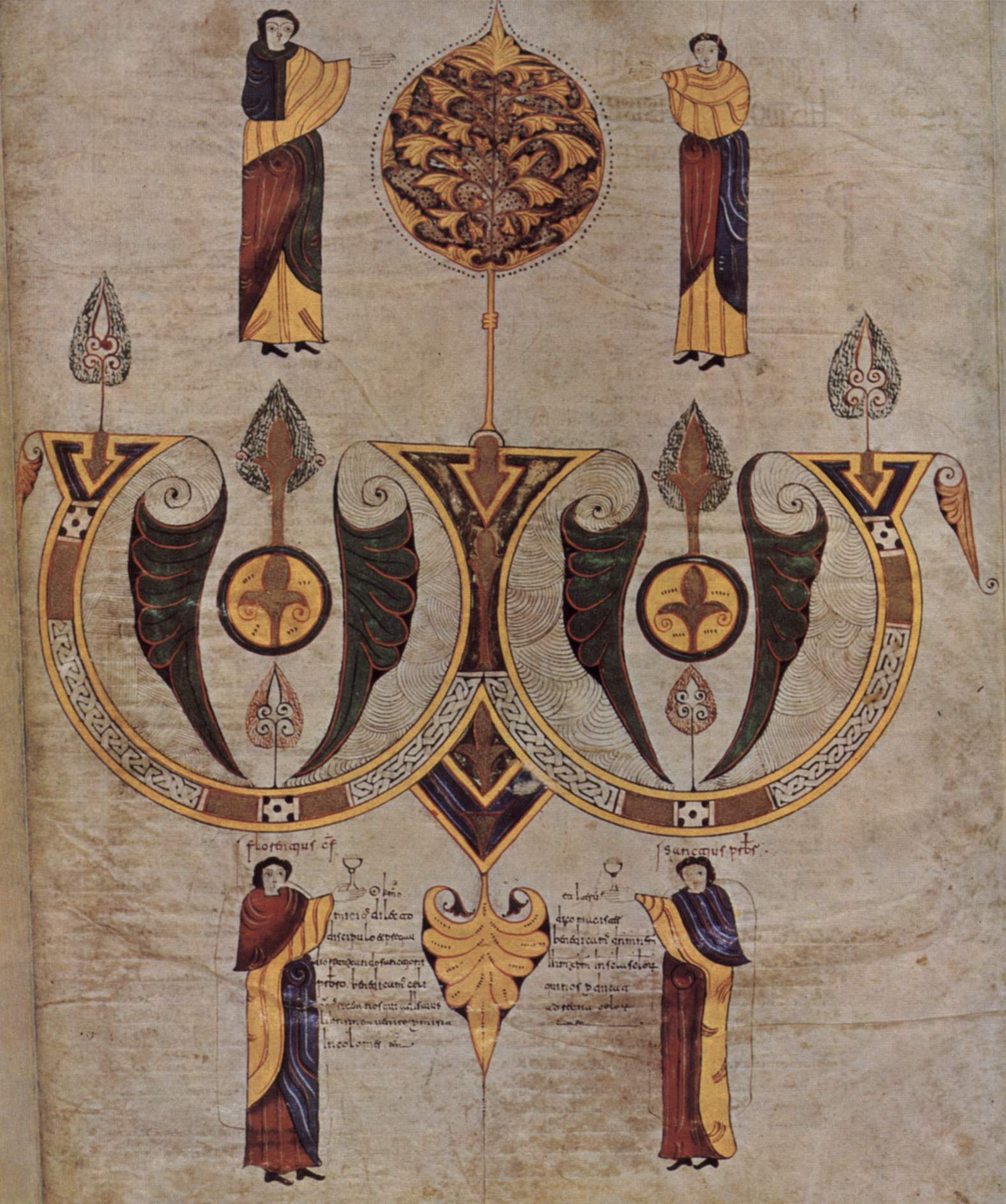
Bible de León de 960.
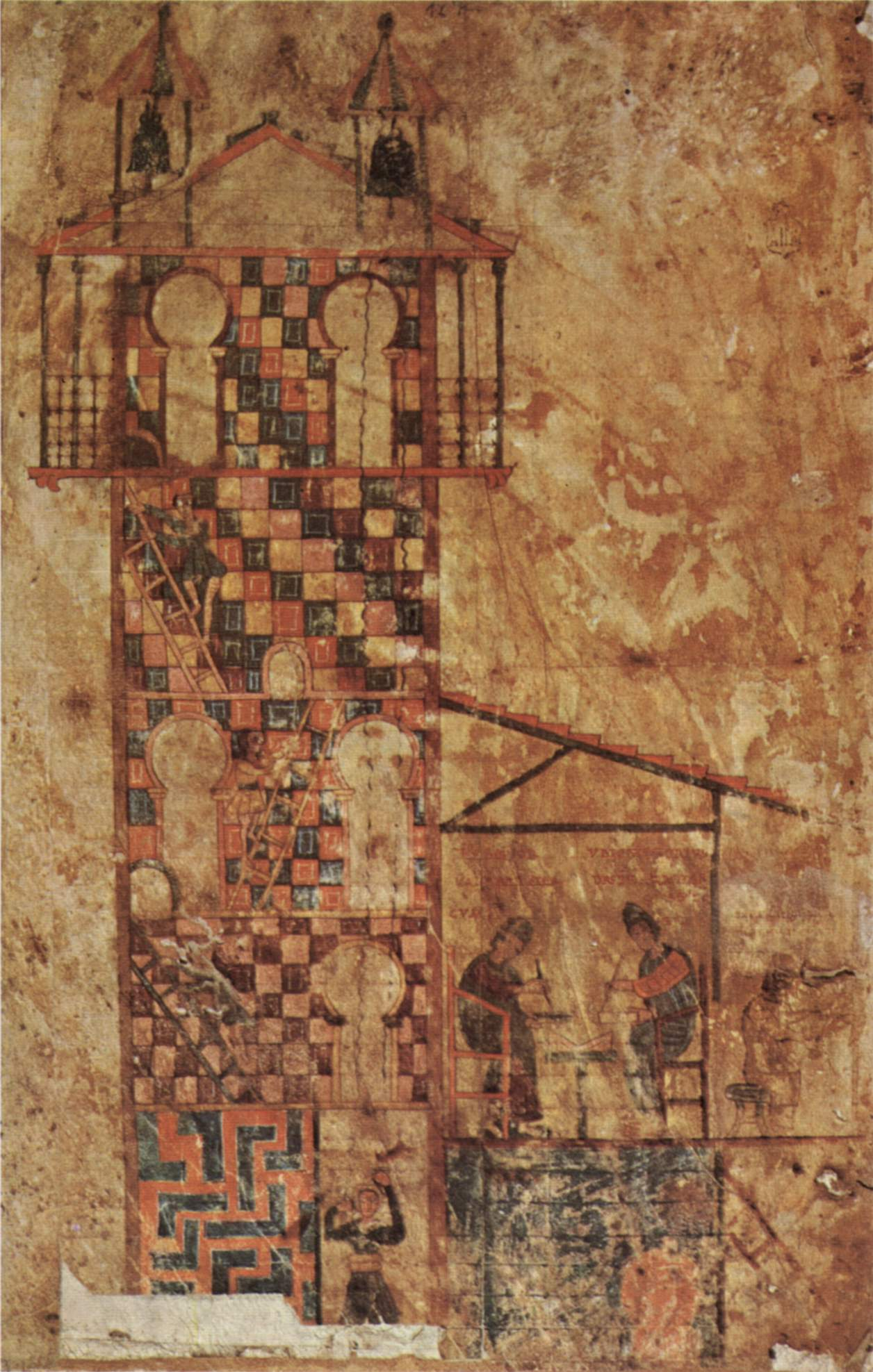
Beatus de Tábara.
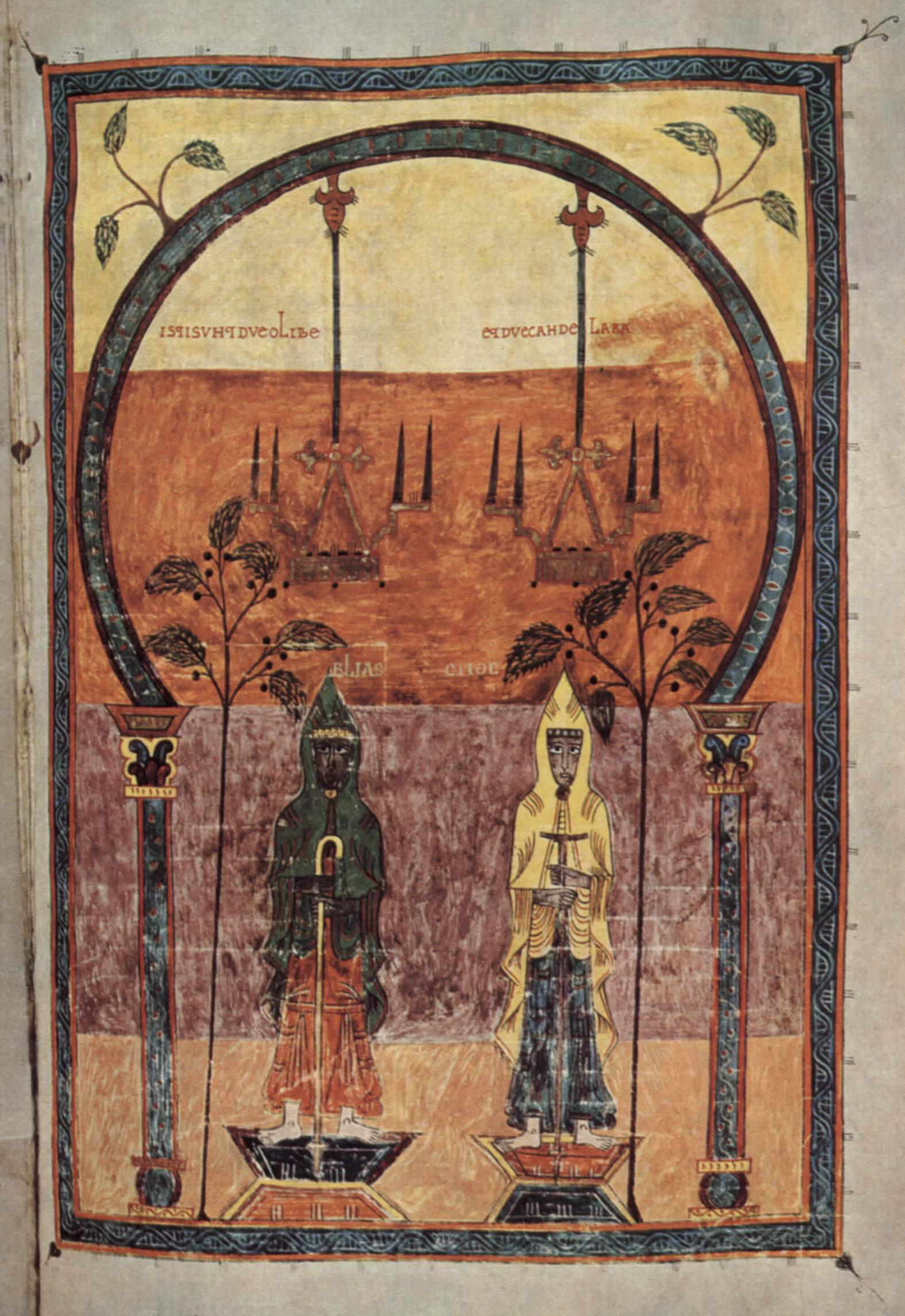
Beatus de Gérone.
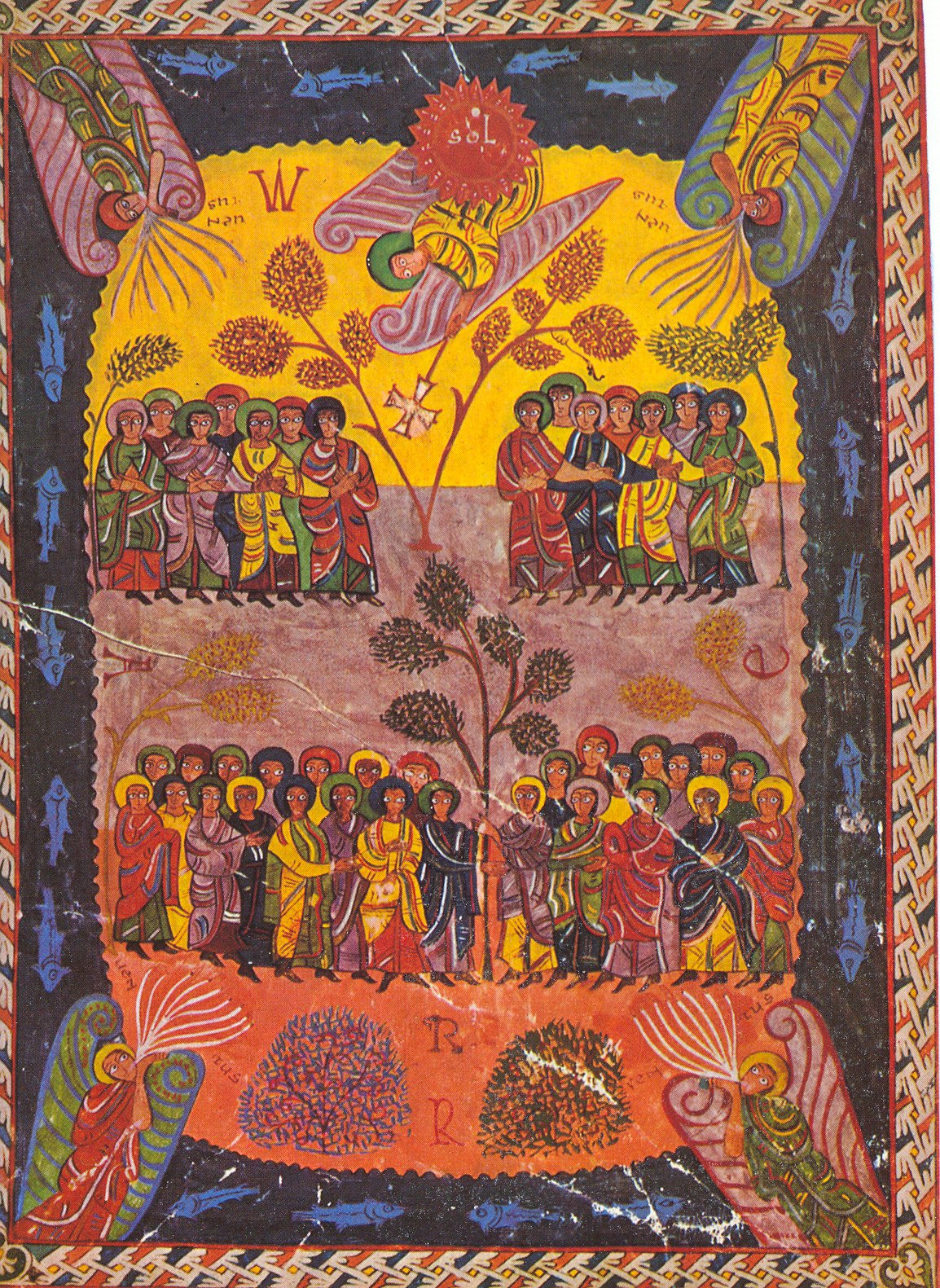
Beatus de Morgan

#### La Catalogne

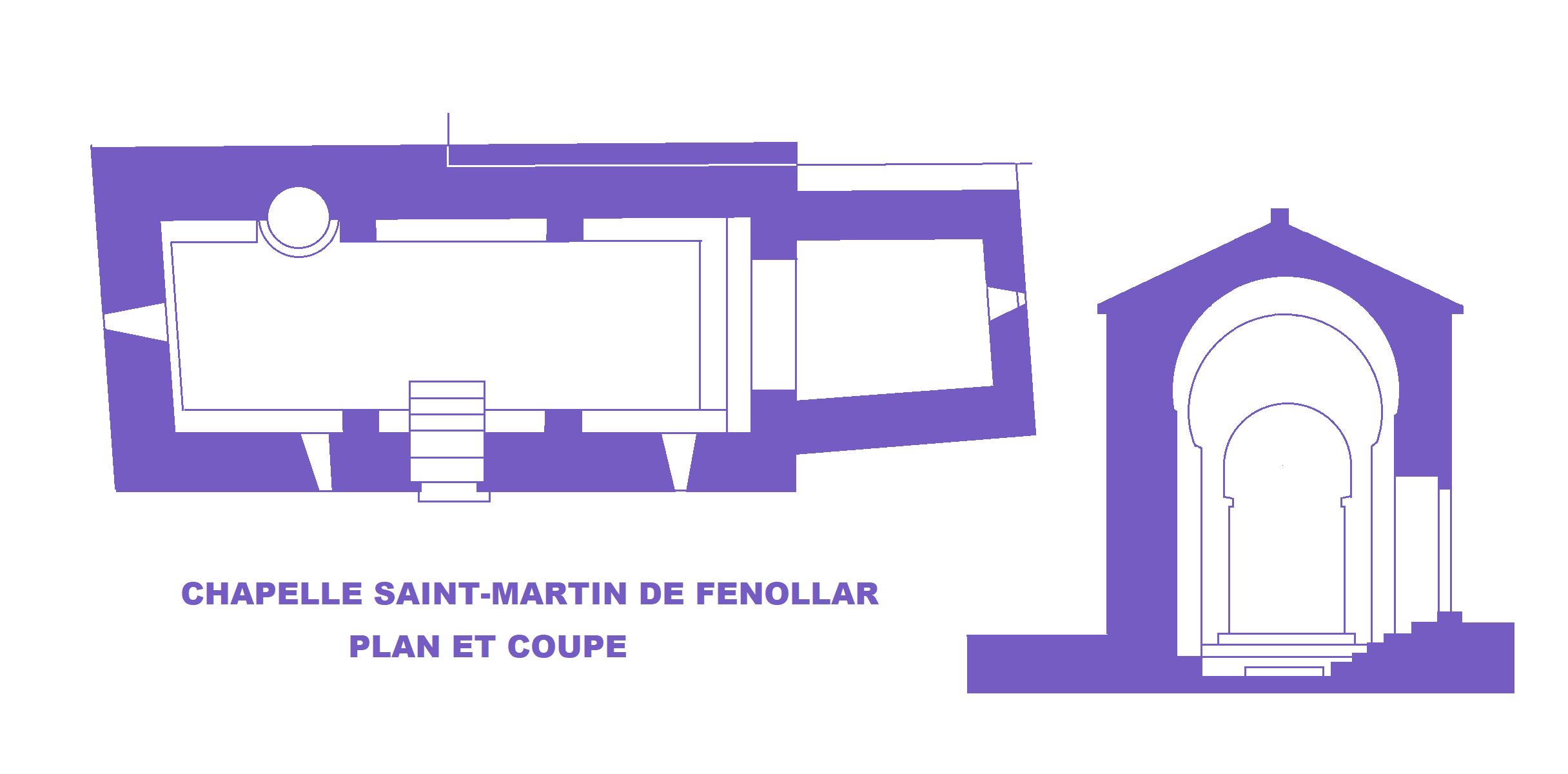
Chapelle de Fenollar.

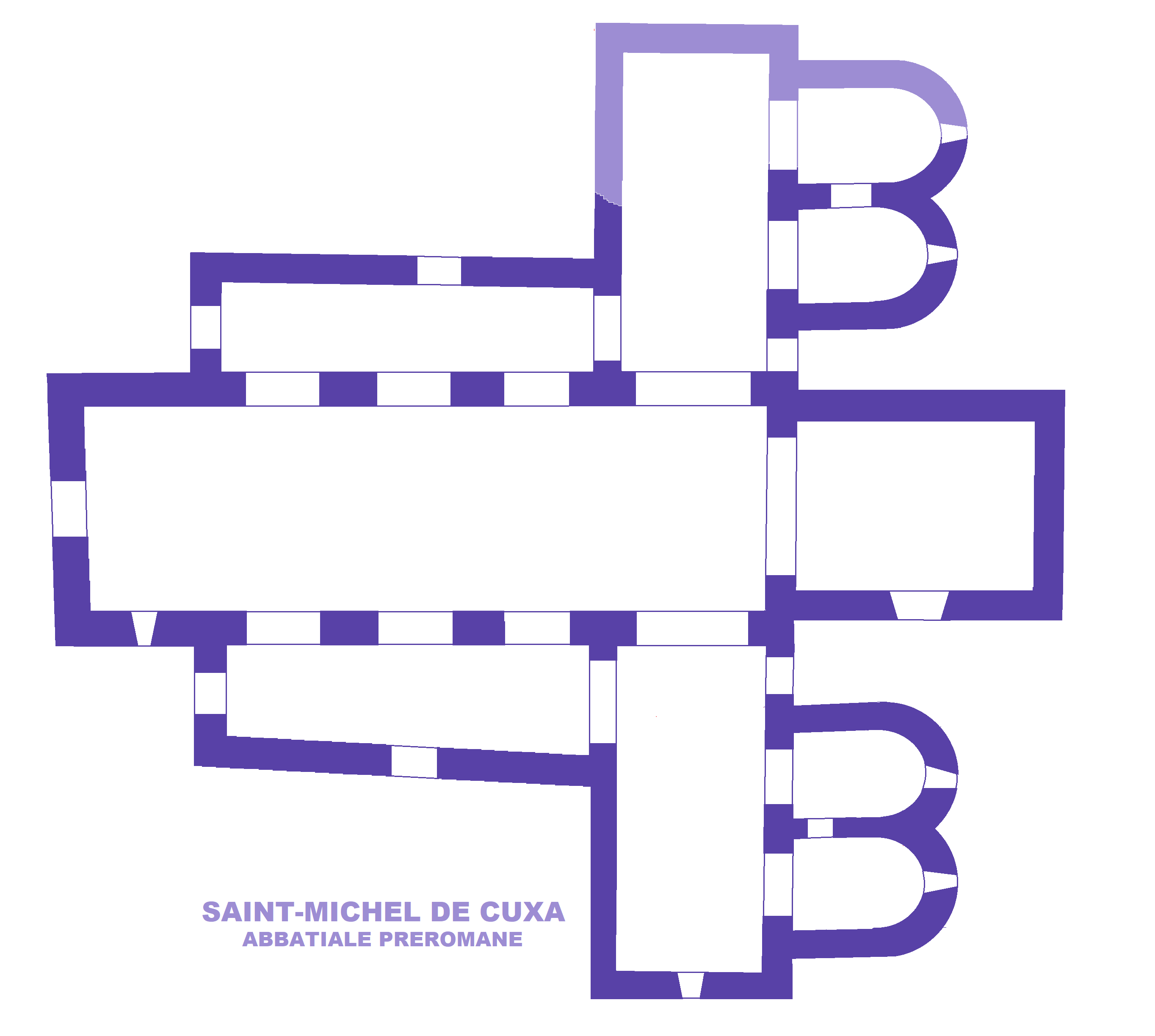
Cuxa, plan préroman.

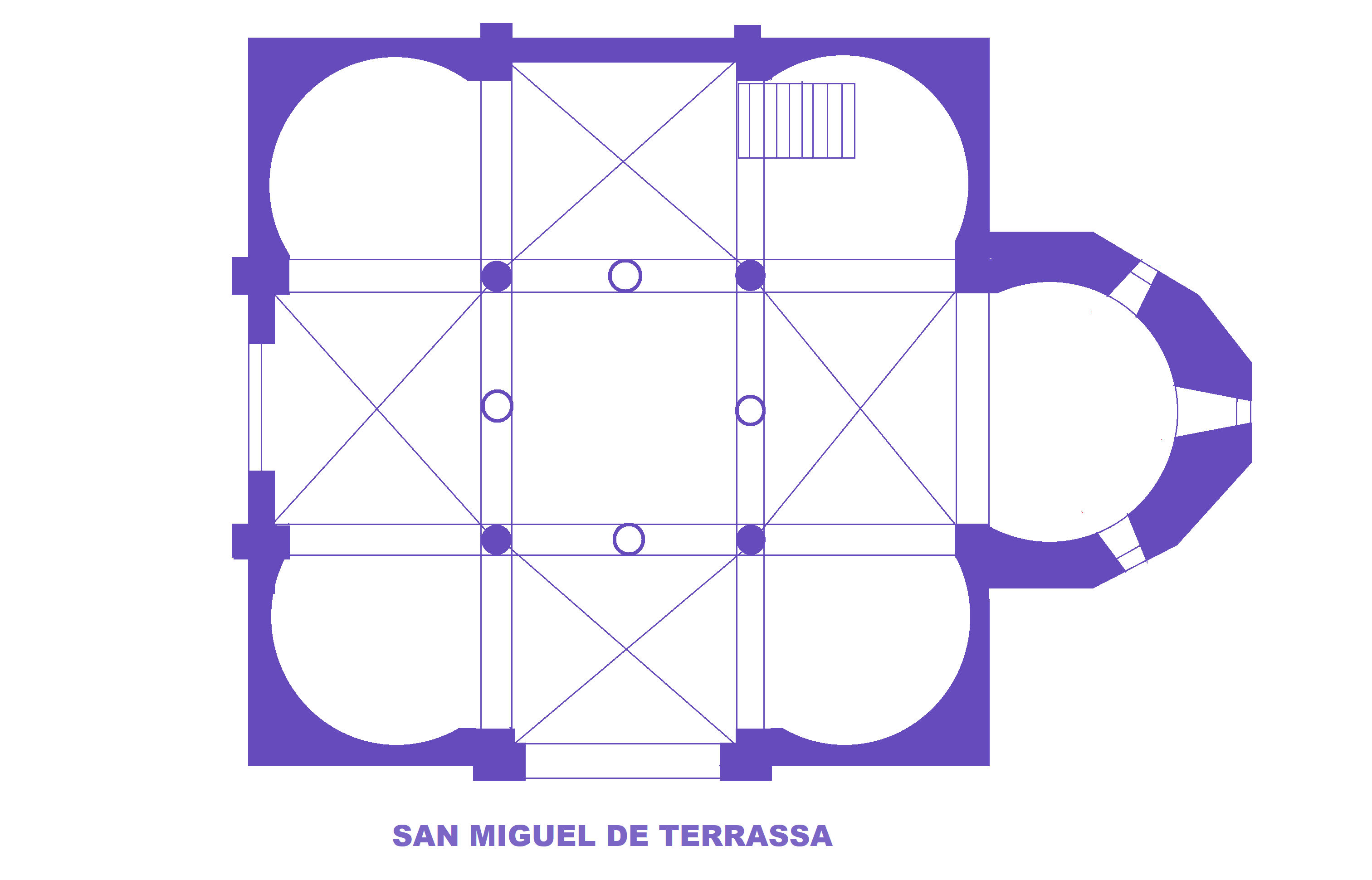
San Miguel, Terrassa.

Les Francs chassent les Arabes de la province de Narbonne puis du nord-est de l'Espagne, libèrent Barcelone en 810 qui devient au milieu du IXe siècle la capitale de la future Catalogne. Ce deuxième grand rempart du christianisme est rechristianisé par le rétablissement et la création d'évêchés. Il bénéficie d'influences carolingiennes fortes et directes par l'origine de son rétablissement et d'un apport culturel moins important de la migration mozarabe.
Les petites églises rurales sont très nombreuses, mais si les textes conservés permettent souvent une histoire régionale affinée, les architectes médiévaux postérieurs ont plus remplacé les œuvres du haut Moyen Âge que ne l'avait fait les Arabes. Parmi les monuments authentiquement préromans subsistants, on peut citer la Chapelle Saint-Martin de Fenollar en Roussillon avec un "canevas" que l'on retrouve dans les églises des provinces de Barcelone et de Gérone. Elles ont une nef unique et un chœur rectangulaire plus étroit. Cette forme élémentaire de lieu de culte connaît une expansion considérable dans une bonne partie de l'Europe jusqu'au XIe siècle. L'arc entre la nef et le chœur peut avoir une forme de demi-cercle prolongé par une partie droite, type de tracé apparu dans la région dès la basse Antiquité.
Dans les deux dernières décennies du Xe siècle, la Catalogne monastique entre dans une période d'euphorie constructive avec un recrutement qui arrive de tous les horizons. Sur le plan architectural, Cuxa, Rodes et Ripoll sont les témoins les plus importants de cette période créatrice. Victimes de leurs succès, ces trois abbatiales sont reconstruites de plus en plus richement au cours du siècle et demi qui suit leurs fondations dans le dernier quart du IXe siècle.
À Saint-Michel de Cuxa on peut suivre le passage entre l'architecture préromane et le premier art roman méridional grâce à des textes de 956 à 975 et les agrandissements jusqu'au milieu du XIe siècle. Le plan de l'époque préromane comporte une nef débordant à l'Ouest de ses collatéraux qui communiquent avec elle par des arcades outrepassées percées dans un mur. Le vaisseau central est éclairé en partie haute du côté Sud par des fenêtres outrepassées et au dessus du portail Ouest par une grande fenêtre et une petite ouverture au sommet du pignon. Un transept bas très débordant dont les deux croisillons communiquent avec la nef et les collatéraux par de grandes arcades outrepassées est voûté en berceau. De la nef charpentée, on passe dans une abside rectangulaire elle aussi couverte en charpente par une grande arcade outrepassée et de chaque côté, des portes probablement utilisées pour les processions ont un linteau surmonté d'une haute arcade outrepassée. Sur chaque croisillon deux absidioles demi-circulaires sur une partie droite sont voûtées et communiquent avec le transept par une ouverture outrepassée. À l'extrémité occidentale est érigée une chapelle à plan centré (XIe) aujourd'hui détruite dans sa partie haute surmontant une crypte circulaire à pilier central vaste et singulière, la chapelle de la Vierge. L'évolution passe par le développement du chevet, du nombre d'autels et au XIIe siècle la naissance de la sculpture romane roussillonnaise,,.

Le fait le plus important est l'absence jusque vers l'an mil dans cette région de Catalogne, qui va être un des berceaux de l'art roman, de tout signe annonciateur du nouveau style qui surgit en rupture avec le passé,.

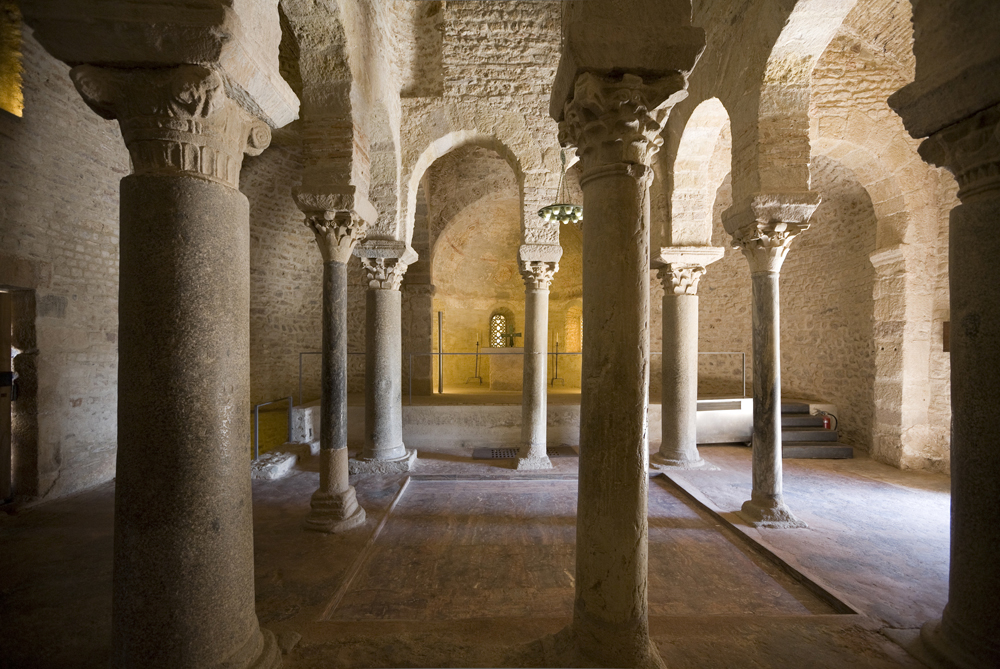
Sant Miquel de Terrassa.
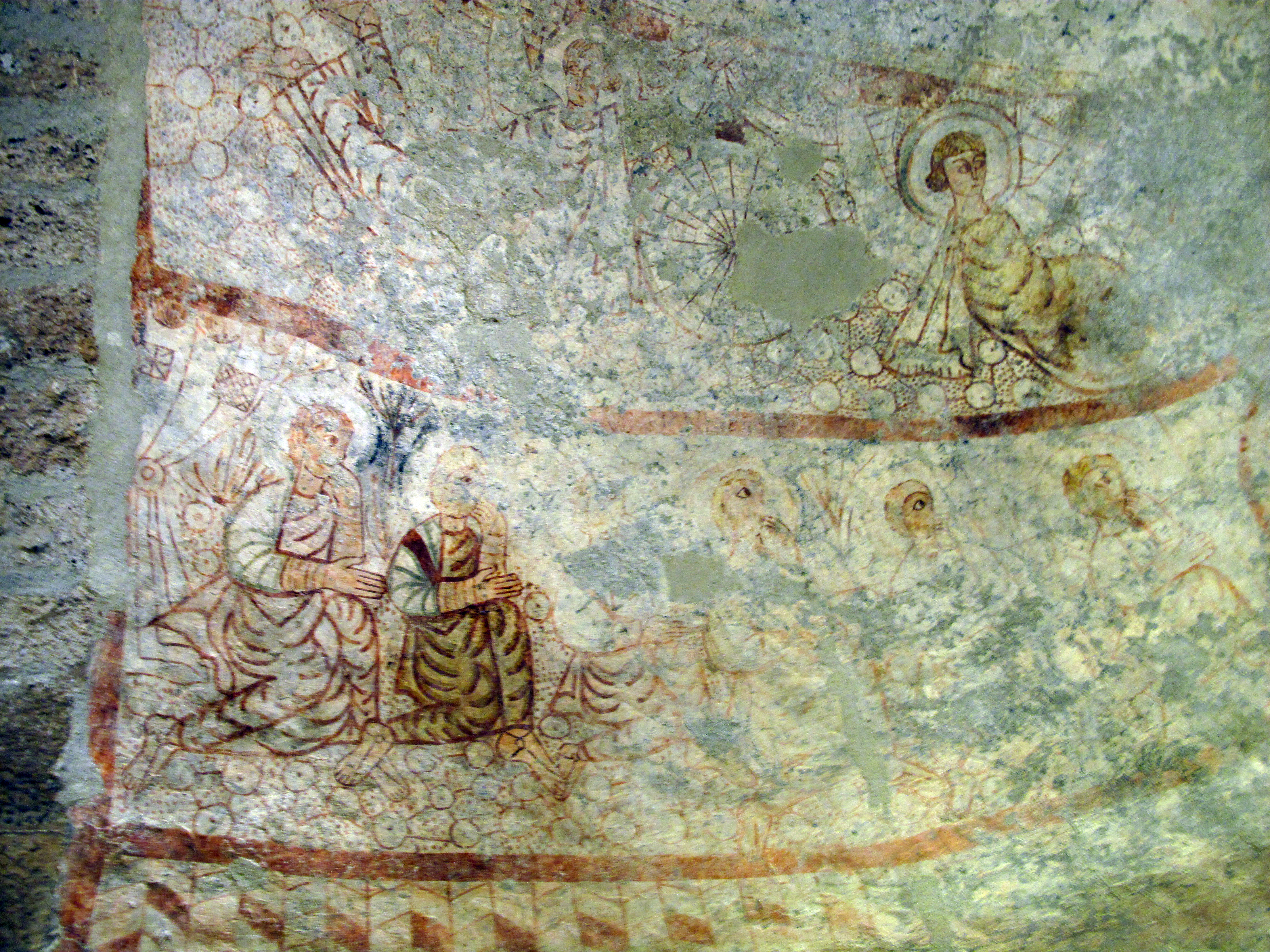
Fresques de Sant Miquel de Terrassa.
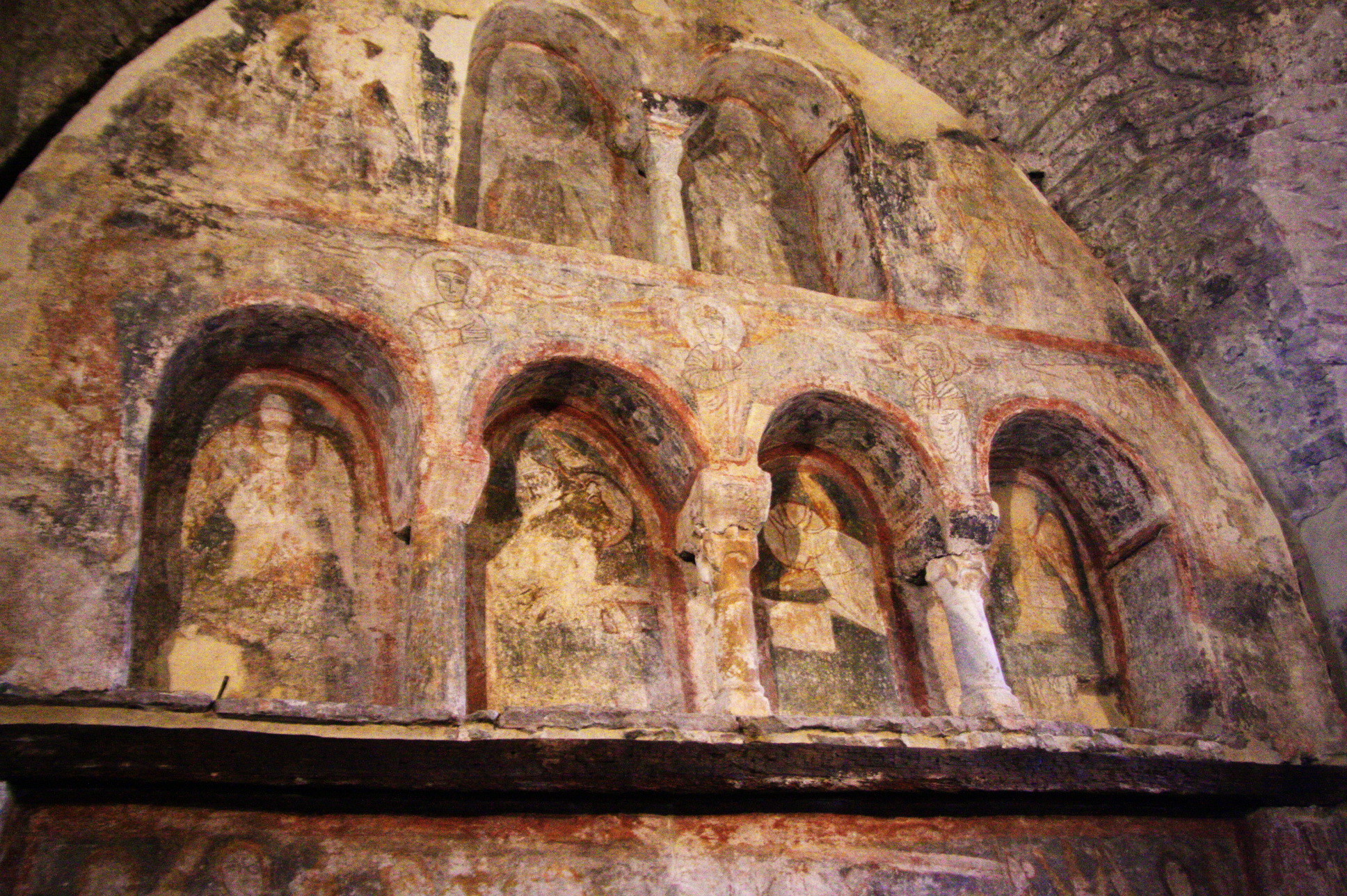
Retable de San Pere de Terrassa.

### L'évolution des édifices religieux duVeauXesiècle

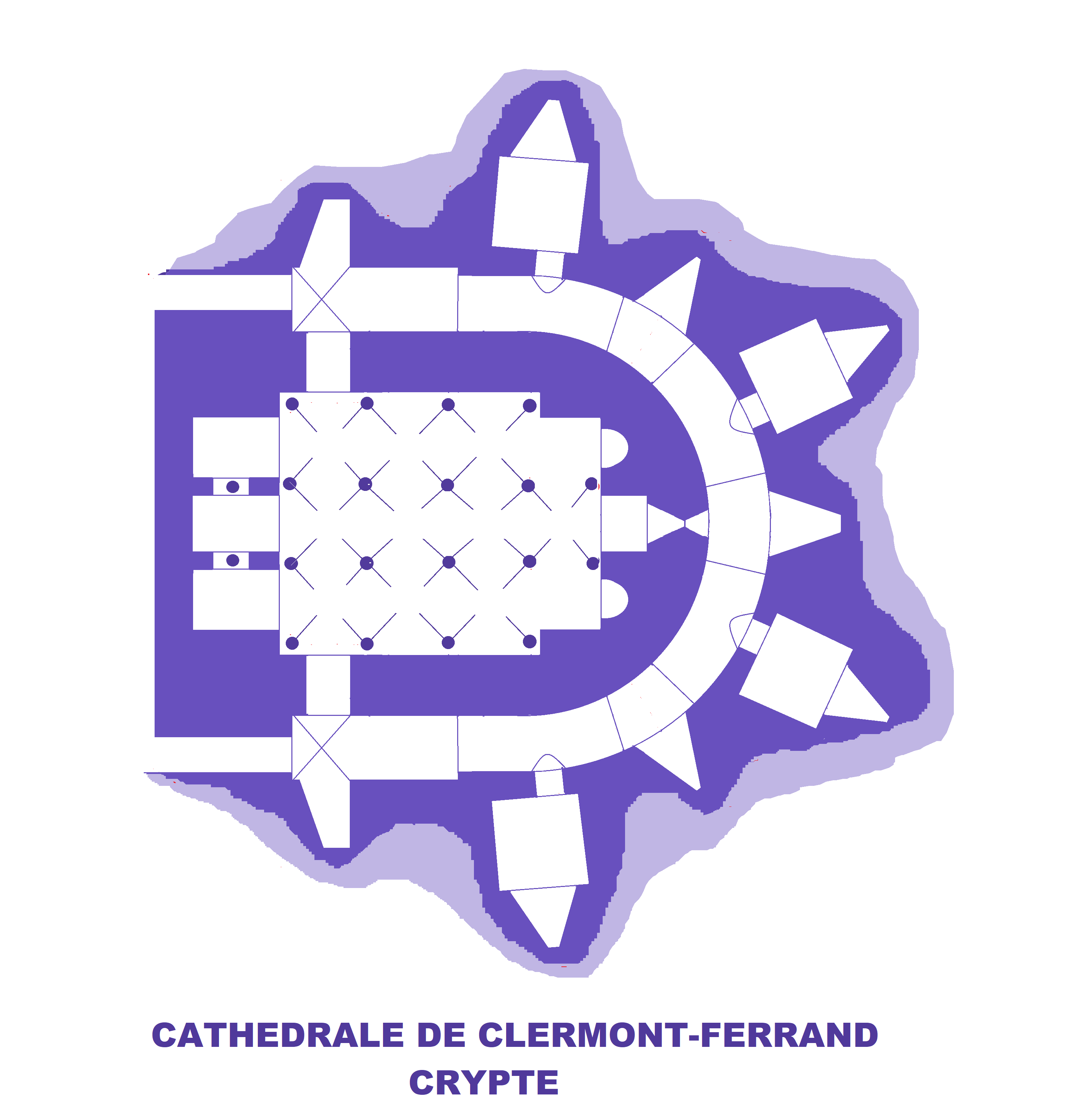
Crypte de Clermont-Ferrand.

Pendant le Haut Moyen Âge, l'église épiscopale se compose de plusieurs basiliques et les bâtiments monastiques se groupent autour de deux ou trois grandes églises et plusieurs oratoires. Dès la fin de l'époque mérovingienne, on réunit les lieux de culte en les juxtaposant dans une vaste construction permettant le développement des cérémonies liturgiques. Dans les villes épiscopales du Moyen Âge et dans les monastères fondés après le IXe, une seule cathédrale ou abbatiale suffit aux besoins du culte. À cette évolution du plan correspond une augmentation progressive des dimensions. Vers 450, les basiliques de la chrétienté ont une cinquantaine de mètres de longueur et vingt mètres de largeur puis atteignent au IXe siècle une centaine de mètres de longueur.
En Gaule, la grande basilique couverte de charpente à une seule abside apparaît dès le IVe ou le Ve siècle, la basilique à trois absides dès le VIe siècle et les oratoires voûtés de plan basilical à une ou trois absides dès le Ve et le VIe siècle. Il ne semble pas que l'époque mérovingienne apporte d'importantes innovations au plan basilical paléochrétien.
Le développement du culte des reliques entraîne l'augmentation du nombre des autels. Si le plan cruciforme garde la valeur symbolique qu'on lui prêtait aux premiers temps chrétiens, chacun des croisillons du transept abrite un à plusieurs autels avec au début du IXe siècle parfois des absides orientées. L'architecture carolingienne marque le développement des cryptes qui aboutit au chevet à chapelles rayonnantes, la disposition la plus originale et la plus heureuse de l'architecture romane.

### Les prémices de l'art roman
Le dynamisme monastique, de profondes aspirations religieuses et morales, la spiritualité des routes de pèlerinages dans une Europe rendue à la paix président à la naissance de l'art roman et contribuent à en faire un style vraiment neuf et doué d'une profonde originalité. La volonté de libérer l'Église de la tutelle de pouvoirs séculiers, l'effondrement du califat de Cordoue, la disparition du mécénat royal ou princier font de l'art roman l'art de toute la chrétienté médiévale. Son développement est pleinement établie vers 1060 mais les premiers signes de mutation sont différents suivant les régions,.

#### L'espace
L'aire de gestation de l'architecture romane est lié à celle de l'Empire romain diminué par les conquêtes arabes dans le bassin méditerranéen et augmenté par la christianisation vers l'Est et le Nord. Ce style architectural bénéficie des apports de la France, du nord de l'Espagne et du Portugal, du sud et de l'ouest des territoires de langue allemande, des îles britanniques et de l'Italie sans oublier les pays intermédiaires. Les techniques encore plus anciennes du bassin méditerranéen sont aussi utilisées mais avec parcimonie.

L'architecture romane s'est développée sur un vaste espace qui s'étend depuis la moitié nord de l'Espagne jusqu'à l'Irlande, l'Écosse et la moitié de la Scandinavie. L'est de l'Europe, les pays slaves de la Pologne à la Slovaquie, la Bohême et la Moravie, la Hongrie et la Slovénie adoptent aussi ce style comme l'ensemble de l'Italie avec ses îles. Cet espace correspond à l'influence de l'Église romaine au Moyen Âge, à la grande famille des peuples romano-germaniques, des Slaves de l'ouest et de quelques reliques ethniques.

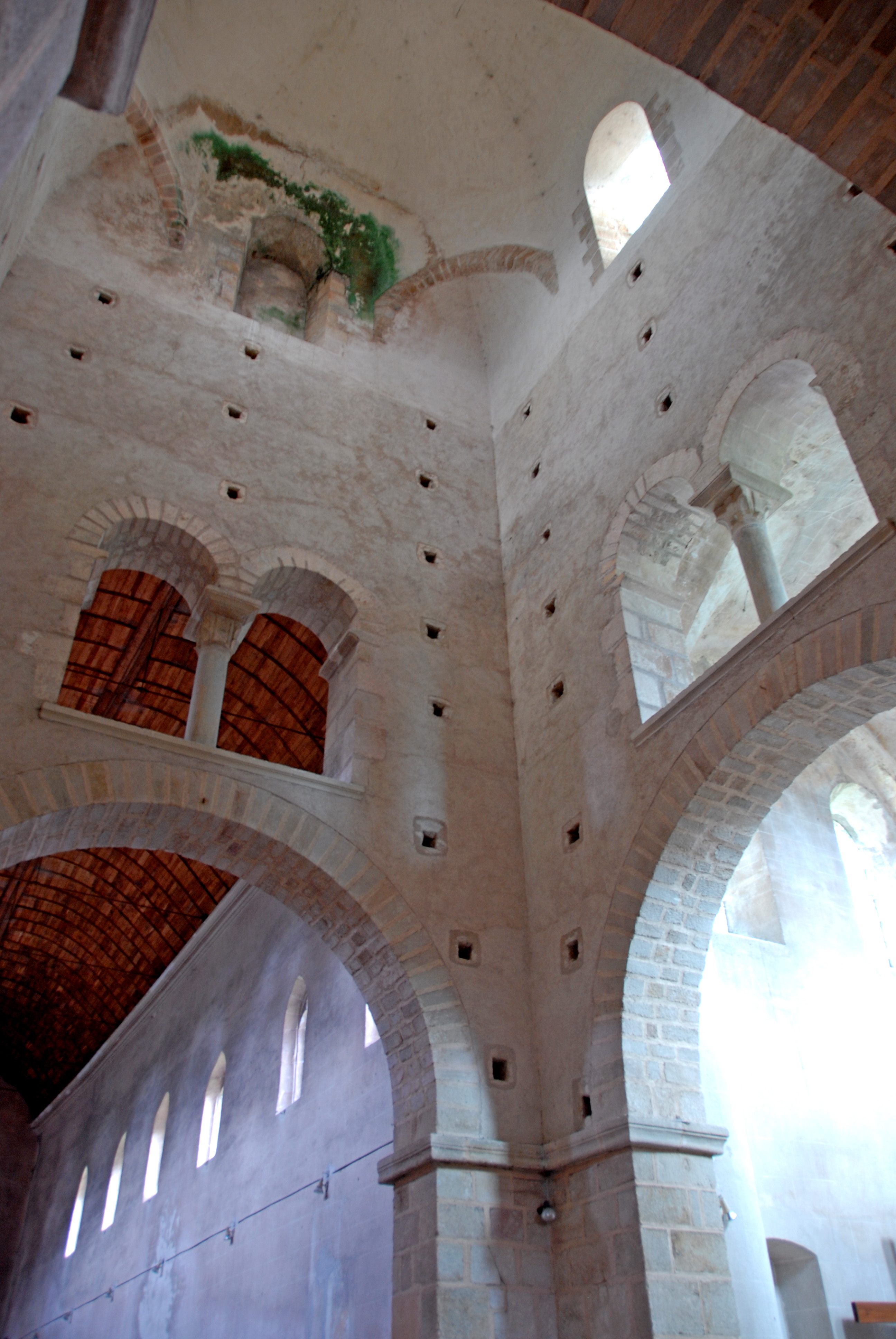
Perrecy-les-Forges
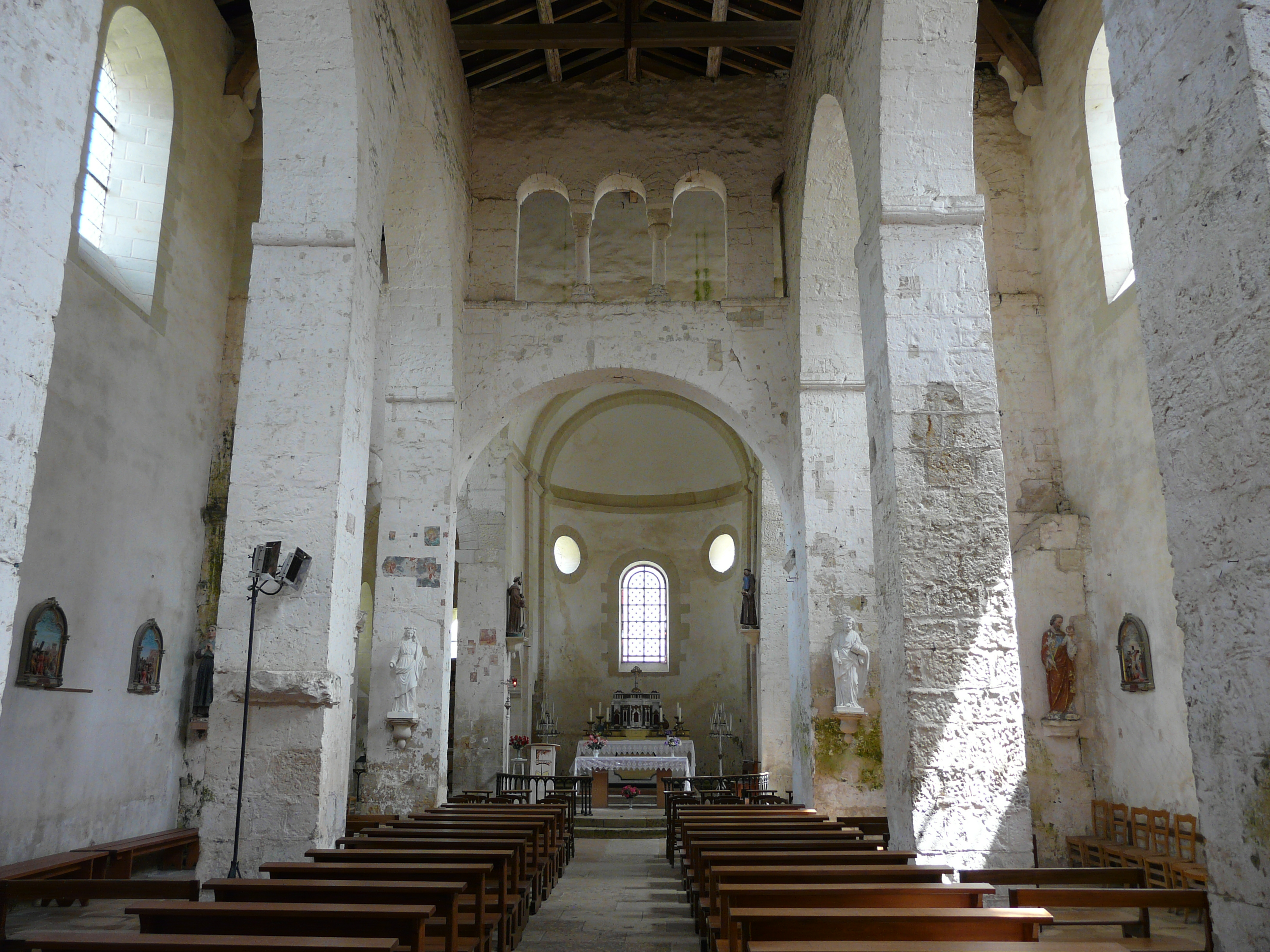
Église Saint-Généroux de Saint-Généroux
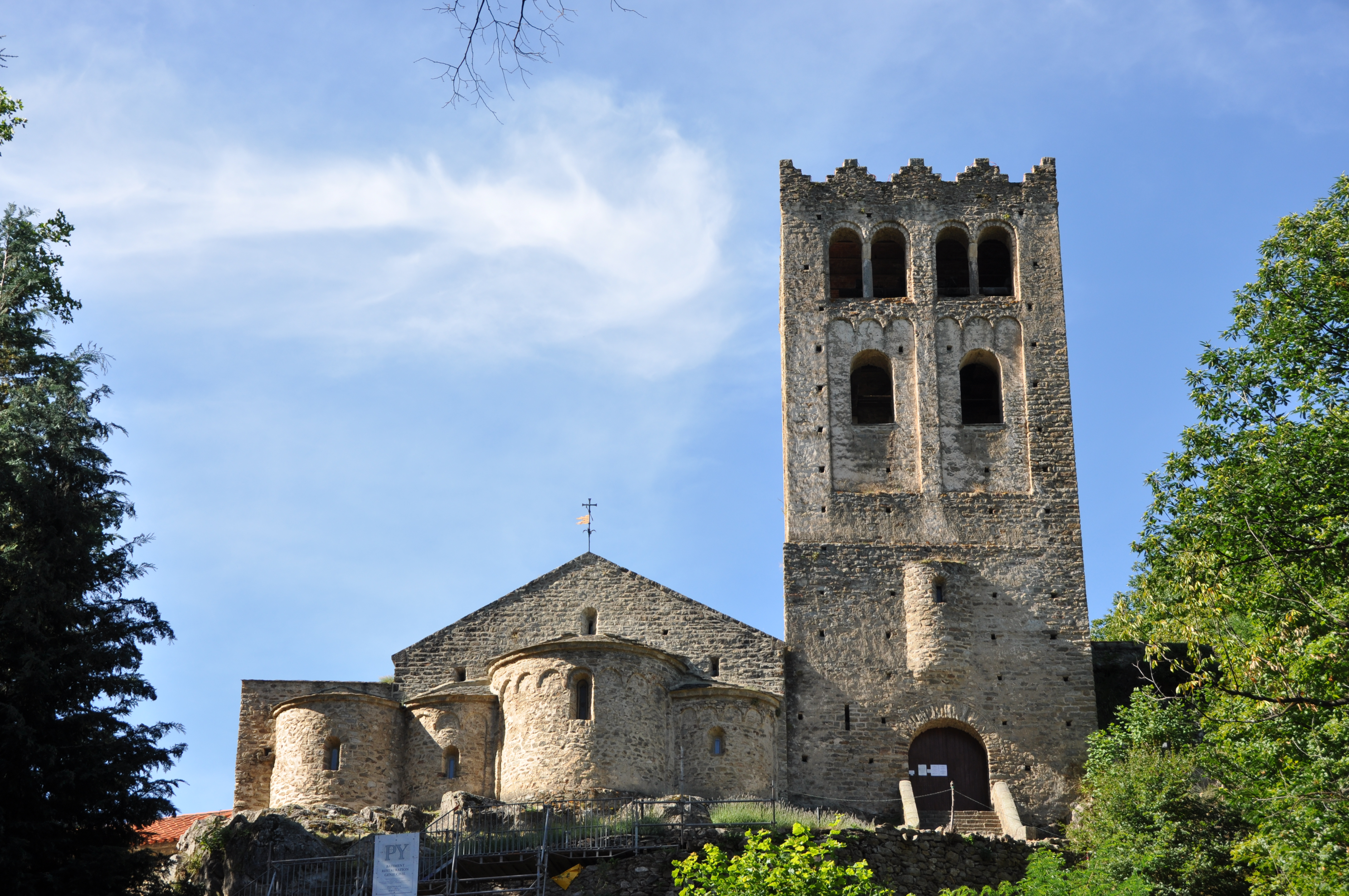
Chevet de l'abbaye Saint-Martin du Canigou

#### Le temps

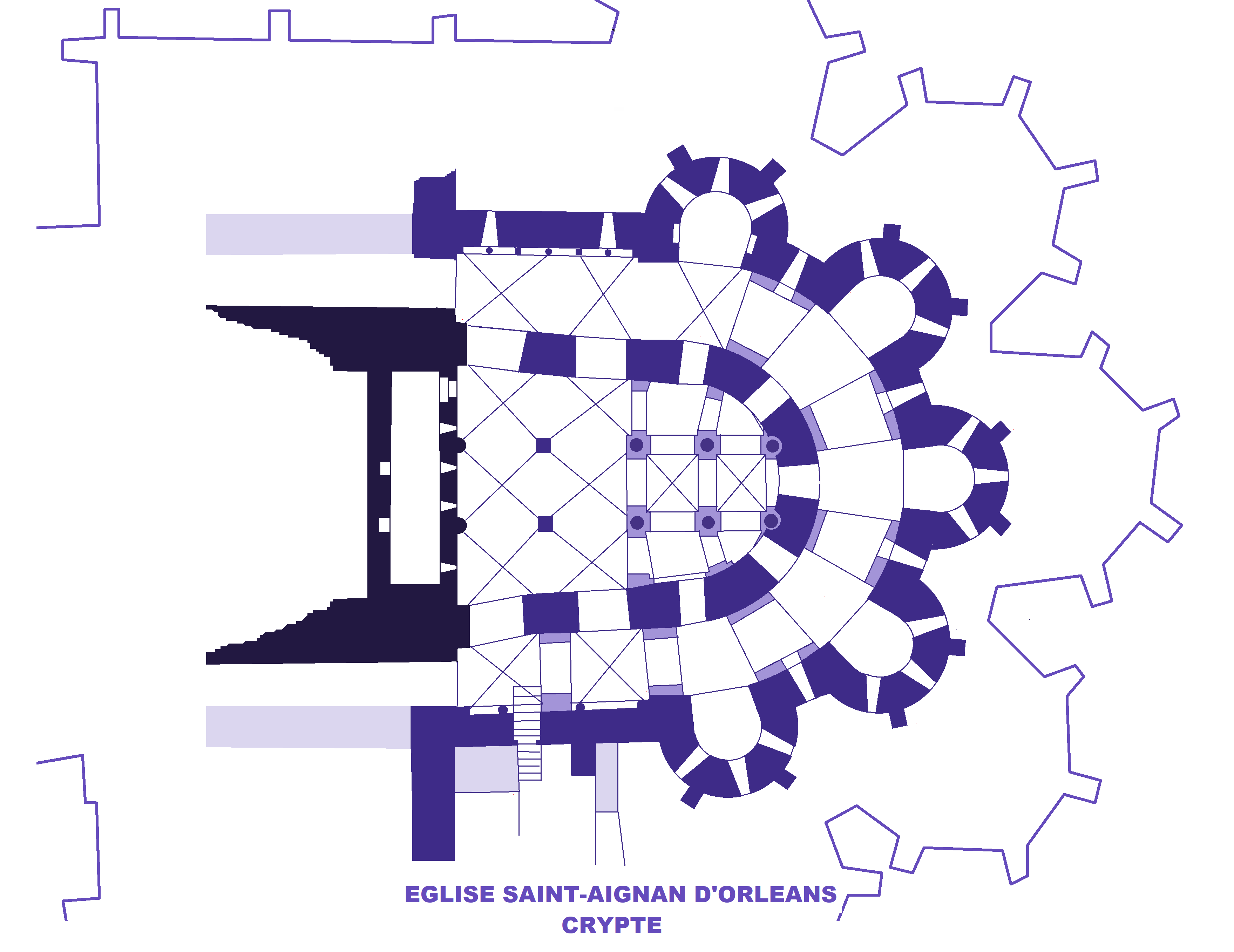
Crypte de la Collégiale Saint-Aignan d'Orléans.

Les premiers foyers d'art roman se manifestent déjà vers l'an mille, en Catalogne sur les contreforts nord et sud de la partie orientale des Pyrénées, la Lombardie étendue de la plaine centrale du Pô à l'Italie du sud, en Bourgogne dans la zone fluviale de la Saône, en Normandie près de la Manche, sur le cours inférieur du Rhin jusqu'à la Moselle, la haute Rhénanie de Bâle à Mayence et la Basse-Saxe entre l'Elbe et la Weser. 
D'autres provinces ont un développement plus tardif dont l'originalité éclatera au XIe siècle comme la Westphalie, la Toscane, les Pouilles, la Provence et l'Aquitaine. Entre 1042 et 1066 Édouard le Confesseur dont la mère est normande introduit l'art roman en Angleterre et après la conquête normande de l'Angleterre en 1066, les normands intègrent des apports anglo-saxons dans l'art anglo-normand.

Dans le royaume franc, la période de 980 à 1020 environ correspond à une phase d'expérimentation initiale où les premiers signes d'une mutation architecturale sont perceptibles. Les spécialistes allemands font remonter cette naissance après l'art ottonien et réservent le terme style roman à la dernière phase de l'évolution architecturale.

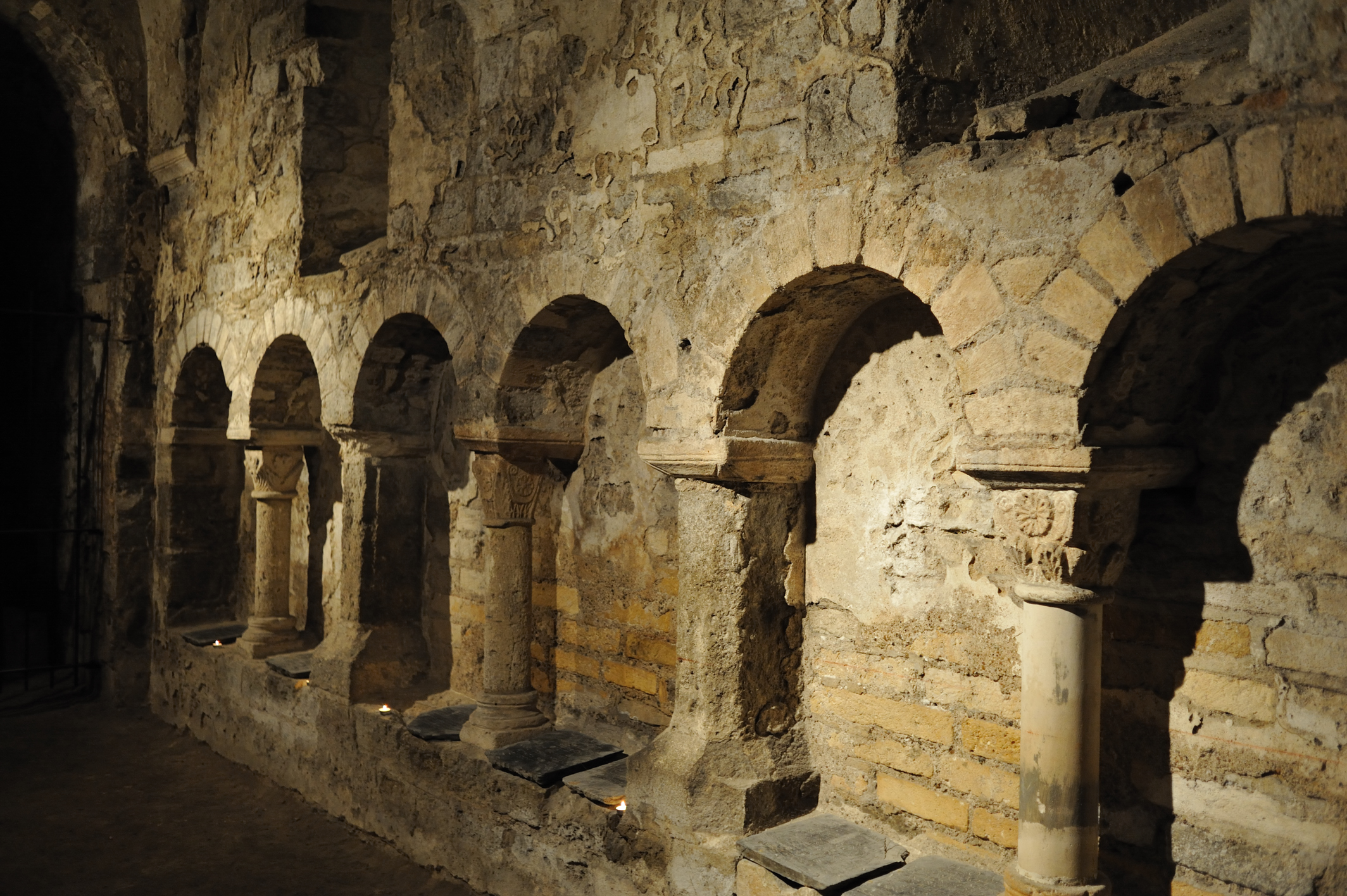
Crypte de la Collégiale Saint-Aignan d'Orléans
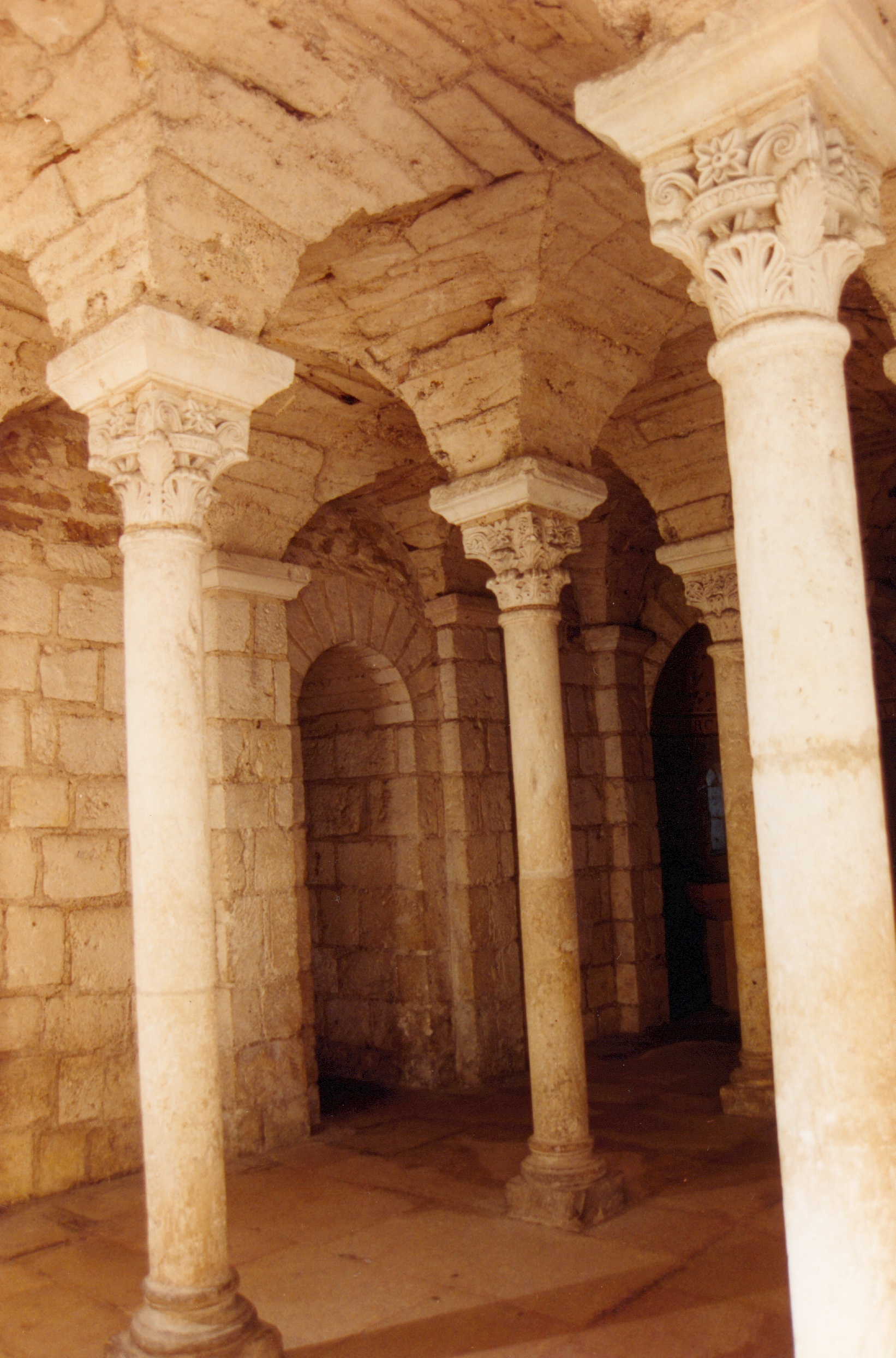
Crypte de Tournus
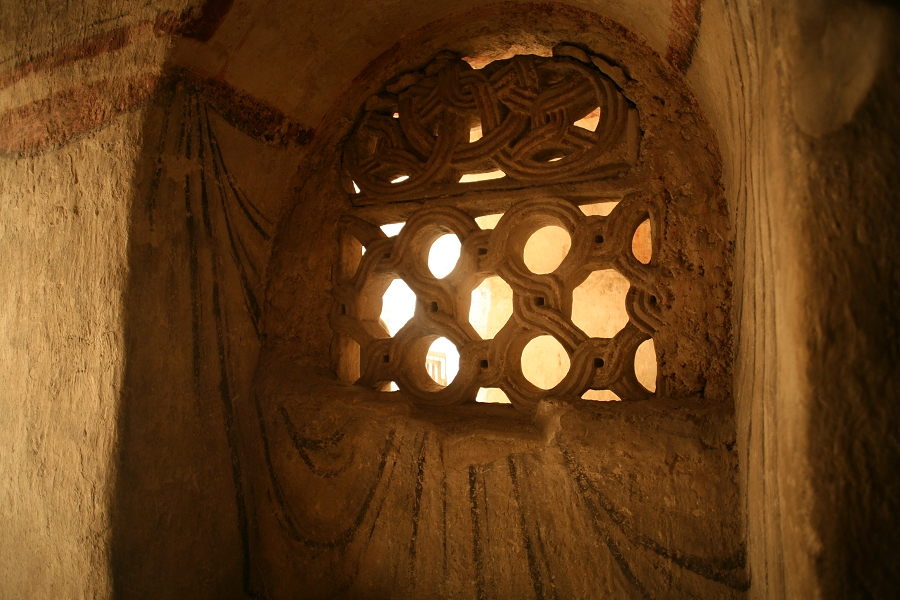
Crypte de Clermont-Ferrand

### Ouvrages
Par ordre chronologique de publication :
- Puig I. Cadafalch, La géographie et les origines du premier art roman, H. Laurens, Paris, 1935, 515 p..
- Jean Hubert, L'art pré-roman, Les éditions d'art et d'Histoire, Paris, 1938, 242 p.
- Jurgis Baltrušaitis, L'église cloisonnée en Orient et en Occident, Les Éditions d'art et d'histoire, Paris, 1941
- Louis Grodecki, Au seuil de l'art roman. L'architecture ottonienne, Armand Collin, Paris, 1958, 342 p.
- Jacques Le Goff, La civilisation de l'occident médiéval, Artaud, 1965, 692 p..
- Jean Hubert, L'Europe des Invasions, Gallimard, 1967, 358 p.
- Jean Hubert et Jean Porcher, L'Empire carolingien, Gallimard, 1968, 280 p.
- Peter Anker, L'art scandinave, Zodiaque - La nuit des temps, 1969, 460 p.
- Louis Grodecki et Florantine Müther, Le siècle de l'an mil (collection : Univers des formes), Gallimard, Paris, 1973, 436 p. (ISBN 978-2-07-010785-8)
- Jacques Fontaine, L'art pré-roman hispanique, vol. 1, Zodiaque - La nuit des temps, 1973, 413 p.
- Jacques Fontaine, L'art pré-roman hispanique : L'art mozarabe, vol. 2, Zodiaque - La nuit des temps, 1973, 425 p.
- Carl Nordenfalk (trad. de l'anglais), Manuscrits irlandais et anglo-saxons : l'enluminure dans les Îles britanniques de 600 à 800, Paris, éditions du Chêne, 1977, 126 p. (ISBN 978-2-85108-116-2, BNF 34586850)
- Carol Heitz, L'architecture religieuse carolingienne : Les formes et leurs fonctions, Picard, 1980, 288 p.
- Marcel Durliat, Des barbares à l'an mil, Paris, Mazenod, 1985, 618 p. (ISBN 978-2-85088-015-5, BNF 34836055)
- Carol Heitz, La France pré-romane : Archéologie et architecture religieuse du Haut-Moyen Âge, du IVe siècle à l'An Mil, Paris, Errance, 1987, 339 p. (ISBN 978-2-903442-48-4, BNF 34944260)
- Carl Nordenfalk (trad. de l'allemand), L'enluminure au Moyen Âge, Genève/Paris, Skira, 1988, 139 p. (ISBN 978-2-605-00120-0, BNF 34934415)
- Georges Duby, La sculpture, le grand art du Moyen Âge du Ve au XVe siècle, Genève, Skira, 1989, 318 p. (ISBN 978-2-605-00144-6, BNF 37663581)
- Hans Erich Kubach (trad. de l'allemand), Architecture romane, Paris/Milan, Gallimard, 1992, 223 p. (ISBN 978-2-07-011242-5, BNF 35513020)
- Éliane Vergnolle, L'art roman en France : architecture, sculpture, peinture, Paris, Flammarion, Paris, 1998, 383 p. (ISBN 978-2-08-010786-2, BNF 36992543)
- Piotr Skubiszewski (trad. de l'italien), L'art du Haut Moyen Âge : L'art européen du VIe au IXe siècle, Paris, Pochothèque, 1998, 480 p. (ISBN 978-2-253-13056-7, BNF 36705271)
- Jean-Pierre Caillet, L'art carolingien, Paris, Flammarion, 2005, 255 p. (ISBN 978-2-08-011449-5, BNF 40075340)

### Articles
- Joseph Puig i Cadafalch, « L'église Saint-Michel de Cuxa », Bulletin monumental, vol. 94, no 3,‎ 1935, p. 353-373 (lire en ligne)
- Marcel Aubert, « Les églises cloisonnées. A propos d'un livre récent », Bulletin monumental, vol. 101, no 1,‎ 1942, p. 117-122 (lire en ligne)
- Jacques Thirion, « La décoration sculptée à l'époque carolingienne », Bulletin monumental, vol. 115, no 3,‎ 1957, p. 216-220 (lire en ligne)
- Francis Salet, « L'architecture en Dalmatie et l'art carolingien », Bulletin monumental, vol. 118, no 2,‎ 1960, p. 139-140 (lire en ligne)
- Jacques Thiébaut, « Art préroman, art ottonien, art roman (compte rendu) », Bulletin  monumental, vol. 129, no 3,‎ 1971, p. 201-202 (lire en ligne)
- Xavier Barral i Altet, « Nouveau apports au dossier archéologique de l'église Saint-Michel de Cuxa », Journal des savants, vol. 3, no 1,‎ 1977, p. 191-223 (lire en ligne)
- Michael Herity, « Les premiers ermitages et monastères en Irlande (400-700) », Cahiers de Civilisation médiévale>, vol. 36, no 143,‎ 1993, p. 219-261 (lire en ligne)
- Éliane Vergnolle, « Les débuts de l'art roman dans le royaume franc (980-1020) », Cahiers de civilisation médiévale, vol. 43, no 170,‎ 2000, p. 161-194 (lire en ligne)
- Jean-Pierre Caillet, « Le mythe du renouveau architectural roman », Cahiers de civilisation médiévale, vol. 43, no 172,‎ 2000, p. 341-369 (lire en ligne)

### Lien web
- Beatus, « Commentaires sur l'Apocalypse », sur gallica, 2005 (consulté le 11 novembre 2017).